# Liste von Kriegsfilmen
Es ist teilweise umstritten, welche Spielfilme als „Kriegsfilme“ gelten können. Wie im Hauptartikel Kriegsfilm dargelegt, gibt es die Auffassung, nur die Thematisierung moderner Kriege rechtfertige das Etikett „Kriegsfilm“.
Hiervon abweichend wird in dieser Liste die weiter gefasste Definition vorgezogen: Diese Liste beinhaltet Spielfilme und Fernsehserien, in denen ein spezifischer (auch historischer) Krieg ein herausragender Bestandteil der Geschichte ist.

## Antike(1200 v. Chr. – 600 n. Chr.)

### Antikes Griechenland(1200–146 v. Chr.)
- 300 (300, R: Zack Snyder, USA 2007) mit Gerard Butler, Lena Headey (Schlacht bei den Thermopylen (Perserkriege))
- 300: Rise of an Empire (300: Rise of an Empire, R: Noam Murro, USA 2013) mit Sullivan Stapleton, Eva Green, Rodrigo Santoro, Lena Headey (Schlacht von Artemision)
- Helena von Troja (Helen of Troy, R: John Kent Harrison, USA 2003) Fernsehfilm mit Sienna Guillory, Matthew Marsden, Rufus Sewell, John Rhys-Davies (Griechen – Trojaner)
- Der Kampf um Troja (La guerra di Troia, R: Giorgio Ferroni, ITA/FRA 1961) mit Steve Reeves, Juliette Mayniel, Edy Vessel, Lidia Alfonsi, John Drew Barrymore (Griechen – Trojaner)
- Der Löwe von Sparta (The 300 Spartans, R: Rudolph Maté, USA 1960) mit Richard Egan, Ralph Richardson (Schlacht bei den Thermopylen (Perserkriege))
- Die schöne Helena, auch: „Der Untergang von Troja“ (Helen of Troy, R: Robert Wise, USA 1956) mit Rossana Podestà, Jacques Sernas, Cedric Hardwicke (Griechen – Trojaner)
- Das Schwert von Persien (Esther and the King, R: Raoul Walsh, ITA/USA 1960) mit Joan Collins, Richard Egan, Denis O’Dea
- Troja (Troy, R: Wolfgang Petersen, USA/MLT/GBR 2004) mit Brad Pitt, Eric Bana, Orlando Bloom (Griechen – Trojaner)
- Die Troerinnen, auch: „Die Trojanerinnen“, auch: „Troja“ (The Trojan Women, R: Mihalis Kakogiannis, GBR/USA/GRC 1971) mit Katharine Hepburn, Vanessa Redgrave (Griechen – Trojaner)

### Römisches Reich(510 v. Chr. – 565 n. Chr.)
- Augustus – Mein Vater der Kaiser (Imperium: Augustus, R: Roger Young, DEU/ITA/FRA/ESP/AUT/GBR 2003) mit Peter O’Toole, Charlotte Rampling, Vittoria Belvedere, Benjamin Sadler
- Ben Hur (Ben-Hur, R: William Wyler, USA 1959) mit Charlton Heston, Stephen Boyd, Haya Harareet, Martha Scott
- Centurion (Centurion, R: Neil Marshall, GBR 2010) mit Michael Fassbender, Andreas Wisniewski, Dave Legeno, JJ Feild
- Cleopatra (Cleopatra, R: Joseph L. Mankiewicz, USA 1963) mit Elizabeth Taylor, Richard Burton, Rex Harrison, George Cole
- Gladiator (Gladiator, R: Ridley Scott, GBR/USA 2000) mit Russell Crowe, Joaquín Phoenix, Connie Nielsen, Oliver Reed
- Der Adler der neunten Legion (The Eagle, R: Kevin Macdonald, GBR/USA 2011) mit Channing Tatum, Jamie Bell, Donald Sutherland, Mark Strong, Tahar Rahim, Ned Dennehy
- Der Untergang des Römischen Reiches (The Fall of the Roman Empire, R: Anthony Mann, USA 1964) mit Alec Guinness, Sophia Loren, Stephen Boyd, Christopher Plummer, Omar Sharif
- Die letzte Legion (The Last Legion, R: Doug Lefler, USA/GBR/FRA 2007) mit Colin Firth, Ben Kingsley, Thomas Sangster
- King Arthur (King Arthur, R: Antoine Fuqua, USA 2004) (Schlacht von Mons Badonicus 467 n. Chr.) mit Clive Owen, Keira Knightley, Til Schweiger, Ioan Gruffudd, Ray Winstone, Ray Stevenson
- Rom (Rome, R: unter anderen Carl Franklin, John Maybury, USA/GBR 2007) Fernsehserie mit Kevin McKidd, Ray Stevenson
- Spartacus (Spartacus, R: Stanley Kubrick, USA 1960) mit Kirk Douglas, Laurence Olivier, Jean Simmons, Charles Laughton
- Spartacus (Spartacus, R: unter anderen Michael Hurst, USA 2010–2013) Fernsehserie mit Andy Whitfield, Liam McIntyre, Manu Bennett
- Gladiator II (Gladiator II, R: Ridley Scott, USA/GBR 2024) Fortsetzung von Gladiator (2000), mit Paul Mescal als Lucius Verus zu sehen ist. Weitere Nebenrollen übernahmen Denzel Washington, Connie Nielsen, Pedro Pascal, Fred Hechinger und Joseph Quinn.

## Kriege in der Zeit der Drei Reiche(208–280)
- Red Cliff (Chìbì, R: John Woo, CHN 2008) mit Tony Leung, Takeshi Kaneshiro, Fengyi Zhan, Chen Chang, Wei Zhao, Jun Hu
- Three Kingdoms – Der Krieg der drei Königreiche (Saam gwok dzi gin lung se gap, R: Daniel Lee, CHN/KOR/HKG 2008) mit Andy Lau, Sammo Hung Kam-Bo, Maggie Q, Vanness Wu, Andy On

## Schlachten des islamischen ProphetenMohammed(622–632)
- Mohammed – Der Gesandte Gottes (Mohammad – The Messenger of God, auch: The Message, auch: Ar-Risala, الرسالة, R: Moustapha Akkad, GBR 1976) (Schlachten von Badr und Uhud, sowie die Einnahme von Mekka 630) mit Anthony Quinn, Irene Papas, Michael Ansara

## Kreuzzüge(1095–1291)
- Arn – Der Kreuzritter (Arn – Tempelriddaren auch: Arn: The Knight Templar, R: Peter Flinth, GBR/SWE/DNK, NOR/FIN/DEU 2007) mit Joakim Nätterqvist, Sofia Helin, Vincent Perez, Bibi Andersson
- Arn: The Kingdom at Road’s End (Arn – Riket vid vägens slut, R: Peter Flinth, GBR/SWE/DNK, NOR/FIN/DEU 2007) mit Joakim Nätterqvist, Bibi Andersson, Callum Mitchell, Sofia Helin
- Duell der Besten (I Paladini – storia d’armi e d’amori, R: Giacomo Battiato, ITA/USA 1983) mit Ronn Moss, Tanya Roberts
- Königreich der Himmel (Kingdom of Heaven, R; Ridley Scott, USA/ESP/GBR/DEU 2005) (Jerusalem (1187)) mit Orlando Bloom, Eva Green, Jeremy Irons, Michael Sheen, Liam Neeson
- Kreuzritter – Richard Löwenherz (The Crusades, R: Cecil B. DeMille, USA 1935) mit Henry Wilcoxon, Loretta Young
- Robin und Marian (Robin and Marian, R: Richard Lester USA 1976) mit Sean Connery, Audrey Hepburn, Robert Shaw

## Schlacht an der Newa(1240)
- Alexander der Kreuzritter (Александр. Невская битва, R: Igor Kalenow, RUS 2008) mit Anton Pampuschny

## Schlacht auf dem Peipussee(1242)
- Alexander Newski (R: Sergei M. Eisenstein, SUN 1938) mit Nikolai Tscherkassow, Nikolai Ochlopkow, Andrej Abrikossow

## Erster Schottischer Unabhängigkeitskrieg(1296–1306)
- Braveheart (Braveheart, R: Mel Gibson, USA 1995) mit Mel Gibson, Sophie Marceau, Patrick McGoohan, Angus Macfadyen
- The Bruce (The Bruce, R: Bob Carruthers und David McWhinnie, GB 1996) mit Brian Blessed, Oliver Reed, Sandy Welch, Pavel Douglas
- Outlaw King (Outlaw King, R: David Mackenzie, USA 2018) mit Chris Pine, Aaron Taylor-Johnson, Stephen Dillane

## Vorkonflikt des hundertjährigen Krieges (1302)
- De Leeuw van Vlaanderen (Hugo Claus, Belgien, Niederlande, 1985) mit Frank Aendenboom, Jan Decleir, Theu Boermans

## Hundertjähriger Krieg(1337–1453)
- Die heilige Johanna (Saint Joan, R: Otto Preminger, USA/GBR 1957) mit Jean Seberg, Richard Widmark, Richard Todd
- Heinrich V. (The Chronicle History of King Henry the Fift with His Battell Fought at Agincourt in France, R: Laurence Olivier, GBR 1944) mit Laurence Olivier, Felix Aylmer, Leslie Banks
- Henry V. (Henry V, R: Kenneth Branagh, GBR 1989) mit Derek Jacobi, Kenneth Branagh, Simon Shepherd
- Henry V (Henry V, R: Lorne Freed, Michael Langham, CAN 1966) Fernsehfilm mit Bernard Behrens, Eric Donkin
- Jeanne d’Arc – Die Frau des Jahrtausends (Joan of Arc, R: Christian Duguay, CAN 1999) (Dreiteiler) mit Leelee Sobieski, Jacqueline Bisset, Powers Boothe, Maximilian Schell
- Johanna von Orleans (Joan of Arc, R: Victor Fleming, 1948) mit Ingrid Bergman, Francis L. Sullivan, J. Carrol Naish
- Johanna von Orleans (The Messenger: The Story of Joan of Arc, R: Luc Besson, FRA 1999) mit Milla Jovovich, Dustin Hoffman
- Die Passion der Jungfrau von Orléans (La passion de Jeanne d’Arc, FRA 1928) mit Maria Falconetti, Eugene Silvain
- Der Prozeß der Jeanne d’Arc (Procès de Jeanne d’Arc, R: Robert Bresson, FRA 1962) mit Florence Delay, Jean-Claude Fourneau

## Hussitenkriege(1419–1434)
- Jan Hus (Jan Hus, R: Otakar Vávra, CSK 1954) mit Zdenek Stepánek, Karel Höger, Vlasta Matulová, Ladislav Pesek
- Jan Žižka (Jan Žižka, R: Otakar Vávra, CSK 1955) mit Zdenek Stepánek, Frantisek Horák, Karel Höger, Vlasta Matulová
- Proti všem (Proti všem, auch: Against All, R: Otakar Vávra, CSK 1957) mit Zdenek Stepánek, Gustav Hilmar, Bedrich Karen

## Rosenkriege(1455–1487)
- Der schwarze Pfeil (Чёрная стрела, R: Sergei Tarassow, SUN 1985) mit Galina Beljajewa, Igor Schawlak, Leonid Kulagin, Juri Smirnow

## Kriege der Sengoku-Zeit(1477–1573)
- Kagemusha – Der Schatten des Kriegers (影武者, R: Akira Kurosawa, JPN 1980) mit Nakadai Tatsuya, Yamazaki Tsutomu
- Onibaba – Die Töterinnen (鬼婆, R. Shindō Kaneto, JPN 1964) mit Nobuko Otowa, Jitsuko Yoshimuea, Kei Sato, Jukichi Uno
- Ran (乱, Chaos, R: Akira Kurosawa, JPN 1985) mit Tatsuya Nakadai, Akira Terao, Nezu Jinpachi, Ryu Daisuke, Mieko Harada
- Die verborgene Festung (隠し砦の三悪人, Kakushi toride no san-akunin, R: Akira Kurosawa, JPN 1954) mit Toshirō Mifune, Misa Uehara, Minoru Chiaki, Kamatari Fujiwara, Takashi Shimura

## Schlacht von Mactan(1521)
- Lapu-Lapu (Lapu-Lapu, R: Lamberto V. Avellana, PHL 1955) mit Mario Montenegro, Ven Medina, Oscar Keesee
- Lapu-Lapu (Lapu-Lapu, R: William Mayo, PHL 2002) mit Lito Lapid, Joyce Jimenez, Dante Rivero, Vic Vargas

## Deutscher Bauernkrieg(1524–1526)
- Dass ihnen der arme Mann Feind wird, (Wolfgang Bartsch, 1975)
- Jörg Ratgeb, Maler, (Bernhard Stephan, 1978)
- Thomas Müntzer, (Klaus Schulze)

## Achtzigjähriger Krieg(1568–1648)
- Alatriste, auch: „Captain Alatriste“ (Alatriste, R: Agustín Díaz Yanes, ESP/FRA/USA 2006) mit Viggo Mortensen, Elena Anaya, Unax Ugalde, Eduard Fernández
- Die schwarze Galeere (R: Martin Hellberg, DDR 1962, mit Dietrich Körner, Gerry Wolff, Gerhard Rachold und Hans-Peter Minetti)

## Polnisch-Russischer Krieg 1609–1618
- 1612 – Angriff der Kreuzritter (1612: Chroniki smutnogo wremeni, R: Wladimir Chotinenko, RUS 2007) mit Pjotr Kislow, Artur Smoljaninow
- Minin und Poscharski (Минин и Пожарский, R: Wsewolod Pudowkin, SUN 1939) mit Alexander Chanow, Boris Liwanow

## Dreißigjähriger Krieg(1618–1648)
- Das vergessene Tal (The last valley, R: James Clavell, GBR/USA 1971) mit Michael Caine, Omar Sharif, Nigel Davenport
- Wallenstein (R: Franz Peter Wirth, DEU/AUT/CH 1978) mit Rolf Boysen, Romuald Pekny, Werner Kreindl
- Razzennest (R: Johannes Grenzfurthner, AUT 2022) mit Sophie Kathleen Kozeluh, Michael Smulik, Anne Weiner, Roland Gratzer, Jim Libby, Bob Rose, Joe Dante

## Amerikanische Indianerkriege(1622–1898)
- Bis zum letzten Mann (Fort Apache, R: John Ford, USA 1948) mit John Wayne, Henry Fonda, Shirley Temple
- Blutsbrüder (R: Werner W. Wallroth, DDR 1975) mit Dean Reed, Gojko Mitić und Gisela Freudenberg
- Buffalo Soldiers (Buffalo Soldiers, R: Charles Haid, USA 1997) Fernsehfilm mit Lamont Bentley, Tom Bower, Danny Glover
- Crazy Horse (Crazy Horse, R: John Irvin, USA 1996) Fernsehfilm mit Michael Greyeyes, Ned Beatty, August Schellenberg
- Custer’s Last Stand (Custer’s Last Stand, R: Elmer Clifton, USA 1936) mit Rex Lease, Lona Andre, William Farnum
- Draußen wartet der Tod (The Last Frontier, R: Anthony Mann, USA 1955) mit Victor Mature, Robert Preston, Anne Bancroft
- General Custers letzte Schlacht (Son of the Morning Star, USA 1991) Fernsehfilm mit Gary Cole, Rosanna Arquette
- Geronimo – Eine Legende (Geronimo: An American Legend, auch: „Geronimo“, auch: „Geronimo – Das Blut der Apachen“, R: Walter Hill, USA 1993) mit Jason Patric, Gene Hackman, Matt Damon
- Geronimo, die Geißel der Prärie (Geronimo, R: Paul Sloane, USA 1939) mit Preston Foster, Gene Lockhart
- Keine Gnade für Ulzana (Ulzana’s Raid, R: Robert Aldrich, USA 1972) mit Burt Lancaster, Bruce Davison, Joaquin Martinez
- Das letzte Kommando (Geronimo, R: Arnold Laven, USA 1962) mit Chuck Connors, Kamala Devi, Pat Conway
- Little Big Man (Little Big Man, R: Arthur Penn, USA 1970) mit Dustin Hoffman, Martin Balsam, Faye Dunaway
- Osceola (R: Konrad Petzold, DDR/BUL/CU 1971) mit Gojko Mitić, Horst Schulze, Iurie Darie und Karin Ugowski
- Rio Grande (Rio Grande, R: John Ford, USA 1950) mit John Wayne, Maureen O’Hara, Ben Johnson, Victor McLaglen
- Sein letztes Kommando (They Died with Their Boots On, R: Raoul Walsh, USA 1941) mit Errol Flynn, Olivia de Havilland, Arthur Kennedy, Anthony Quinn, Gene Lockhart
- Sierra Charriba (Major Dundee, R: Sam Peckinpah, USA 1965) mit Charlton Heston, Richard Harris, James Coburn, Senta Berger
- Ein Tag zum Kämpfen (Custer of the West, R: Robert Siodmak, USA 1967) mit Robert Shaw, Mary Ure, Ty Hardin
- Tecumseh (R: Hans Kratzert, DDR 1972) mit Gojko Mitić, Rolf Römer, Annekathrin Bürger, Leon Niemczyk und Gerry Wolff
- Der Teufelshauptmann (She Wore a Yellow Ribbon, R: John Ford, USA 1949) mit John Wayne, Joanne Dru, John Agar
- Was geschah am Little Big Horn? (The Court-Martial of George Armstrong Custer, R: Glenn Jordan, USA 1977) (Fernsehfilm) mit Brian Keith, Ken Howard, Stephen Elliott, James Olson
- Das Wiegenlied vom Totschlag (Soldier Blue, USA 1970) mit Candice Bergen, Peter Strauss, Donald Pleasence, Dana Elcar

## Englischer Bürgerkrieg(1642–1651)
- Cromwell – Krieg dem König (Cromwell, R: Ken Hughes, GBR 1970) (Darstellung der Schlacht bei Edgehill und der Schlacht von Naseby) mit Richard Harris, Alec Guinness, Robert Morley
- The Devil’s Whore, (Schöpfer: Martine Brant, Peter Flannery, USA/GBR 2008) (Darstellung zahlreicher Schlachten und Gefechte des Bürgerkriegs und der Plünderung von Irland) mit Andrea Riseborough, Dominic West, John Simm
- To Kill a King (R: Mike Barker, GBR/DEU 2003) mit Tim Roth, Dougray Scott, Olivia Williams, James Bolam
- Der Hexenjäger (Witchfinder General, R: Michael Reeves, GBR 1968) mit Vincent Price, Ian Ogilvy, Rupert Davies, Hilary Heath

## Chmelnyzkyj-Aufstand(1648–1657)
- Bogdan Chmelnizki (Богдан Хмельницкий, R: Igor Sawtschenko, SUN 1941) mit Nikolai Mordwinow
- Bohdan-Zinovii Hmelnytskyi[1] (Bohdan-Zinovii Hmelnytskyi, R: Mykola Mashchenko, UKR 2007) mit Volodymyr Abazopulo, Ostap Stupka, Denys Kokariov, Serhii Dzhygurda, Maryna Yahodkina
- Mit Feuer und Schwert (Ogniem i mieczem, R: Jerzy Hoffman, POL 1999) mit Izabella Scorupco, Michał Żebrowski, Aleksandr Domogarov, Krzysztof Kowalewski

## Zweiter Nordischer Krieg(1655–1661)
- Mit Feuer und Schwert (Ogniem i mieczem, R: Jerzy Hoffman, POL 1999) mit Izabella Scorupco, Michał Żebrowski, Aleksandr Domogarov, Krzysztof Kowalewski
- Die siebente Geißel, auch: „Leben, Liebe und Tod des Obersten Wolodyjowski“ (Pan Wolodyjowski, R: Jerzy Hoffman, POL 1969) mit Tadeusz Łomnicki, Magdalena Zawadzka, Hanka Bielicka
- Sintflut (Potop, R: Jerzy Hoffman, POL/SUN 1974) mit Daniel Olbrychski, Małgorzata Braunek, Tadeusz Łomnicki, Leszek Teleszynski, Kazimierz Wichniarz, Wladyslaw Hancza

## Schwedisch-Brandenburgischer Krieg(1674–1679)
- Der Rebell des Königs (Snapphanar, R: Måns Mårlind, Björn Stein, SWE/LTU/DNK/FIN/NOR 2006) (Miniserie) mit André Sjöberg, Tuva Novotny, Anders Ekborg, Kim Bodnia
- Snapphanar (Snapphanar, R: Åke Ohberg, SWE 1941) mit Edvard Persson, Tekla Sjöblom, George Fant, Oscar Ljung, Carl Ström

## Jakobiten-Aufstände(1689–1747)
- Culloden (Culloden, R: Peter Watkins, GBR 1964), mit Peter Watkins als Reporter
- Rob Roy (Rob Roy, R: Michael Caton-Jones, USA 1995) mit Liam Neeson, Jessica Lange, John Hurt, Tim Roth, Eric Stoltz

## Großer Nordischer Krieg(1700–1721)
- Junges Russland (Россия молодая, R: Ilja Gurin, SUN 1982) mit Boris Newsorow, Bruno Freindlich
- Pakt der Bestien – The Sovereign’s Servant (Sluga Gosudarew, auch: The Sovereign’s Servant, R: Oleg Rjaskow, RUS 2007) mit Dmitri Miller, Alexander Bucharow, Ksenia Knjasewa

## Franzosen- und Indianerkrieg(1754–1763)
- Der letzte Mohikaner (The Last of the Mohicans, R: Michael Mann, USA 1992) mit Daniel Day-Lewis, Madeleine Stowe
- Fort Ti (R: William Castle, USA 1953) mit George Montgomery, Joan Vohs, Irving Bacon
- Nordwest-Passage (Northwest Passage, R: King Vidor, USA 1940) mit Spencer Tracy, Robert Young, Walter Brennan
- The Broken Chain (The Broken Chain, R: Lamont Johnson, USA 1993) mit Wes Studi, Eric Schweig

## Siebenjähriger Krieg(1756–1763)
- Die Affäre Roedern (R: Erich Waschneck, DEU 1944) mit Paul Hartmann, Clementia Egies, Annelies Reinhold
- Der Choral von Leuthen (R: Carl Froelich, Arzén von Cserépy, DEU 1933) mit Otto Gebühr, Olga Tschechowa, Elga Brink, Harry Frank
- Drei Degen für die Zarin (Гардемарины III, R: Swetlana Druschinina, RUS 1992) mit Dmitri Charatjan, Alexander Domogarow, Jewgeni Jewstignejew, Kristina Orbakaite, Ljudmila Gurtschenko und Natalja Gundarewa
- Am grünen Strand der Spree, 3. Teil: Preußisches Märchen (R: Fritz Umgelter, DEU 1960) mit Elisabeth Müller, Peter Pasetti, Peter Thom, Ursula Dirichs, Robert Bürkner
- Fridericus (R: Johannes Meyer, DEU 1937) mit Otto Gebühr, Hilde Körber, Lil Dagover, Paul Dahlke
- Fridericus Rex (1921/22) (R: Arzen von Cserépy, DEU 1921/22) mit Otto Gebühr, Albert Steinrück, Gertrud de Lalsky
- Der große König (R: Veit Harlan, DEU 1940/42) mit Otto Gebühr, Kristina Söderbaum, Paul Wegener, Gustav Fröhlich, Hans Nielsen
- Die gestohlene Schlacht (R: Erwin Stranka, DDR, CSR 1972) mit Manfred Krug, Hewart Grosse, Rolf Hoppe
- Husaren in Berlin (R: Erwin Stranka, DDR 1971) mit Manfred Krug, Evelyn Opoczynski, Rolf Herricht
- Kadetten (R: Karl Ritter, DEU 1939/41) mit Mathias Wieman, Carsta Löck, Andrews Engelmann
- Kampf um Indien (Clive of India, R: Richard Boleslawski, USA 1935) mit Ronald Colman, Loretta Young, Colin Clive
- Barry Lyndon (R: Stanley Kubrick, USA 1975) mit Ryan O’Neal, Patrick Magee, Hardy Krüger
- Sachsens Glanz und Preußens Gloria, 5. und 6. Teil: Aus dem Siebenjährigen Krieg (R: Hans-Joachim Kasprzik, DDR 1985) mit Ezard Haußmann, Rolf Hoppe, Volkmar Kleinert, Arno Wyzniewski

Dokumentarfilme:
- Friedrich – Ein deutscher König (2011) (R: Jan Peter, DEU 2011) mit Katharina Thalbach, Anna Thalbach, Oliver Nägele

## Pugatschow-Aufstand(1773–1775)
- Die russische Revolte (Russki bunt, R: Alexander Proschkin, RUS 2000) mit Mateusz Damięcki, Karolina Gruszka, Wladimir Maschkow, Sergei Makowezki

## Amerikanischer Unabhängigkeitskrieg(1775–1783)
- 1776 – Rebellion und Liebe (1776, R: Peter H. Hunt, USA 1972) mit William Daniels, Howard Da Silva
- Ein Tag im April (April Morning, R: Delbert Mann, USA 1988) Fernsehfilm mit Tommy Lee Jones, Robert Urich
- The Battle of Bunker Hill (The Battle of Bunker Hill, R: J. Searle Dawley, USA 1911) mit Ben F. Wilson, Mabel Trunnelle
- Benedict Arnold: A Question of Honor (Benedict Arnold: A Question of Honor, R: Mikael Salomon, USA 2002), A&E Fernsehfilm mit Aidan Quinn, Kelsey Grammer
- George Washington: Sieg über die hessischen Söldner (The Crossing, R: Robert Harmon, USA 2000), A&E Film
- The Deserter (The Deserter, R: Eric Bruno Borgman, USA 2003) mit Eric Bruno Borgman, Michael Kaplan
- Der Teufelsschüler (The Devil’s Disciple, R: Guy Hamilton, GBR/USA 1959) mit Burt Lancaster, Kirk Douglas, Laurence Olivier
- Trommeln am Mohawk (Drums Along the Mohawk, R: John Ford, USA 1939) mit Claudette Colbert, Henry Fonda
- John Adams (John Adams, USA 2008) (Fernsehserie) mit Paul Giamatti, Laura Linney, Stephen Dillane
- Johnny Tremain (Johnny Tremain, R: Robert Stevenson, USA 1957) mit Hal Stalmaster, Luana Patten
- Mary Silliman’s War (Mary Silliman’s War, R: Stephen Surjik, CAN 1995) (Fernsehfilm) mit Nancy Palk, Richard Donat
- Der Patriot (The Patriot, R: Roland Emmerich, USA/DEU 2000) mit Mel Gibson, Heath Ledger, Gregory Smith
- Revolution (Revolution, R: Hugh Hudson, GBR/NOR 1985) mit Al Pacino, Donald Sutherland, Nastassja Kinski
- Valley Forge (Valley Forge, R: Fielder Cook, USA 1975) Fernsehfilm mit Richard Basehart, Barry Snider

## Russisch-Österreichischer Türkenkrieg (1787–1792)
- Segel im Sturm (Адмирал Ушаков, R: Michail Romm, UdSSR 1953)

## Koalitionskriege(1792–1815)
- Andreas Hofer – Die Freiheit des Adlers, auch: „1809 – Die Freiheit des Adlers“, auch: „1809 – Andreas Hofer – Die Freiheit des Adlers“ (R: Xaver Schwarzenberger, AUT/DEU/ITA 2002) mit Tobias Moretti, Ottfried Fischer, Martina Gedeck, Gregor Bloéb
- Austerlitz, Napoleons langer Marsch zum Sieg (Austerlitz, la victoire en marchant, R: Jean-François Delassus, DEU/FRA 2006) mit Bernard-Pierre Donnadieu, Julien Collard, Romain Redle
- Bergblut (R: Philipp J. Pamer, DEU/ITA 2010) mit Wolfgang Menardi, Anton Algrang, Verena Plangger
- Der schwarze Husar (R: Gerhard Lamprecht, DEU 1932) mit Bernhard Goetzke, Conrad Veidt, Mady Christians, Franz Stein
- Husarenballade (Гусарская баллада, R: Eldar Rjasanow, SUN 1962) mit Juri Jakowlew, Larissa Golubkina
- Des Königs Admiral (Captain Horatio Hornblower R.N., (R: Raoul Walsh, GBR 1951) mit Gregory Peck und Virginia Mayo)
- Die letzte Kompanie (R: Curtis Bernhardt, DEU 1930) mit Conrad Veidt, Karin Evans, Erwin Kalser, Paul Henckels, Else Heller
- Die Scharfschützen (Sharpe, GBR 1993–2008) 16-teilige Fernsehfilmreihe mit Sean Bean, John Tams, Elizabeth Hurley
- Eine Handvoll Helden (R: Fritz Umgelter, DEU/ITA 1967) mit Horst Frank, Jörg Pleva, Volkert Kraeft, Martin Lüttge, Rolf Becker
- General Suworow (Суворов, R: Wsewolod Pudowkin, SUN 1940) mit Nikolai Tscherkassow, Apollon Jatschnizki
- Hornblower (GBR 1998–2003) achtteilige Miniserie mit Ioan Gruffudd, Robert Lindsay, Michael Byrne
- Der Katzensteg (R.: Max Mack, D 1915), mit Wilhelm von Muhr und Victor Hartberg
- Der Katzensteg (R.: Peter Meincke, TV-BRD 1975), mit Jan Niklas, Hanna Schygulla und Paul Dahlke
- Kolberg (R: Veit Harlan, DEU 1945) mit Kristina Söderbaum, Heinrich George, Paul Wegener, Horst Caspar, Gustav Diessl
- Krieg und Frieden (War and Peace, R: King Vidor, USA 1956) mit Henry Fonda, Mel Ferrer, Audrey Hepburn, Anita Ekberg
- Krieg und Frieden (Война и мир, R: Sergei Bondartschuk, SUN 1966–1967) mit Sergei Bondartschuk, Ljudmila Saweljewa
- Kutusow (Кутузов, R: Wladimir Petrow, SUN 1943) mit Alexei Diki, Nikolai Ochlopkow, Michail Pugowkin
- Lützower, R: Werner W. Wallroth, DDR 1972, mit Jaecki Schwarz und Karlheinz Liefers.
- Master & Commander – Bis ans Ende der Welt (Master and Commander: The Far Side of the World, R: Peter Weir, USA 2003) mit Russell Crowe, Paul Bettany, Max Pirkis, Billy Boyd
- Napoleon (Napoléon, R: Yves Simoneau, FRA/DEU/ITA/CAN/USA/GBR/HUN/ESP/CZE 2002) mit Christian Clavier, Isabella Rossellini, Gérard Depardieu, John Malkovich, Heino Ferch
- Scharnhorst, R: Wolf-Dieter Panse, DDR 1978, mit Horst Drinda und Regina Beyer
- Schwadron der fliegenden Husaren (Эскадрон гусар летучих, R: Stanislaw Rostozki, Nikita Chubow, SUN 1980) mit Andrei Rostozki, Nikolai Jerjomenko
- Schwarzer Jäger Johanna (R: Johannes Meyer, DEU 1934) mit Marianne Hoppe, Paul Hartmann, Gustaf Gründgens, Fita Benkhoff, Paul Bildt, Rudolf Biebrach
- Schiffe stürmen Bastionen (Корабли штурмуют бастионы, R: Michail Romm, SUN 1970) mit Ivan Pereverzev, Ivan Solovyov
- Vor dem Sturm (R: Franz Peter Wirth, DEU/AUT 1984) mit Rolf Becker, Daniel Lüönd, Constanze Engelbrecht, Susanne Uhlen
- Waterloo (Waterloo, R: Sergei Bondartschuk, ITA/SUN 1970), (Französisch-preußisch-britischer Krieg, Schlacht bei Waterloo, 1815) mit Rod Steiger, Christopher Plummer, Orson Welles

## Texanischer Unabhängigkeitskrieg(1835–1836)
- Alamo – 13 Tage bis zum Sieg (The Alamo: Thirteen Days to Glory, R: Burt Kennedy, USA 1987) Fernsehfilm mit James Arness, Brian Keith, Alec Baldwin, David Ogden Stiers
- Alamo – Der Traum, das Schicksal, die Legende (The Alamo, R: John Lee Hancock, USA 2004) mit Dennis Quaid, Billy Bob Thornton, Jason Patric, Patrick Wilson, Emilio Echevarría
- Alamo: The Price of Freedom (Alamo: The Price of Freedom, R: Kieth Merrill, USA 1988) mit Casey Biggs, Enrique Sandino
- Alamo (The Alamo, R: John Wayne, USA 1960) mit John Wayne, Laurence Harvey, Richard Widmark, Richard Boone
- Davy Crockett at the Fall of the Alamo (Davy Crockett at the Fall of the Alamo, R: Robert N. Bradbury, USA 1926) mit Cullen Landis, Kathryn McGuire, Joe Rickson, Bob Fleming
- Der Held von Texas (The First Texan, R: Byron Haskin, USA 1956) mit Joel McCrea, Felicia Farr, Jeff Morrow, Wallace Ford
- Die Barrikaden von San Antone (The Last Command, auch: San Antonio de Bexar, R: Frank Lloyd, USA 1955) mit Sterling Hayden, Anna Maria Alberghetti, Richard Carlson, Ernest Borgnine
- Heroes of the Alamo (Heroes of the Alamo, R: Harry L. Fraser, USA 1937) mit Earle Hodgins, Lane Chandler, Roger Williams
- Houston: The Legend of Texas (Houston: The Legend of Texas, R: Peter Levin, USA 1986) Fernsehfilm mit Sam Elliott, Claudia Christian, Devon Ericson, Michael C. Gwynne, Donald Moffat
- Martyrs of the Alamo (Martyrs of the Alamo, R: Christy Cabanne, USA 1915) mit Sam De Grasse, Allan Sears, Walter Long, Alfred Paget, Douglas Fairbanks, Fred Burns, John T. Dillon, Ora Carew
- Rache für Alamo (Man of Conquest, R: George Nichols Jr., USA 1939) mit Richard Dix, Gail Patrick, Edward Ellis, Joan Fontaine
- Texas (Texas, R: Richard Lang, USA 1994) Fernsehfilm mit Charlton Heston, María Conchita Alonso, Anthony Michael Hall, Benjamin Bratt, David Keith, Patrick Duffy, Stacy Keach
- The Fall of the Alamo (The Fall of the Alamo, R: Stuart Paton, USA 1935) Kurzfilm
- The Siege and Fall of the Alamo (The Siege and Fall of the Alamo, USA 1914) mit Ray Myers

Dokumentarfilme:
- The Alamo Documentary (The Alamo Documentary, R: Lynn Stevenson, USA 2004) mit Frank Thompson, Richard Flores
- The Battle of the Alamo (The Battle of the Alamo, R: Nina Gilden Seavey, Paul Wagner, USA 1996) mit Hal Holbrook als Erzähler

## Krimkrieg(1853–1856)
- Admiral Nachimow (Адмирал Нахимов, R: Wsewolod Pudowkin, SUN 1946) mit Alexei Diki, Ruben Simonow
- Der Angriff der leichten Brigade (The Charge of the Light Brigade, R: Tony Richardson, GBR 1968) mit Vanessa Redgrave, David Hemmings, Trevor Howard, John Gielgud
- Balaclava (R: Maurice Elvey, Milton Rosmer, GBR 1928) mit Cyril McLaglen, Benita Hume, Alf Goddard, Miles Mander
- Der Verrat des Surat Khan, auch: „Die Attacke der leichten Brigade“ (The Charge of the Light Brigade, R: Michael Curtiz, USA 1936) mit Errol Flynn, Patric Knowles, Olivia de Havilland
- Die Verteidigung Sewastopols (Оборона Севастополя, R: Wassili Gontscharow und Alexander Chanschonkow, RUS 1911) mit Iwan Mosschuchin, Andrei Gromow
- Das Zigeunermädchen von Sebastopol (Charge of the Lancers, R: William Castle, USA 1954) mit Paulette Goddard, Jean-Pierre Aumont, Richard Wyler, Karin Booth, Charles Irwin, Ben Astar

## Indischer Aufstand(1857)
- Die Maharani von Dschansi (Jhansi Ki Rani, R: Sohrab Modi, IND 1952, mit Sohrab Modi und Mubarak)
- The Rising – Aufstand der Helden (The Rising: Ballad of Mangal Pandey, auch: Mangal Pandey: The Rising, R: Ketan Mehta, IND 2005) mit Aamir Khan, Rani Mukherjee, Toby Stephens, Coral Beed, Amisha Patel, Kiron Kher, Om Puri, Ben Nealon
- Rekrut Willie Winkie, auch: „Guter Kamerad“, auch: „Soldat Willy Winky“ (Wee Willie Winkie, R: John Ford, USA 1937) mit Shirley Temple, Victor McLaglen, C. Aubrey Smith, Cesar Romero

## Französisch-Mexikanischer Krieg(1861–1867)
- Maximilian von Mexiko, R.: Günter Gräwert, A/BRD 1970, mit Michael Heltau, Christine Wodetzky, Uwe Friedrichsen
- Juárez y Maximiliano, R.: Miguel Contreras Torres/Raphael J. Sevilla, MEX 1934, mit Medea de Novara
- Vera Cruz (Vera Cruz, R: Robert Aldrich, USA 1954) mit Gary Cooper, Burt Lancaster, Charles Bronson, Denise Darcel
- Sierra Charriba (Major Dundee, R: Sam Peckinpah, USA 1965) mit Charlton Heston, Richard Harris, James Coburn, Senta Berger
- Ein Fressen für die Geier (Two Mules for Sister Sara, R: Don Siegel, USA/MEX 1970) mit Clint Eastwood, Shirley MacLaine
- Der Schatz der Azteken (R.: Robert Siodmak, BRD/F/I 1965) mit Lex Barker, Ralf Wolter
- Die Pyramide des Sonnengottes (R.: Robert Siodmak, BRD/F/I 1965) mit Lex Barker, Ralf Wolter
- Präriejäger in Mexiko (R.: Hans Knötzsch, DDR 1988) mit Gojko Mitić, Leon Niemczyk
- Juarez (R.: William Dieterle, USA 1939) mit Paul Muni, Bette Davis, Claude Rains

## Amerikanischer Bürgerkrieg(1861–1865)
- Alvarez Kelly (Alvarez Kelly, R: Edward Dmytryk, USA 1966) mit William Holden, Richard Widmark, Janice Rule, Patrick O’Neal
- Andersonville (Andersonville, R: John Frankenheimer, USA 1996) Fernsehfilm mit Jarrod Emick, Frederic Forrest, Ted Marcoux
- Betrogen (The Beguiled, R: Don Siegel, USA 1971) mit Clint Eastwood, Geraldine Page, Elizabeth Hartman, Jo Ann Harris
- Der letzte Befehl (The Horse Soldiers, R: John Ford, USA 1959) mit John Wayne, William Holden, Constance Towers
- Der Mann vom großen Fluß (Shenandoah, R: Andrew V. McLaglen, USA 1965) mit James Stewart, Doug McClure
- Der mit dem Wolf tanzt (Dances with Wolves, R: Kevin Costner, 1990) mit Kevin Costner, Mary McDonnel, Graham Greene
- Der Texaner (The Outlaw Josey Wales, R: Clint Eastwood, USA 1976) mit Clint Eastwood, Chief Dan George, Sondra Locke
- Die Blauen und die Grauen (The Blue and the Gray, R: Andrew V. McLaglen, USA 1982) Fernsehminiserie mit Stacy Keach, Lloyd Bridges, John Hammond, Rip Torn, Warren Oates, Gregory Peck
- Die Geburt einer Nation (Birth Of A Nation, R: David W. Griffith, USA 1915) mit Lillian Gish, Mae Marsh, Henry B. Walthall
- Die rote Tapferkeitsmedaille (The Red Badge Of Courage, R: John Huston, USA 1951) mit Audie Murphy, Bill Mauldin
- Die Unbesiegten (The Undefeated, R: Andrew V. McLaglen, USA 1969) mit John Wayne, Rock Hudson, Antonio Aguilar
- Fackeln im Sturm (North and South, Miniserie, 1985–1986) (Darstellung der Schlachten von Bull Run I, Antietam, Wilderness und Petersburg III) mit Patrick Swayze, James Read, Kirstie Alley
- Gettysburg (Gettysburg, R: Ronald F. Maxwell, USA 1993) mit Tom Berenger, Jeff Daniels, Martin Sheen, Stephen Lang
- Glory (Glory, R: Edward Zwick, USA 1989) mit Matthew Broderick, Cary Elwes, Morgan Freeman, Denzel Washington
- Gods and Generals (Gods and Generals, R: Ronald F. Maxwell, USA 2003) mit Stephen Lang, Robert Duvall, Jeff Daniels
- Heaven & Hell: North & South, Book III (Heaven & Hell: North & South, Book III, R: Larry Peerce, USA 1994) Fernsehminiserie mit Philip Casnoff, Kyle Chandler, Terri Garber, Lesley-Anne Down, Jonathan Frakes, Genie Francis, Terri Garber, Mariette Hartley
- Hunley – Tauchfahrt in den Tod (The Hunley, R: John Gray, USA 1997) Fernsehfilm mit Armand Assante, Donald Sutherland
- In geheimer Mission (The Great Locomotive Chase, auch: Andrews’ Raiders, USA 1956) mit Fess Parker, Jeffrey Hunter
- Seeschlacht vor Virginia (Ironclads, USA 1991) mit Virginia Madsen, Alex Hyde-White, Reed Diamond, Philip Casnoff
- Sein letztes Kommando (They Died with Their Boots On, USA 1941) mit Errol Flynn, Olivia de Havilland, Anthony Quinn
- The Andersonville Trial (R: George C. Scott, USA 1970) Fernsehfilm mit William Shatner, Cameron Mitchell
- The Battle of Gettysburg (R: Charles Giblyn, USA 1913) mit Willard Mack, Charles K. French, Herschel Mayall
- The Battle of Gettysburg (R: Michael S. Ojeda, USA 2008) Fernsehfilm mit Allen Brenner, Michael L. Colosimo
- Unterwegs nach Cold Mountain (Cold Mountain, R: Anthony Minghella, USA 2003) mit Jude Law, Nicole Kidman, Renée Zellweger, Ray Winstone, Brendan Gleeson, Natalie Portman
- Vom Winde verweht (Gone With The Wind, R: Victor Fleming, USA 1939) mit Vivien Leigh, Clark Gable, Olivia de Havilland
- Wer mit dem Teufel reitet (Ride with the Devil, R: Ang Lee, USA 1999) mit Tobey Maguire, Skeet Ulrich, James Caviezel
- Zwei glorreiche Halunken (The Good, the Bad and the Ugly, R: Sergio Leone, ITA/ESP 1966) (New-Mexico-Feldzug) mit Clint Eastwood, Lee Van Cleef, Eli Wallach, John Bartha

Dokumentarfilme:
- The Battle of Gettysburg (R: Herman Hoffman, USA 1955) (Kurz-Doku)
- Der Amerikanische Bürgerkrieg (The Civil War, Neunteiliger Dokumentarfilm, USA 1990) von Ken Burns

Komödie, Satire, Parodie:
- Der General (The General, R: Buster Keaton, Clyde Bruckman, USA 1926) mit Buster Keaton, Marion Mack, Charles Henry Smith

## Deutsch-Dänischer Krieg(1864)
- Bismarck (R: Wolfgang Liebeneiner, DEU 1940) mit Paul Hartmann, Walter Franck, Lil Dagover, Werner Hinz, Karl Schönböck, Günther Hadank
- 1864 – Liebe und Verrat in Zeiten des Krieges (1864, R: Ole Bornedal, DNK 2014) Fernsehserie mit Marie Tourell Søderberg, Jakob Oftebro, Jens Sætter-Lassen

## Tripel-Allianz-Krieg(1864–1870)
- Cerro Corá (R: Guillermo Vera, PY 1978) mit Roberto de Felice, Rosa Ros, Nicosio Altamirano Valiente
- Acosta Ñú (R: Ramón Ramoa Salcedo, PY 2011) mit Jorge Ramos und Claudia Scavone
- Kamiseta Pyta’i (Guaraní: Rotes Hemd, R: Hérib Godoy, PY 2012) mit Aníbal Ortiz, Aliana Ortiz, Blas Filártiga

## Deutscher Krieg(1866)
- Bismarck (R: Wolfgang Liebeneiner, DEU 1940) mit Paul Hartmann, Walter Franck, Lil Dagover, Werner Hinz, Karl Schönböck, Günther Hadank

## Deutsch-Französischer Krieg(1870–1871)
- Gefangen in Frankreich: Theodor Fontane im Krieg 1870/71 (Fernsehfilm, R: Theo Mezger, BRD 1979) mit Hans Caninenberg, Karl-Heinz von Hassel, Werner Schumacher, Benno Sterzenbach
- Mademoiselle Fifi (Mademoiselle Fifi, R: Robert Wise, USA 1944) mit Simone Simon, John Emery, Kurt Kreuger, Alan Napier
- Champ d’honneur (Champ d’honneur, auch: Field of Honor, R: Jean-Pierre Denis, FRA 1987) mit Cris Campion, Pascale Rocard
- The Standard Bearer (The Standard Bearer, 1908) (Stummfilm)[2][3]
- Es kommt ein Tag (R: Rudolf Jugert, BRD 1950) mit Dieter Borsche, Maria Schell

## Russisch-Osmanischer Krieg (1877–1878)
- Bayazet (Баязет, R: Andrei Tschernych, RUS, 2003)
- Das türkische Spiel (Турецкий гамбит, R: Dschanik Faisijew, RUS 2005)
- Die Helden vom Schipka-Pass (Герои Шипки, R: Sergei Wassiljew, SUN/BUL, 1954)
- Die Zerstörung des russischen Denkmals in San Stefano (Ayastefanos'daki Rus Abidesinin Yıkılışı, R: Fuat Uzkınay, TUR 1914) (Stummfilm)

## Zulukrieg(1879)
- Die letzte Offensive (Zulu Dawn, R: Cyril Endfield, USA/ZAF/NLD 1979) (Schlacht bei Isandhlwana), mit Burt Lancaster, Simon Ward, Bob Hoskins, Peter Vaughan, James Faulkner
- Zulu (Zulu, R: Cyril Endfield, GBR 1964) mit Stanley Baker, Jack Hawkins, Michael Caine, Ulla Jacobsson, Patrick Magee

## Erster Burenkrieg(1880–1881)
- Majuba (Majuba, R: David Millin, ZAF 1968) mit Anthony James, Kerry Jordan, Reinet Maasdorp, Siegfried Mynhardt, June Neethling

## Kolonialkriege in Nordafrika (1880–1914)
- Beau Geste (Beau Geste, GBR 1982) Fernsehserie mit Benedict Taylor, Anthony Calf, Jonathon Morris, John Forgeham
- Blutsbrüderschaft (Beau Geste, R: Herbert Brenon, USA 1926) mit Ronald Colman, Neil Hamilton, Ralph Forbes, William Powell
- Der Legionär (Legionnaire, R: Peter MacDonald, USA 1998) mit Jean-Claude Van Damme, Adewale Akinnuoye-Agbaje, Jim Carter
- Der Wind und der Löwe (The Wind and the Lion, R: John Milius, USA 1975) mit Sean Connery, Candice Bergen, Brian Keith
- Drei Fremdenlegionäre (Beau Geste, USA 1939) mit Gary Cooper, Ray Milland, Robert Preston, Susan Hayward, Albert Dekker
- Drei Fremdenlegionäre (Beau Geste, R: Douglas Heyes, USA 1966) mit Guy Stockwell, Leslie Nielsen, Telly Savalas
- Marschier oder stirb (March or Die, R: Dick Richards, GBR 1977) mit Gene Hackman, Terence Hill, Max von Sydow, Ian Holm
- Omar Mukhtar – Löwe der Wüste (Lion of the Desert, R: Moustapha Akkad, USA/LBY 1981) mit Anthony Quinn, Oliver Reed, Rod Steiger, Irene Papas, John Gielgud, Andrew Keir
- Schlacht um Algier (La Battiglia di Algeri, ITA/DZA 1966) mit Brahim Hadjadj, Jean Martin, Yacef Saadi, Ugo Paletti
- Sirocco – Zwischen Kairo und Damaskus (Sirocco, R: Curtis Bernhardt, USA 1951) mit Humphrey Bogart, Märta Torén, Lee J. Cobb, Everett Sloane, Gerald Mohr, Zero Mostel, David Bond

Komödie, Satire, Parodie:
- Drei Fremdenlegionäre (The Last Remake of Beau Geste, R: Marty Feldman, USA 1977) mit Marty Feldman, Ann-Margret, Michael York, Peter Ustinov, Trevor Howard, James Earl Jones

## Mahdi-Aufstand(1881–1899)
- Die vier Federn (The Four Feathers, R: Shekhar Kapur, USA/GBR 2002) mit Heath Ledger, Wes Bentley, Djimon Hounsou, Kate Hudson, Michael Sheen, Kris Marshall, Rupert Penry-Jones
- Four Feathers (Four Feathers, R: J. Searle Dawley, USA 1915) mit Edgar L. Davenport, Fuller Mellish, Ogden Childe, Arthur Evers, Howard Estabrook, George Moss, Irene Warfield, David Wall
- Khartoum, auch: „Khartoum – Aufstand am Nil“ (Khartoum, R: Basil Dearden, Eliot Elisofon, GBR 1966) mit Charlton Heston, Laurence Olivier, Michael Hordern, Ralph Richardson
- Sturm über dem Nil (Storm Over the Nile, R: Zoltan Korda, Terence Young, GBR 1955) mit Anthony Steel, Laurence Harvey, James Robertson Justice, Mary Ure, Geoffrey Keen, Christopher Lee
- The Four Feathers (The Four Feathers, R: Don Sharp, GBR 1977) Fernsehfilm mit Beau Bridges, Robert Powell, Simon Ward, Jane Seymour, Harry Andrews, Richard Johnson, David Robb
- The Four Feathers (The Four Feathers, R: René Plaissetty, GBR 1921) mit Harry Ham, Mary Massart, Cyril Percival, Henry Vibart
- Vier Federn (The Four Feathers, R: Merian C. Cooper, Lothar Mendes, Ernest B. Schoedsack, USA 1929) mit Richard Arlen, Fay Wray, William Powell, Noah Beery, Theodore von Eltz
- Vier Federn, auch: „Die vier Federn“ (The Four Feathers, R: Zoltan Korda, GBR 1939) mit John Clements, Ralph Richardson, C. Aubrey Smith, June Duprez, Allan Jeayes, Jack Allen

## Krieg von Canudos(Brasilien 1896/97)
- Guerra de Canudos (R: Sergio Rezende, BRA 1997) mit José Wilker, Cláudia Abreu, Paulo Betti und Marieta Severo

## Türkisch-Griechischer Krieg(1897)
- Combat naval en Grèce (R: Georges Méliès, mit Georges Méliès) Stummfilm. Nachweislich der erste produzierte Kriegsfilm

## Spanisch-Amerikanischer Krieg(1898)
- Charge of the Rough Riders at El Caney (Charge of the Rough Riders at El Caney, USA 1899) Stummfilm
- Geheime Fracht (Santigao, USA 1956, R: Gordon Douglas), mit Alan Ladd, Rossana Podestà und Chill Wills
- Mambí (Mambí, R: Santiago Ríos, Teodoro Ríos, ESP 1998) (Kubanischer Unabhängigkeitskrieg 1895–1898) mit Carlos Fuentes, Carlos Acosta, Gretel Pequeño, Álvaro de Luna
- Philadelphia City Troop and a Company of Roosevelt’s Rough Riders (Philadelphia City Troop and a Company of Roosevelt’s Rough Riders, USA 1898) Stummfilm
- Tearing Down the Spanish Flag (Tearing Down the Spanish Flag, R: J. Stuart Blackton, USA 1898) Stummfilm mit J. Stuart Blackton – der zweite Kriegsfilm der jemals gedreht wurde!
- Teddy the Rough Rider (Teddy the Rough Rider, R: Ray Enright, USA 1940) mit Sidney Blackmer, Pierre Watkin, Theodore von Eltz
- The Rough Riders (The Rough Riders, R: Victor Fleming, USA 1927) mit Noah Beery, Charles Farrell, George Bancroft
- Rough Riders (Rough Riders, R: John Milius, USA 1997) Fernsehfilm – Schlacht der Rough Riders auf Kuba – mit Tom Berenger, Sam Elliott, Gary Busey, Brad Johnson
- U.S. Infantry Supported by Rough Riders at El Caney (U.S. Infantry Supported by Rough Riders at El Caney, USA 1899)

Dokumentarfilme:
- Col. Torrey’s „Rough Riders“ (Col. Torrey’s „Rough Riders“, USA 1898) Stummfilm/Doku-Kurzfilm
- Col. Torrey’s Rough Riders and Army Mules (Col. Torrey’s Rough Riders and Army Mules, USA 1898) Stummfilm/Doku-Kurzfilm
- Roosevelt’s Rough Riders Embarking for Santiago (Roosevelt’s Rough Riders Embarking for Santiago, USA 1898) Stummfilm/Doku-Kurzfilm

## Boxeraufstand(1899–1901)
- Alarm in Peking, D 1937, R.: Herbert Selpin, mit Gustav Fröhlich, Leny Marenbach, Peter Voß, Bernhard Minetti und Paul Westermeier.
- 55 Tage in Peking (55 Days at Peking, R: Nicholas Ray, USA 1963) mit Charlton Heston, Ava Gardner, David Niven
- Aufstand in Peking, auch: „Der Aufstand der Shaolin“ (Pa kuo lien chun, R: Cheh Chang, HKG/TWN 1976) mit Li Hua Li
- Foreign Devils (Foreign Devils, R: W.S. Van Dyke, USA 1928) Stummfilm mit Tim McCoy, Claire Windsor, Cyril Chadwick
- The Marked Woman (The Marked Woman, R: O.A.C. Lund, USA 1914) mit Dorothy Tennant, O.A.C. Lund, Rawland Ratcliffe

Dokumentarfilme:
- Boxer Rebellion (Boxer Rebellion, R: Celia Cotelo, 1994)
- Gefangen in Peking – Aufstand der Boxer (The Boxer Rebellion, D: Tilman Remme, DEU 2009)

## Philippinisch-Amerikanischer Krieg(1899–1902)
- Cavalry Command (Cavalry Command, R: Eddie Romero, USA/PHL 1963) mit John Agar, Richard Arlen, Myron Healey, William Phipps, Alicia Vergel, Pancho Magalona, Cielito Legaspi
- Goyo: Ang Batang Heneral (R: Jerrold Tarog, PHL 2018) mit Paulo Avelino, Mon Confiado, Empress Schuck
- Hen. Gregorio del Pilar (Hen. Gregorio del Pilar, R:?, PHL 1949) mit Jose Padilla Jr., Tessie Quintana, Rita Amor, Teody Belarmino
- Heneral Luna (R: Jerrold Tarog, PHL 2015) mit John Arcilla, Mon Confiado, Archie Alemania
- Sakay (Sakay, R: Lamberto V. Avellana, PHL 1939) mit Arsenia Francisco, Leopoldo Salcedo
- Sakay (Sakay, R: Raymond Red, PHL 1993) mit Julio Diaz, Tetchie Agbayani, Leopoldo Salcedo, Ray Ventura, Pen Medina
- Tirad Pass: The Story of Gen. Gregorio del Pilar (Tirad Pass: The Story of Gen. Gregorio del Pilar, R: Carlo J. Caparas, PHL 1997) mit Romnick Sarmenta, Joel Torre, Gretchen Barretto, Julio Diaz
- Verrat im Dschungel (The Real Glory, R: Henry Hathaway, USA 1939) mit Gary Cooper, David Niven, Andrea Leeds, Reginald Owen, Broderick Crawford, Kay Johnson, Russell Hicks

Dokumentarfilme:
- Philippino War Dance (Philippino War Dance, USA 1903) Doku-Kurzfilm
- This Bloody, Blundering Business (This Bloody, Blundering Business, Drehbuch: Peter Davis, USA 1975) Doku-Kurzfilm

## Zweiter Burenkrieg(1899–1902)
- Der Fall des Lieutenant Morant (Breaker’ Morant, R: Bruce Beresford, AUS 1980) mit Edward Woodward, Jack Thompson, John Russell Waters, Bryan Brown, Terence Donovan, Vincent Ball
- Der junge Löwe (Young Winston, R: Richard Attenborough, GBR/USA 1972) mit Robert Shaw, Anne Bancroft, Simon Ward, Jack Hawkins, Ian Holm, Anthony Hopkins, Patrick Magee
- Die Unbezähmbaren (Untamed, R: Henry King, USA 1955) mit Tyrone Power, Susan Hayward, Richard Egan, John Justin, Rita Moreno, Agnes Moorehead, Hope Emerson, Brad Dexter
- Ohm Krüger (R: Hans Steinhoff, Karl Anton, Herbert Maisch, DEU 1941) mit Emil Jannings, Lucie Höflich, Werner Hinz, Elisabeth Flickenschildt, Gustaf Gründgens, Eduard von Winterstein
- Torn Allegiance (Torn Allegiance, R: Alan Nathanson, AUS/ZAF 1984) mit Shelagh Holliday, Jonathon Morris, Marius Weyers, Ron Smerczak, Jon Maytham, Ronald France, Trevyn McDowell
- Modder en Bloed (R: Sean Else, ZAF 2016) mit Bok van Blerk, Charlotte Salt, Patrick Connolly, Albert Maritz, Stian Bam

## Russisch-Japanischer Krieg(1904–1905)
- Battle of Chemulpo Bay, Edison Manufacturing Company, USA, 1904
- Kreuzer Warjag, auch: „Kreuzer Wariak“ (Kreiser Varyag, Крейсер Варяг, R: Viktor Eisymont, SUN 1946) mit Boris Liwanow, Aleksandr Zrazhevsky, Nikolai Chaplygin, Vasili Novikov
- Port Arthur – Die Schlacht im Chinesischen Meer (Nihonkai daikaisen, 日本海 大海戦, auch: Great Battle of the Japan Sea, R: Seiji Maruyama, JPN 1969) mit Toshirō Mifune, Tatsuya Nakadai, Yūzō Kayama, Ryū Chishū
- Nihonkai daikaisen: Umi yukaba (Nihonkai daikaisen: Umi yukaba, auch: Big Battle of the Japan Sea: So Goes the Sea, R: Toshio Masuda, JPN 1983) mit Toshirô Mifune, Tadashi Yokouchi, Hiroyuki Okita, Junko Mihara, Kôichi Satô, Tetsurô Tanba
- Port Arthur (R: Nicolas Farkas/Josef Gielen, DEU/FRA/CSK 1936) mit Adolf Wohlbrück, Karin Hardt, René Deltgen
- Port-Arthur (R: Nicolas Farkas, FRA 1936) mit Anton Walbrook, Danielle Darrieux, Charles Vanel, Jean Appert, Jean Dax
- Port Arthur – Die Schlacht im Chinesischen Meer (Nikonhai Dakaisen /The Battle of the Japan Sea, R: Seiji Maruyama, JPN 1969) mit Atushi Kojiki, Keji Higashiyama, Toshirô Mifune, Tatsuya Nakadai, Makoto Sato
- Port Arthur, die Schlacht der Entscheidung (203 kôchi, auch: The Battle of Port Arthur, auch: Hill 203, auch: Nihayakusan kôchi, auch: Port Arthur, R: Toshio Masuda, JPN 1980) mit Tatsuya Nakadai, Tetsuro Tamba, Toshirô Mifune, Hisaya Morishige, Makoto Satô
- Nichiro senso shori no hishi: Tekichu odan sanbyaku-ri aka Advance Patrol aka Three hundred miles through enemy lines R: Kazuo Mori, JPN 1957 mit Kenji Sugawara, Yoshirô Kitahara

Dokumentarfilme:
- Attack on Port Arthur (Attack on Port Arthur, USA 1904) Doku-Kurzfilm
- Bombardment of Port Arthur (Bombardment of Port Arthur, USA 1904) Doku-Kurzfilm
- Évènements russo-japonais – Autour de Port-Arthur (Autour de Port-Arthur, R: Lucien Nonguet, FRA 1904) Doku-Kurzfilm
- Évènements russo-japonais – La vigie de Port-Arthur (La vigie de Port-Arthur, R: Lucien Nonguet, FRA 1904) Doku-Kurzfilm
- Évènements russo-japonais – Reddition de Port-Arthur (Reddition de Port-Arthur, R: Lucien Nonguet, FRA 1904) Doku-Kurzfilm
- How the Japs Fought at Port Arthur (How the Japs Fought at Port Arthur, USA 1904) Doku-Kurzfilm
- Kämpfe vor Port Arthur (DEU 1904) Doku-Kurzfilm
- Torpedo Attack on Port Arthur (Torpedo Attack on Port Arthur, USA 1904) Doku-Kurzfilm

## Mexikanische Revolution (1910–1920)
- Die gefürchteten Zwei (Il mercenario, I 1968, mit Franco Nero, Tony Musante, R: Sergio Corbucci)
- El compadre Mendoza (MEX 1933, mit Alfredo del Diestro, Carmen Guerrero Franco, R: Fernando de Fuentes)
- El prisionero trece (MEX 1933, mit Alfredo del Diestro, Adela Sequeyro, R: Fernando de Fuentes)
- La bandida (MEX 1963, mit María Félix, Katy Jurado, R: Roberto Rodríguez)
- La cucaracha (MEX 1958, mit Dolores del Río, Pedro Armendáriz, R: Ismael Rodríguez)
- Die Rebellenbraut (La escondida, MEX 1956, mit María Félix, Pedro Armendáriz, R: Roberto Gavaldón)
- La negra Angustias (MEX 1950, mit María Elena Marqués, Agustín Isunza, R: Matilde Landeta)
- Mexikanische Revolution (TV-BRD, 2 Teile, mit Erik Schumann, Wolfgang Völz, R: Jürgen Goslar)
- Old Gringo (Old Gringo, USA 1989, mit Jane Fonda, Gregory Peck, Jimmy Smits, R: Luis Puenzo)
- Tepepa (Auch: Durch die Hölle, Companeros, Tepepa, I/E 1968, mit Tomás Milián, Orson Welles, R: Giulio Petroni)
- Töte Amigo (Quien sabe? I 1966, mit Gian Maria Volontè, Klaus Kinski, R: Damiano Damiani)
- Vámonos con Pancho Villa (MEX 1935, mit Antonio R. Frausto, Domingo Soler, R: Fernando de Fuentes)
- Viva Pancho Villa (El desafío de Pancho Villa, E/GB 1972, mit Telly Savalas, Clint Walker, R: Eugenio Martín)
- Viva Zapata! (Viva Zapata!, USA 1952, mit Marlon Brando, Jean Peters, Anthony Quinn, R: Elia Kazan)
- Zwei Companeros (Vamos a matar, compañeros, E/I/BRD 1970, mit Franco Nero, Tomás Milián, Iris Berben, Jack Palance, R: Sergio Corbucci)

Dokumentarfilme:
- Following the Flag in Mexico (USA 1916, mit Pancho Villa, Venustiano Carranza, Frederick Funston, John J. Pershing, R: unbekannt)

## Erster Weltkrieg(1914–1918)
- 13.000 Kilometer – Die Männer der Emden (Die Männer der Emden, R: Berengar Pfahl, D 2013) mit Sebastian Blomberg, Ken Duken, Felicitas Woll
- 1917 (R: Sam Mendes, US/UK 2019) mit George MacKay, Dean-Charles Chapman
- A Letter from the Western Front (R: Daniel M. Kanemoto, USA 1999) (Zeichentrick/Kurzfilm) mit Brian K. Vaughan
- A Romance in Flanders (A Romance in Flanders, R: Maurice Elvey, GBR 1937) mit Paul Cavanagh, Marcelle Chantal
- Admiral, (R: Andrei Krawtschuk, RUS 2008) mit Sergei Besrukow, Konstantin Chabenski, Jelisaweta Bojarskaja, Wladislaw Wetrow, Anna Kowalchuk
- African Queen (The African Queen, R: John Huston, GBR/USA 1951) mit Humphrey Bogart, Katharine Hepburn, Peter Bull
- All Quiet on the Western Front (All Quiet on the Western Front, Regie und Drehbuch: Lesley Paterson, USA 2009) (Fernsehfilm)
- All Riot on the Western Front (auch: The Cockney Spirit in the War No. 1: All Riot on the Western Front, R: Castleton Knight, GBR 1930) mit Donald Calthrop, Gordon Harker, Ambrose Thorne
- Army Surgeon (Army Surgeon, R: A. Edward Sutherland, USA 1942) mit James Ellison, Jane Wyatt, Kent Taylor, Walter Reed
- Aufruhr in Damaskus, DEU 1939, R: Gustav Ucicky mit Brigitte Horney, Joachim Gottschalk, Hans Nielsen, Ernst von Klipstein, Paul Otto
- Bataillon der Verlorenen (Uomini contro, R: Francesco Rosi, ITA/YUG 1970) mit Mark Frechette, Alain Cuny, Gian Maria Volonté
- Berge in Flammen (R: Karl Hartl, Luis Trenker, DEU 1931) mit Luis Trenker, Luigi Serventi, Lissi Arna, Paul Graetz
- Blutsbrüderschaft (R: Philipp Lothar Mayring, DEU 1941) mit Hans Söhnker, Ernst von Klipstein, Anneliese Uhlig, Rudolf Platte
- Brüll den Teufel an, auch: „Zwei wie Hund und Katz“ (Shout at the Devil, R: Peter R. Hunt, GBR 1976) mit Lee Marvin, Roger Moore, Barbara Parkins, Ian Holm, Reinhard Koldehoff, Horst Janson
- Çanakkale 1915 (R: Yeşim Sezgin, TR 2012) mit Şevket Çoruh, Barış Çakmak, İlker Kızmaz
- Çanakkale: Yolun Sonu (Gallipoli: End of the Road, R: Kemal Uzun, Serdar Akar, TR 2013) mit Gürkan Uygun, Berrak Tüzünataç, Umut Kurt, Mehmetcan Diper, Tevfik Erman Kutlu
- Das Leben und nichts anderes (La Vie et rien d’autre, R: Bertrand Tavernier, FRA 1989) mit Philippe Noiret, Sabine Azéma
- Das Lied der Matrosen (R: Kurt Maetzig, Günter Reisch, DDR 1958) mit Günther Simon, Raimund Schelcher, Ulrich Thein, Eduard von Winterstein
- Deathwatch (Deathwatch R: Michael J. Bassett, USA 2002) mit Jamie Bell, Rúaidhrí Conroy, Mike Downey, Torben Liebrecht
- Der blaue Max (The Blue Max, R: John Guillermin, USA 1966) mit George Peppard, James Mason, Ursula Andress
- Der Krieg und die Kröte (The Wars, R: Robin Phillips, CAN/BRD 1983) mit Richard Austin, Rodger Barton, Paul Batten
- Der Preis der Ehre (Regeneration, R: Gillies MacKinnon, GBR/CAN 1997) mit Jonathan Pryce, James Wilby, Jonny Lee Miller, Stuart Bunce, Tanya Allen, David Hayman, Dougray Scott, John Neville, Paul Young
- Der Rote Baron (The Red Baron, R: Nikolai Müllerschön, DEU 2008) mit Matthias Schweighöfer, Lena Headey, Til Schweiger
- Der Schützengraben (The Trench, R: William Boyd, GBR/FRA 1999) mit Paul Nicholls, Daniel Craig, Julian Rhind-Tutt, Danny Dyer, James D’Arcy, Tam Williams, Anthony Strachan
- Die andere Seite (R: Heinz Paul, DEU 1931) mit Wolfgang Liebeneiner, Viktor de Kowa, Theodor Loos, Friedrich Ettel
- Die Fahrt ins Feuer (The Awakening, R: Victor Fleming, USA 1928) mit Vilma Bánky und Walter Byron
- Die große Illusion (La grande illusion, R: Jean Renoir, FRA 1937) mit Jean Gabin, Dita Parlo, Pierre Fresnay, Erich von Stroheim
- Die große Parade, auch: „Die Parade des Todes“ (The Big Parade R: King Vidor, USA 1925) mit John Gilbert, Renée Adorée
- Die hölzernen Kreuze (Les Croix de Bois R: Raymond Bernard, FRA 1932) mit Pierre Blanchar, Charles Vanel
- Die letzte Patrouille, auch: „Der vermißte Spähtrupp“, auch: „Die vermißte Patrouille“ (The Lost Patrol, R: John Ford, USA 1934) mit Victor McLaglen, Boris Karloff, Wallace Ford, Reginald Denny
- Die Offizierskammer (La Chambre des officiers, R: François Dupeyron, FRA 2001) mit Grégori Derangère, Isabelle Renauld, Éric Caravaca, Denis Podalydès, André Dussollier, Guy Tréjan
- Die Standarte (R: Ottokar Runze, DEU/AUT/ESP 1977) mit Simon Ward, Siegfried Rauch, Viktor Staal, Peter Cushing
- Die versunkene Flotte (R: Manfred Noa, Graham Hewitt, D 1926) mit Bernhard Goetzke, Hans Albers, Heinrich George
- Die vier Reiter der Apokalypse (The Four Horsemen of the Apocalypse, R: Rex Ingram, USA 1921) mit Pomeroy Cannon, Josef Swickard, Rudolph Valentino, Alice Terry, Alan Hale
- Ein Hauch von Sonnenschein, auch: „Sunshine – Ein Hauch von Sonnenschein“ (The Taste of Sunshine, R: István Szabó, DEU/AUT/CAN/HUN 1999) mit Ralph Fiennes, Rosemary Harris
- Ein Mädchen aus Flandern (BRD 1956, R: Helmut Käutner) mit Nicole Berger und Maximilian Schell
- Flügel aus Stahl (Wings, R: William A. Wellman, USA 1927) mit Charles Rogers, Gary Cooper
- Flyboys – Helden der Lüfte (Flyboys, R: Tony Bill, USA 2007) mit James Franco, Jean Reno, Martin Henderson, Tyler Labine
- Fürs Vaterland erschossen (Le Pantalon, R: Yves Boisset, FRA 1997) mit Wadeck Stanczak, Philippe Volter, Bernard-Pierre Donnadieu
- Gallipoli (Gallipoli, R: Peter Weir, AUS 1981) mit Mark Lee, Mel Gibson, Bill Kerr, Charles Yunupingu, Heath Harris
- Gefährten, auch: „Gefährten – War Horse“ (War Horse, R: Steven Spielberg, USA 2011) mit Jeremy Irvine, Peter Mullan, Emily Watson, Niels Arestrup, David Thewlis, Tom Hiddleston
- Geheimkommando Afrika (Royal African Rifles, R: Lesley Selander, USA 1953) mit Louis Hayward, Veronica Hurst, Michael Pate, Angela Greene, Steven Geray, Roy Glenn, Bruce Lester
- Bei Nacht und Nebel, auch: „Geheimkommando R.O.T.S.“ (The Riddle of the Sands, R: Tony Maylam, GBR 1979) mit Michael York, Jenny Agutter, Simon MacCorkindale, Wolf Kahler
- Gilberte de Courgenay (R: Franz Schnyder, SUI 1941), mit Rudolf Bernhard und Anne-Marie Blanc.
- Glühender Himmel (Mountain of Diamonds, R: Jeannot Szwarc, ITA/FRA/DEU 1991) Fernsehfilm mit Isabelle Gélinas, Derek de Lint, Jason Connery
- Hauptmann Conan und die Wölfe des Krieges (Capitaine Conan, R: Bertrand Tavernier, FRA 1996) mit Philippe Torreton, Samuel Le Bihan, Bernard Le Coq, Catherine Rich, François Berléand
- Helden von Hill 60 (Beneath Hill 60, R: Jeremy Sims, CH 2010) mit Brendan Cowell, Steve Le Marquand, Gyton Grantley, Anthony Hayes
- Höllenflieger (Hell’s Angels, R: Howard Hughes, USA 1930) mit Ben Lyon, James Hall, Jean Harlow, John Darrow, Lucien Prival
- Hölzerne Kreuze (Les Croix de bois, R: Raymond Bernard, FRA 1932) mit Pierre Blanchar, Gabriel Gabrio, Charles Vanel
- Im Westen nichts Neues (All Quiet on Western Front, R: Lewis Milestone, USA 1930) mit Lew Ayres, Louis Wolheim, John Wray
- Im Westen nichts Neues (All Quiet on the Western Front, R: Delbert Mann, USA/GBR 1979) mit Richard Thomas, Ernest Borgnine, Donald Pleasence, Ian Holm, Patricia Neal
- Im Westen nichts Neues (R: Edward Berger, DEU/FRA 2022)
- In einem anderen Land (A Farewell to Arms, R: Charles Vidor, USA 1957) mit Rock Hudson, Jennifer Jones, Vittorio De Sica
- Johnny zieht in den Krieg (Johnny Got His Gun, R: Dalton Trumbo, USA 1971) mit Timothy Bottoms, Marsha Hunt
- King and Country – Für König und Vaterland (King & Country, auch: King and Country, R: Joseph Losey, GBR 1964) mit Dirk Bogarde, Tom Courtenay, Leo McKern, Barry Foster
- Kreuzer Emden (R: Louis Ralph, DEU 1932) mit Hans Schlenck, Louis Ralph, Werner Fuetterer, Renée Stobrawa, Fritz Greiner
- Lawrence von Arabien (Lawrence of Arabia, R: David Lean, GBR 1962) mit Peter O’Toole, Omar Sharif, Alec Guinness
- Leben und Sterben des Colonel Blimp (The Life and the Death of Colonel Blimp, R: Michael Powell, Emeric Pressburger, GBR 1943) mit Adolf Wohlbrück, Deborah Kerr, Roger Livesey
- Legenden der Leidenschaft (Legends of the Fall, R: Edward Zwick, USA 1994) mit Brad Pitt, Anthony Hopkins, Aidan Quinn
- Mamba (R: Albert S. Rogell, USA 1930) mit Jean Hersholt, Eleanor Boardman, Ralph Forbes
- Man nannte es den großen Krieg (La grande guerra, R: Mario Monicelli, ITA/FRA 1959) mit Vittorio Gassman, Alberto Sordi
- Manfred von Richthofen – Der Rote Baron (Von Richthofen and Brown, R: Roger Corman, USA 1971) mit John Phillip Law, Don Stroud, Barry Primus, Corin Redgrave
- Mathilde – Eine große Liebe (Un long dimanche de fiançailles, R: Jean-Pierre Jeunet, FRA 2004) mit Audrey Tautou, Gaspard Ulliel
- Marinemeuterei 1917 (R.: Hermann Kugelstadt, BRD 1969) mit Dieter Wilken, Karl-Heinz von Hassel, Volkert Kraeft
- Merry Christmas (Joyeux Noël, R: Christian Carion, FRA/DEU/GBR/BEL/ROU 2005) mit Benno Fürmann, Diane Kruger
- Moonsund (Моонзунд, R: Alexander Muratow, SUN 1987) mit Oleg Menschikow, Wladimir Gostjuchin, Ljudmila Nilskaja
- Morgenrot (R: Gustav Ucicky, DEU 1933), mit Rudolf Forster, Fritz Genschow, Paul Westermeier, Camilla Spira, Gerhard Bienert
- My Boy Jack (My Boy Jack, R: Brian Kirk GBR 2007) mit Daniel Radcliffe, David Haig, Kim Cattrall, Carey Mulligan, Julian Wadham
- Namenlose Helden, auch: „Infanterist Scholz“, auch: „Krieg“ (R: Curtis Bernhardt, DEU 1925) Stummfilm mit Marga Becker, Max Grünberg, Lilli Schoenborn, Heinz Hilpert
- Ode an die Freude (Baruto no gakuen, R: Masanobu Deme, JPN 2006) mit Ken Matsudaira, Bruno Ganz, Hiroshi Abe, Oliver Bootz
- Oh! What a Lovely War (R: Richard Attenborough, GBR 1969) mit John Mills, Dirk Bogarde, Laurence Olivier, Ralph Richardson, Phyllis Calvert, John Gielgud, Maggie Smith
- Das Feld der Ehre – Die Schlacht von Passchendaele, auch: „Das Feld der Ehre – Passchendaele“ (Passchendaele, R: Paul Gross, CAN 2008) mit Paul Gross, Caroline Dhavernas, Joe Dinicol, Meredith Bailey
- Q-Ships (Q-Ships, auch: Blockade, R: Geoffrey Barkas, Michael Barringer, GBR 1928), mit J. P. Kennedy, Roy Travers
- Remember (Remember, R: David Selman, USA 1926) mit Dorothy Phillip, Earl Metcalfe, Lola Todd, Lincoln Stedman
- Richthofen, der rote Ritter der Luft (D 1927, R: Desider Kertesz, Peter Joseph) mit Carl Walther Meyer und Egon von Jordan
- Sarajewo – Um Thron und Liebe (R: Fritz Kortner, BRD 1955) mit Luise Ullrich, Ewald Balser, Franz Stoss, Eva Maria Senft
- Schlacht in den Wolken (Aces High, auch: Le tigre du ciel R: Jack Gold, GBR/FRA 1976) mit Malcolm McDowell, Simon Ward, Christopher Plummer, Peter Firth, Trevor Howard, Ray Milland
- Sehnsucht nach Afrika (La Victoire en chantant, auch: Noirs et blancs en couleur, R: Jean-Jacques Annaud, CIV/FRA/SUI 1976) mit Jean Carmet, Jacques Dufilho, Catherine Rouvel, Dora Doll
- Sergeant York (Sergeant York, R: Howard Hawks, USA 1941) mit Gary Cooper, Walter Brennan, Joan Leslie, George Tobias
- Start in die Dämmerung (The Dawn Patrol, R: Howard Hawks, USA 1930) mit Richard Barthelmess, Douglas Fairbanks jr., Neil Hamilton, James Finlayson, Frank McHugh, William Janney
- Stoßtrupp 1917 (R: Ludwig Schmid-Wildy, Hans Zöberlein DEU 1934) mit Beppo Brem, Toni Eggert, Georg Emmerling
- Testament of Youth (R: James Kent, GBR 2014) mit Alicia Vikander, Kit Harington, Colin Morgan, Taron Egerton
- The Lighthorsemen (The Lighthorsemen, auch: The Light Horse Men, R: Simon Wincer, AUS 1987) mit Peter Phelps, Nick Waters, John Larking, John Heywood, Di O’Connor, Shane Briant
- The Lost Battalion, auch: „Zwischen allen Linien – Das verlorene Bataillon“ (The Lost Battalion, R: Russell Mulcahy, USA/LUX 2001) mit Rick Schroder, Phil McKee, Jamie Harris, Jay Rodan
- Unsere Emden (R: Louis Ralph, DEU 1926) mit Louis Ralph, Fritz Greiner, John Mylong, Charles Willy Kayser, Maria Mindzenty
- Unter kaiserlicher Flagge (R: Jürgen Stumpfhaus, DEU 2006) Zweiteiliger Film: 1 Teil: Die Karawane der Matrosen, 2 Teil: Hetzjagd vor Kap Hoorn, mit Andreas Berg, Christian Haller, Max Block, Claus Hartmann, Ulrich Endres, Gerald Weiß
- Unternehmen Michael (R: Karl Ritter, DEU 1937) mit Heinrich George, Mathias Wieman, Willy Birgel
- Das Versprechen eines Lebens (The Water Diviner), R: Russell Crowe, AUS/Türkei 2014, mit Russell Crowe, Olga Kurylenko, Yılmaz Erdoğan
- Wege zum Ruhm (Paths Of Glory, R: Stanley Kubrick, USA 1957) mit Kirk Douglas, Ralph Meeker, Adolphe Menjou, Joe Turkel
- Die Welt in Flammen (The Patent Leather Kid, R: Alfred Santell, USA 1927) mit Richard Barthelmess
- Westfront 1918, auch: „Vier von der Infanterie“ (R: G. W. Pabst, DEU 1930) mit Fritz Kampers, Gustav Diessl, Claus Clausen
- Wings (Wings, R: William A. Wellman, USA 1927) mit Clara Bow, Charles Rogers, Richard Arlen, Gary Cooper, Henry B. Walthall
- Wonder Woman, (R: Patty Jenkins, USA 2017) mit Gal Gadot, Chris Pine, Connie Nielsen, Danny Huston
- Zeppelin – Das fliegende Schiff (Zeppelin, R: Étienne Périer, GBR 1971) mit Michael York, Elke Sommer, Peter Carsten, Andrew Keir
- Zwei blaue Jungen (R.: Alwin Neuß, D 1917), mit Käthe Haack als Charlotte und Bruno Rahn als Schiffsjunge

Dokumentarfilme:
- Auf zu den Waffen! – Der Erste Weltkrieg (R: Irmgard von zur Mühlen, DEU 2004) 60 Min.
- Augenzeugen berichten über: Verdun 1916. Zweiteilige, insgesamt anderthalbstündige Filmdokumentation von German Werth und Claus-Ferdinand Siegfried (Produktionsleitung: Rudi Opladen, WDR 1984)
- Blood & Iron: The Story of the German War Machine (Miniserie, USA/ISR/FRA 1995) mit Joe Morton als Sprecher. Otto Lilienthal, Kaiser Wilhelm II., Manfred von Richthofen u. v. a.
- Der Erste Weltkrieg (DEU 2004) Fünfteilige Dokumentarserie. Teil 1 – Mythos Tannenberg (von Susanne Stenner), Teil 2 – Gashölle Ypern (von Heinrich Billstein), Teil 3 – Alptraum Verdun (von Werner Biermann, Mathias Haejntes), Teil 4 – Schlachtfeld Heimat (von Anne Roerkohl), Teil 5 – Trauma Versailles (von Gabriele Trost)
- Der Weltkrieg (R: Léo Lasko, DEU 1927/1928) Zweiteiliger Dokumentarfilm. 1. Teil – Des Volkes Heldengang (1927), 2. Teil – Des Volkes Not (1928)
- Graf Dohna und seine Möwe (Dokumentarfilm, DEU 1917)
- Der magische Gürtel (Dokumentarfilm, DEU 1917)
- Mutiny on the Western Front (R: Dick Dennison, AUS 1979) mit General F. Birdwood, Bill Gammage, Kaiser Wilhelm II., König George V.
- The Battle of the Somme (R: Geoffrey H. Malins, J.B. McDowell, GBR 1916)
- They Shall Not Grow Old (R: Peter Jackson, USA 2018)

Komödie, Satire, Parodie:
- De avonturen van de brave soldaat Schwejk (R: Anton Peters, BEL 1968) Fernsehfilm mit Rik Andries, Marc Bober
- Die Abenteuer des braven Soldaten Schwejk (R: Max Brod, BRD 1958) Fernsehfilm mit Heinz-Leo Fischer, Karl Hanft
- Die Abenteuer des braven Soldaten Schwejk (R: Wolfgang Liebeneiner, BRD 1972) (Fernsehserie) mit Fritz Muliar
- Der brave Soldat Schwejk (Dobrý voják Svejk, R: Karel Lamač, CSK 1926) mit Karel Noll, Antonie Nedosinská, Carl Lamac
- Der brave Soldat Schwejk (Dobrý voják Svejk, R: Karel Steklý, CSK 1957) mit Rudolf Hrusínský, Svatopluk Beneš
- Der brave Soldat Schwejk (R: Axel von Ambesser, BRD 1960) mit Heinz Rühmann, Ernst Stankovski, Franz Muxeneder
- Dobrý voják Svejk (R: Martin Frič, CSK 1931) mit Sasa Rasilov
- Dobrý voják Svejk (R: Jirí Trnka, CSK 1957) mit Jan Werich
- Gewehr über (Shoulder Arms, R: Charlie Chaplin, USA 1918) mit Charlie Chaplin, Edna Purviance, Syd Chaplin, Henry Bergman
- Herzkönig (Le Roi de cœur, auch: Tutti pazzi meno io, R: Philippe de Broca, FRA/ITA 1966) mit Alan Bates, Geneviève Bujold
- Osudy dobrého vojáka Svejka (Osudy dobrého vojáka Svejka, R: Stanislav Látal, CSK 1986) (Zeichentrick)
- Riff und Raff im Weltkrieg, auch: „Riff und Teddy hinter der Front“ (Behind the Front, R: A. Edward Sutherland, USA 1926) mit Wallace Beery, Raymond Hatton, Mary Brian, Richard Arlen
- Schwejks Flegeljahre (R: Wolfgang Liebeneiner, BRD 1963) Komödie mit Peter Alexander, Rudolf Prack, Gunther Philipp
- The Adventure of the Good Soldier Schweik (R: Geo Saizescu, ROU 1953)

## Bananenkriege(1898–1934)
- Flieger (R: Frank Capra, USA 1929, mit Jack Holt und Lila Lee)
- The Marines Are Coming (R: David Howard, USA 1934, mit William Haines und Conrad Nagel)
- Sandino (R: Miguel Littín, Chile/Spanien 1990, mit Joaquim de Almeida, Kris Kristofferson und Dean Stockwell)

## Russischer Bürgerkrieg(1917–1922)
- Admiral (Admiral, R: Andrei Krawtschuk, RUS 2008) mit Sergei Besrukow, Konstantin Chabenski, Jelisaweta Bojarskaja
- British Agent (British Agent, R: Michael Curtiz, USA 1934) mit Leslie Howard, Kay Francis, Tenen Holtz, William Gargan
- Bürgerkrieg in Rußland (R: Wolfgang Schleif, BRD 1967) Fernsehfilm mit Nikolai Rytkow, Friedrich G. Beckhaus, Friedrich Schütter. Teil I: Revolutionsjahr 1917, Teil II: Der Kampf um die Macht, Teil III: Die Konterrevolution, Teil IV: Das Ende in Sibirien, Teil V: Die verratene Revolution.
- Das unvergeßliche Jahr 1919 (Nesabywaemy god 1919, R: Micheil Tschiaureli, SUN 1951) mit Pawel Molchanow, Micheil Gelowani, Boris Andrejew, Marina Kowaljowa, Iwan Bobrow
- Der Fangschuß (R: Volker Schlöndorff, BRD/FRA 1976) mit Margarethe von Trotta, Matthias Habich, Rüdiger Kirschstein
- Der letzte Schuß (Sorok Perwy = Der Einundvierzigste, UdSSR 1956, R: Grigori Tschuchrai) mit Isolda Wassiljewna Iswizkaja, Nikolai Afanassjewitsch Krjutschkow
- Doktor Schiwago (Doctor Zhivago, R: David Lean, USA 1965) mit Omar Sharif, Julie Christie, Alec Guinness, Klaus Kinski
- Der rote Reiter (R: Walter Beck, DDR 1970) mit Rüdiger Giese, Burkhard Mann, Gerhard Lau, Klaus Pönitz, Regina Popig-Heeger
- Der Soldat des Zaren (Gospoda Ofitsery: Spasti Imperatora, R: Oleg Fomin, RUS 2008) mit Alexander Rapoport, Juri Maslak, Marat Bascharow, Alexander Bucharow, Sergej Balatow
- Der stille Don, Teil 1 und Teil 2 (Tichi Don, R: Sergei Gerassimow, SUN 1957) mit Pjotr Glebow, Elina Bystrizkaja, Sinaida Kirijenko
- Die Dreizehn (Trinadzat, R: Michail Romm, SUN 1937) mit Andrej Fajt, Iwan Kusnezow, Andrei Dolinin, Iwan Nowosselzew
- Die erste Reiterarmee (Perwaja konnaja, R: Wladimir Ljubomudrow, SUN 1984) mit Wadim Spiridonow, Jewgeni Scharikow, Alexej Wanin, Wsewolod Larionow, Georgi Martynjuk
- Die Entscheidung von Buchara (Kruschenije Emirata, R: Wladimir Bassow, Latif Fajsijew, UdSSR 1955) mit Günther Simon und Edwin Marian (als Synchronsprecher)
- Die Flucht (Beg, R: Alexander Alow/Wladimir Naumow, SUN 1970) mit Ljudmila Saweljewa, Alexej Batalow, Michail Uljanow
- Die Verteidigung von Wolotschajewsk (Wolotschajewskije dni, R: Georgi Wassiljew/Sergei Wassilew, SUN 1937) mit Warwara Mjasnikowa, Nikolai Dorochin, Lew Swerdlin
- Die Tage der Turbins (Dni Turbinych, R: Wladimir Bassow, SUN 1976) mit Andrei Mjagkow, Andrei Rostozki, Walentina Titowa, Oleg Bassilaschwili, Wladimir Bassow, Wassili Lanowoi
- Die Verteidigung von Zarizyn (Oborona Zarizyna, R: Georgi Wassiljew, SUN 1942) mit Micheil Gelowani, Nikolai Bogoljubow
- Die Weiße Garde (Belaja Gwardija, R: Sergei Sneschkin, RUS 2012) mit Konstantin Chabenski, Michail Poretschenkow, Ksenija Rappoport
- Fremd unter seinesgleichen (Swoj sredi chuschich, chuschoj sredi swoich, R: Nikita Michalkow, SUN 1974) mit Juri Bogatyrjow, Nikita Michalkow, Sergei Schakurow, Aleksandr Kaljagin
- Helden der Tscheka (Sotrudnik Tscheka, R: Boris Woltschok, SUN 1963) mit Walentina Maljawina, Wladimir Kenigson, Oleg Jefremow
- Henker, Frauen und Soldaten (R: Johannes Meyer, DEU 1935) mit Hans Albers, Charlotte Susa, Jack Trevor, Hubert von Meyerinck
- Hochzeit in Malinowka (Swadba w Malinowke, R: Andrei Tutyschkin, SUN 1967) mit Wladimir Samojlow, Ljudmila Alfimowa, Walentina Lysenko, Jewgeni Lebedew, Soja Fjodorowa
- Lenin 1918 (Lenin w 1918 godu, R: Michail Romm, SUN 1939) mit Boris Schtschukin, Nikolai Ochlopkow, W. Markow
- Lenin im Oktober (Lenin w oktjabre, R: Michail Romm, SUN 1939) mit W. Pokrowski, Boris Schtschukin, Nikolai Ochlopkow
- Menschen ohne Vaterland (R: Herbert Maisch, DEU 1937) mit Willy Fritsch, Mária Tasnádi Fekete, Willy Birgel, Grethe Weiser
- Sterne an den Mützen (R: Miklós Jancsó, HUR/UdSSR 1967) mit József Madaras, András Kozák
- Schtschors (Schtschors, R: Aleksandr Dowschenko, SUN 1939) mit Jura Titow, Jewgeni Samojlow, Iwan Skuratow, Hans Klering
- Sturm über Asien (Potomok Tschingis-Chana, R: Wsewolod Pudowkin, SUN 1928) mit Valéry Inkijinoff, I. Dedinzew, Alexander Tschistjakow, Boris Barnet, Wiktor Zoppi, F. Iwanow, V. Pro
- Tommi (Томми, auch: Sibirski patrul, R: Jakow Protasanow, SUN 1931) mit A. Schutajew, Michail Kedrow, Wassili Kowrigin
- Tschapajew (Tschapajew, R: Georgi Wassiljew/Sergei Wassiljew, SUN 1934) mit Boris Babotschkin, Leonid Kmit, Warwara Mjasnikowa, Georgi Schschonow, Illarion Pewzow
- Unterwegs zu Lenin (R: Günter Reisch, Lucia Ochrimenko, DDR/SUN 1970) mit Gottfried Richter, Michail Uljanow, Helmut Habel
- Weiße Sonne der Wüste (Beloje solnze pustyni, R: Wladimir Motyl, SUN 1967) mit Raissa Kurkina, Anatoli Kusnezow, Spartak Mischulin, Kachi Kawsadse, Pawel Luspekajew[4][5]

## Finnischer Bürgerkrieg(1918)
- Die Unbeugsame (Tears of April, auch Käsky, R: Aku Louhimies, FIN 2008)
- Here, beneath the North Star (finnisch Täällä Pohjantähden alla, R: Edvin Laine, FIN 1968)
- Under the North Star (finnisch Täällä Pohjantähden Alla, R: Timo Koivusalo, FIN 2009) – Remake
- Under the North Star 2 (finnisch Täällä Pohjantähden Alla 2, R: Timo Koivusalo, FIN 2010)
- Die Erlösung (Originaltitel Lunastus, R: Olli Saarela, FIN/SWD 1997)
- Die Grenze (Originaltitel The Border, auch Raja 1918, R: Lauri Törhönen, FIN 2007)
- Taistelu Näsilinnasta 1918 (R: Claes Olsson, FIN 2012) mit Nicke Lignell, Anton Häggblom
- Suomen hauskin mies (Laugh or Die R: Heikki Kujanpää, FIN 2018) mit Jani Volanen, Martti Suosalo

## Estnischer Freiheitskrieg(1918–1920)
- Noored kotkad (Noored kotkad, auch: The Young Eagles, R: Theodor Luts, EST 1927) mit Arnold Vaino, Juhan Nõmmik
- Nimed marmortahvlil (Nimed marmortahvlil, auch: Names in Marble, R: Elmo Nüganen, EST/FIN 2002) mit Priit Võigemast, Indrek Sammul, Hele Kõre, Alo Kõrve, Ott Sepp, Ott Aardam

## Polnisch-Sowjetischer Krieg(1919–1921)
- 1920 – Die letzte Schlacht (1920 Bitwa warszawska, R: Jerzy Hoffman, POL 2011) mit Daniel Olbrychski, Natasza Urbańska, Borys Szyc
- 1920. Krieg und Liebe (1920. Wojna i miłość, R: Maciej Migas, POL 2010–2011) mit Wojciech Zieliński, Tomasz Borkowski, Michał Żurawski, Jakub Wesołowski (TV-Serie – 13 Episoden)

## Irischer Unabhängigkeitskrieg(1919–1921)
- Ein Händedruck des Teufels (Shake Hands with the Devil, R: Michael Anderson, GB/USA 1959), mit James Cagney, Don Murray und Dana Wynter
- Der Fuchs von Glenarvon (R: Max W. Kimmich, DEU 1940) mit Olga Tschechowa, Karl Ludwig Diehl, Ferdinand Marian, Elisabeth Flickenschildt, Traudl Stark, Albert Florath, Else von Moellendorff
- Geliebter Rebell (Beloved Enemy, USA 1936, mit Merle Oberon, Brian Aherne, David Niven, R: H. C. Potter)
- Der irische Freiheitskampf (R.: Wolfgang Schleif), 2 Teile, TV-BRD 1969, mit Karl Michael Vogler als Eamon de Valera, Hans Schellbach als James Connolly und Paul Neuhaus als Patrick Pearse
- Mein Leben für Irland (R: Max W. Kimmich, DEU 1941) mit Anna Dammann, Werner Hinz, René Deltgen, Will Quadflieg, Will Dohm
- Michael Collins (Michael Collins, R: Neil Jordan, GBR/IRL/USA 1996) mit Liam Neeson, Aidan Quinn, Alan Rickman, Julia Roberts
- The Wind That Shakes the Barley (The Wind That Shakes the Barley, R: Ken Loach, FRA, IRL, GBR 2006) mit Cillian Murphy, Pádraic Delaney, Liam Cunningham, Gerard Kearney

## Griechisch-Türkischer Krieg(1919–1922)
- Zwei Kerle aus Granit (You Can’t Win ’Em All, R: Peter Collinson, GBR 1970) mit Tony Curtis, Charles Bronson, Michèle Mercier

## Irischer Bürgerkrieg(1922–1923)
- Der Verräter (The Informer, USA 1935, mit Victor McLaglen, Heather Angel, R: John Ford)
- Michael Collins (Michael Collins, R: Neil Jordan, GBR/IRL/USA 1996) mit Liam Neeson, Aidan Quinn, Alan Rickman, Julia Roberts
- The Wind That Shakes the Barley (The Wind That Shakes the Barley, R: Ken Loach, FRA, IRL, GBR 2006) mit Cillian Murphy, Pádraic Delaney, Liam Cunningham, Gerard Kearney

## Syrische Revolution(1925–1927)
- Sirocco – Zwischen Kairo und Damaskus (Sirocco, R.: Curtis Bernhardt, USA 1951) mit Humphrey Bogart, Märta Torén, Lee J. Cobb, Gerald Mohr

## Chinesischer Bürgerkrieg(1927–1950)
- Angriff auf Ken-Men (The battle of Kuningtou aka Guningtou da zhan, R: Tseng-Chai Chang, Taiwan 1980) mit Jimmy Wang Yu, Don Wong, Kuo Wang
- China in Flammen (Cong nu li dao jiang jun aka Untergang des gelben Reiches aka Vom Sklaven zum General R: Yan Wang CHN 1979 od. 1981) mit Chunchao Feng, Xilai Shi
- Der gelbe Strom (Blood Alley, R: William A. Wellman, USA 1955) mit John Wayne, Lauren Bacall, Paul Fix, Anita Ekberg
- Höllenjagd bis ans Ende der Welt (High Road to China, R: Brian G. Hutton, USA/YUG 1983) mit Tom Selleck, Bess Armstrong
- Heroes of War – Assembly (Ji jie hao, auch: Assembly, R: Xiaogang Feng, HKG/CHN 2007) mit Chao Deng, Heng Fu, Phil Jones, Hanyu Zhang, Wenkang Yuan, Yan Tang, Fan Liao
- Kanonenboot am Yangtse-Kiang (The Sand Pebbles, R: Robert Wise, USA 1966) mit Steve McQueen, Richard Attenborough
- The Crossing R: John Woo, CHN 2014 mit Zhang Ziyi, Takeshi Kaneshiro, Song Hye-kyo
- The taking of tiger mountain (The battle of tiger mountain, deutsch Die letzte Schlacht am Tigerberg, Originaltitel Zhi qu wei hu shan R: Tsui Hark CHN 2014) mit Tony Leung Ka-Fai, Lin Gengxin
- The Red Sun (Hong Ri, R: Xiaodan Tang (Tang Xiao-Dan), CHN 1963) mit Zhi Cheng, Bo Gao, Zaibao Yang
- The Scout (Zhencha bing, R: Li Wenhua, CHN 1974) mit Wang Xingang, Yu Lan, Jin Zhengyuan
- Wheels are rolling (Che lun gun gun, R: Yiqing Yin, CHN 1975) mit Da Qi (Qi Da), Ye Zhikang, Zhao Dengfeng
- Living forever in burning flames (Lie huo zhong yong sheng, weitere englische Titel: Eternal life in the flames, Red Crag und Life in eternal flames, R: Shui Hua (Choui Khoua), CHN 1965) mit Zhao Dan (Dan Zhao), Lan Yu
- Liberation (Liberation: Finally rescued aka Jie fang – Zhong ju ying jiu), R: Xiaoyang Chang, Shaohong Li, (CHN 2019) mit Wallace Chung, Heng Fu, Philip Keung
- The founding of a republic (Jian guo da ye, R: Sanping Han, Jianxin Huang, CHN 2009) mit Jackie Chan, Jet Li, Donnie Yen
- The founding of an army (Jian jun da ye, R: Andrew Lau, CHN 2017) mit Ye Liu, Yawen Zhu, Zhizhong Huang

## Spanischer Bürgerkrieg(1936–1939)
- Alkazar, auch: „Kampf um den Alcazar“ (L’assedio dell’Alcazar, R: Augusto Genina, ITA 1939) mit Augusto Genina, Alessandro de Stefani, Pietro Caporilli, Fosco Giachetti, Mireille Balin
- Amor y Venganza (Amor y Venganza, R: Pilar Miró, ESP 1996) mit Ángel de Andrés López, Aitor Merino, Alfred Lucchetti
- Auf das Leben, auf den Tod (À la vie, à la mort!, R: Robert Guédiguian, FRA 1995) mit Ariane Ascaride, Jacques Boudet
- Ay Carmela! – Lied der Freiheit (¡Ay, Carmela!, R: Carlos Saura, ESP/ITA 1990) mit Carmen Maura, Andrés Pajares, Gabino Diego
- Belle Époque – Saison der Liebe (Belle epoque, R: Fernando Trueba, ESP 1992) mit Penélope Cruz, Miriam Díaz Aroca
- Blockade (Blockade, R: William Dieterle, USA 1938) mit Madeleine Carroll, Henry Fonda, Leo Carrillo, John Halliday
- Carols Reise (El Viaje de Carol, R: Imanol Uribe, ESP 2002) mit Clara Lago, Juan José Ballesta, Álvaro de Luna, María Barranco
- Das Licht der Schwarzen Kerze (R.: Peter Hagen, TV-DDR 1971, 3 Teile) mit Giso Weißbach, Wolfgang Greese, Jörg Panknin
- Das Rückgrat des Teufels (El espinazo del diablo, auch: The Devil’s Backbone, R: Guillermo del Toro, ESP/MEX 2001)
- Deine Zeit ist um (Behold a Pale Horse, R: Fred Zinnemann, USA 1964) mit Gregory Peck, Anthony Quinn, Omar Sharif
- Der Bienenkorb (La colmena, R: Mario Camus, ESP 1982) mit Victoria Abril, Francisco Algora, Rafael Alonso, Ana Belén
- El Portero (El Portero, R: Gonzalo Suárez, ESP 2000) mit Carmelo Gómez, Maribel Verdú, Antonio Resines, Roberto Álvarez
- Fiesta (Fiesta, R: Pierre Boutron, FRA 1995) mit Jean-Louis Trintignant, Grégoire Colin, Marc Lavoine, Laurent Terzieff
- Fünf Patronenhülsen (R: Frank Beyer, DDR 1960) mit Erwin Geschonneck, Ulrich Thein, Edwin Marian
- Glaube, Blut und Vaterland (There Be Dragons, R: Roland Joffé, USA/ARG/ESP 2011) mit Charlie Cox, Wes Bentley, Dougray Scott
- Glut (The Angel Wore Red, R: Nunnally Johnson, ITA/USA 1960) mit Ava Gardner, Dirk Bogarde, Joseph Cotten
- Head in the Clouds, auch: „Die Spiele der Frauen“ (Head in the Clouds, R: John Duigan CAN/GBR 2004) mit Charlize Theron, Penélope Cruz, Stuart Townsend, Thomas Kretschmann
- L’arbre de Guernica (L’arbre de Guernica, R: Fernando Arrabal, FRA/ITA 1975) mit Mariangela Melato, Ron Faber
- La hora de los valientes (La hora de los valientes, R: Antonio Mercero, ESP 1998) mit Gabino Diego, Leonor Watling
- La Lengua de las Mariposas (La Lengua de las Mariposas, R; José Luis Cuerda ESP 1999) mit Fernando Fernán Gómez
- La vaquilla (La vaquilla, R: Luis García Berlanga, ESP 1985) Komödie mit Alfredo Landa, Guillermo Montesinos
- Land and Freedom (Land and Freedom, R: Ken Loach, GBR 1995) mit Ian Hart, Rosana Pastor, Icíar Bollaín, Tom Gilroy
- Las bicicletas son para el verano (Las bicicletas son para el verano, R: Jaime Chávarri, ESP 1984) mit Amparo Soler Leal
- Leute mit Flügeln (DDR 1960, R.: Konrad Wolf) mit Erwin Geschonneck als Politkommissar Ludwig Bartuscheck
- Libertarias (Libertarias, R: Vicente Aranda, ESP/ITA/BEL 1996) mit Ana Belén, Victoria Abril, Ariadna Gil, Blanca Apilánez
- Das Meer (El Mar, R: Agustí Villaronga, ESP 2000) mit Roger Casamajor, Bruno Bergonzini, Antònia Torrens, Juli Mira
- Mich dürstet (DDR 1956, mit Harry Hindemith, Edwin Marian, R: Karl Paryla)
- Pans Labyrinth (El laberinto del fauno, R: Guillermo del Toro, ESP/MEX/USA 2006) mit Ivana Baquero, Ariadna Gil, Sergi López
- Rasse (Raza, auch: El espíritu de una raza, R: José Luis Sáenz de Heredia, ESP 1942) mit Alfredo Mayo, Ana Mariscal
- Si te dicen que caí (R: Vicente Aranda, ESP 1989) mit Victoria Abril, Antonio Banderas, Jorge Sanz
- Soldados de Salamina (R: David Trueba, ESP 2003) mit Ariadna Gil, María Botto
- The Fallen Sparrow (The Fallen Sparrow, R: Richard Wallace, USA 1943) mit John Garfield, Maureen O’Hara, Walter Slezak
- The Spanish Earth (The Spanish Earth, R: Joris Ivens, USA 1937)
- Über ganz Spanien wolkenloser Himmel (R.: Hans Knötzsch, TV-DDR 1971, 3 Teile) mit Eberhard Mellies, Hannjo Hasse, Wolfgang Greese
- Viva la muerte – Es lebe der Tod (Viva la Muerte, R: Fernando Arrabal, FRA/TUN 1971) mit Anouk Ferjac, Núria Espert
- War Time – Angriff im Morgengrauen (Golpe de Mano, auch: Surprise Attack, auch: Explosion. R: José Antonio de la Loma, ESP 1970)[6]
- Wem die Stunde schlägt (For Whom the Bell Tolls, R: Sam Wood, USA 1943) mit Gary Cooper, Ingrid Bergman, Katina Paxinou

Dokumentarfilme:
- Defenders of the Faith: The Spanish Civil War in Colour (Defenders of the Faith, präsentiert von Russell Palmer und Ernest Hemingway, USA 1938) (Verteidiger des Glaubens – Dokumentation in Farbe)
- El Perro Negro: Stories from the Spanish Civil War (El Perro Negro: Stories from the Spanish Civil War, R: Péter Forgács, NLD/FRA/FIN/SWE 2005)
- España 1936 (España 1936, R: Jean-Paul Le Chanois, Drehbuch: Luis Buñuel, ESP 1937) Kurzfilm 35 Min.
- España 1936 (España 1936, R: Fernando G. Mantilla, Drehbuch: Fernando G. Mantilla, ESP 1937) Kurzfilm 20 Min.
- Sterben für Madrid (Mourir à Madrid, R: Frédéric Rossif, FRA 1963)
- The Good Fight: The Abraham Lincoln Brigade in the Spanish Civil War (The Good Fight: The Abraham-Lincoln-Brigade in the Spanish Civil War, R: Noel Buckner, Mary Dore, Sam Sills, USA 1984)
- The Spanish Civil War (The Spanish Civil War, USA 1987) (Sechsstündige Dokumentation) Sprecher Frank Finlay
- Vivir la Utopia (Vivir la Utopia, ESP 1997)

## Zweiter Japanisch-Chinesischer Krieg(1937–1945)
- Akai tenshi (Akai tenshi, R: Yasuzo Masumura, JPN 1966) mit Ayako Wakao, Shinsuke Ashida, Yûsuke Kawazu, Ranko Akagi
- Caterpillar (Kyatapirâ, R: Kōji Wakamatsu, JPN 2010) mit Shinobu Terajima, Shima Ōnishi, Ken Yoshizawa, Keigo Kasuya
- City of Life and Death – Das Nanjing Massaker (Nanjing! Nanjing!, R: Chuan Lu, CHN/HKG 2009) mit Ye Liu, Yuanyuan Gao, Hideo Nakaizumi, Sam Voutas
- Empire of War – Der letzte Widerstand (Back to 1942 aka Yi jiu si er, R: Xiaogang Feng, CHN 2012) mit Guoli Zhang, Hanyu Zhang
- John Rabe (John Rabe, R: Florian Gallenberger, DEU/FRA/CHN 2009) mit Ulrich Tukur, Daniel Brühl, Steve Buscemi
- Men Behind the Sun 4 (Hei tai yang: Nan Jing da tu sha, R: Tun Fei Mou, HKG 1995) mit Liang Zhang, Shao-tien Hsiung
- Nanjing 1937 (Nanjing Datusha, R: Ziniu Wu, CHN 1995) mit Han Chin, Ai Saotome, Rene Liu, Ulrich Ottenburger, Michael Zannett
- Purple Sunset (Ziri, R: Xiaoning Feng, CHN 2001) mit Anna Dzenilalova, Dalong Fu, Chie Maeda, Xuewei Wang
- Qi xia si 1937 (Qi xia si 1937, R: Jianguo Deng, CHN 2004) mit Quanxin Pu, Ismael Amodeo, Xinhua Zhang
- Unternehmen Tigersprung (Flying Tigers, R: David Miller, USA 1942) mit John Wayne, John Carroll, Anna Lee, Paul Kelly, Mae Clarke, Gordon Jones, Addison Richards, Edmund MacDonald

Dokumentarfilme:
- Nanking 1937, eine Stadt wird vergewaltigt (Le sac de Nankin, R: Serge Viallet, FRA 2007) Fernsehfilm, 52 Minuten
- Nanking 1937 – Tagebuch eines Massakers (R: Raymond Ley, DEU 2008) Fernsehfilm, NDR, 52 Minuten
- Nanking (Nanking, R: Bill Guttentag, Dan Sturman, USA 2007) mit Kommentaren von Hugo Armstrong, Rosalind Chao, Stephen Dorff, Mariel Hemingway, Jürgen Prochnow, Woody Harrelson

## Winterkrieg(1939–1940)
- Ski Patrol (Ski Patrol, R: Lew Landers, USA 1940) mit Philip Dorn, Luli Deste, Stanley Fields, Samuel S. Hinds, Edward Norris
- Winterkrieg (Talvisota, auch: The Winter War, R: Pekka Parikka, FIN 1989) mit Taneli Mäkelä, Vesa Vierikko, Timo Torikka, Antti Raivio
- Fire and Ice: The Winter War of Finland and Russia, R: Ben Strout, USA 2006 mit Jason Agnello, Joe Brady – TV-Dokumentation

## Japanisch-Sowjetischer Grenzkonflikt(1938/1939)
- Prisoners of War (My Way, koreanisch Mai wei R: Kang Je-gyu, KOR 2011) mit Jang Dong-gun, Joe Odagiri, Fan Bingbing, Alexander von der Groeben
- Heldenkampf der Panzerjäger (Jenseits der Hölle, englischer Titel: Men and War III, weiterer Titel: Senso to ningen III: Kanketsuhen) R: Satsuo Yamamoto, JPN 1973 mit Kin’ya Kitaôji, Junko Natsu, Kei Yamamoto

## Zweiter Weltkrieg(1939–1945)
- 08/15 (1. Teil) (R: Paul May, BRD 1954) mit Mario Adorf, Joachim Fuchsberger, Helen Vita, Paul Bösiger, Hans Christian Blech
- 08/15 – Im Krieg (2. Teil) (R: Paul May, BRD 1954) mit O. E. Hasse, Joachim Fuchsberger, Mario Adorf, Ellen Schwiers
- 08/15 – In der Heimat (3. Teil) (R: Paul May, BRD 1954) mit O. E. Hasse, Gustav Knuth, Joachim Fuchsberger, Mario Adorf
- 10 Uhr 30: Attentat, auch: „Das Attentat“, auch: „Sieben Mann im Morgengrauen“ (Atentát, R: Jirí Sequens, CSK 1965) mit Radoslav Brzobohatý, Ludek Munzar, Ladislav Mrkvicka, Rudolf Jelínek
- 20 Tage ohne Krieg (Dwadzat dnei bes woiny, R: Alexei German, SUN 1976) mit Jekaterina Wassiljewa, Michail Kononow, Ljudmila Gurtschenko, Alexei Petrenko, Juri Nikulin, Nikolai Grinko
- 28 Gardisten (Dwadzat wossem panfilowzew, R: Andrei Schalopa, RUS 2016) mit Alexander Ustjugow, Alexei Morosow
- 36 Stunden (36 Hours, R: George Seaton, USA 1964) mit James Garner, Rod Taylor, Eva Marie Saint, John Banner, Alan Napier
- 36 Stunden in der Hölle (36 ore all’inferno, R: Roberto Bianchi Montero, ITA 1969) mit Richard Harrison, Pamela Tudor, Alain Gerard, George Wang, Carlo Gaddi, Bruno Piergentili
- 49th Parallel (The 49th Parallel, R: Michael Powell, GBR 1941) mit Richard George, Laurence Olivier, Raymond Lovell
- 6.6. 6 Uhr 30 – Durchbruch in der Normandie (Breakthrough, R: Lewis Seiler, USA 1950) mit David Brian, John Agar, Frank Lovejoy, William Campbell, Paul Picerni, Greg McClure
- 67 Tage – Die Republik von Uzice (Uzicka Republika, R: Žika Mitrović, YUG 1974) mit Boris Buzancic, Branko Milicevic, Neda Arneric, Rade Šerbedžija, Bozidarka Frajt, Petar Prlicko
- 7 vor Marsa Matruh, auch: „7 vor Marsa Matruk“ (I sette di Marsa Matruh, R: Mario Siciliano, ITA 1964) mit Ivan Rassimov, Monica Strebel, Kirk Morris, Marcella Michelangeli, Aldo Bufi Landi
- A Time for Dying (A Time for Dying, R: Cirio H. Santiago, PHL 1983) mit Rob Webb, Eddie Garcia, Charito Solis, Fred Galang
- A Yank in the R.A.F. (A Yank in the RAF, auch: A Yank in the Royal Air Force, R: Henry King, USA 1941) mit Tyrone Power, Betty Grable, John Sutton, Reginald Gardiner, Donald Stuart
- ABC des Schreckens (Abeceda straha, R: Fadil Hadzic, YUG 1961) mit Vesna Bojanic, Josip Zappalorto, Nada Kasapic, Maks Furijan, Tatjana Beljakova, Jasenka Kodrnja, Miodrag Loncar
- Abenteuer in Panama (Across the Pacific, R: John Huston, USA 1942) mit Humphrey Bogart, Mary Astor, Sydney Greenstreet
- Achtung, Banditi!, auch: „Achtung! Banditi!“ (Achtung, Banditi!, R: Carlo Lizzani, ITA 1951) mit Giuseppe Taffaral, Gina Lollobrigida, Franco Bologna, Lamberto Maggiorani, Andrea Checchi
- Afrikastaffel ME 110 – Ritterkreuzträger Steinhaus (Fighter Pilots, R: Franz Marx, USA 1978) mit Ian Strauss, Rosemary Gibson, John Hardy, Will Roberts, Werner Doll
- Agenten der Nacht (All Through The Night, R: Vincent Sherman, USA 1942) mit Humphrey Bogart, Conrad Veidt, Peter Lorre
- Agenten sterben einsam (Where Eagles Dare, R: Brian G. Hutton, USA 1968) mit Richard Burton, Clint Eastwood, Mary Ure
- Agnes geht in den Tod (L’agnese va a morire, R: Giuliano Montaldo, ITA 1976) mit Ingrid Thulin, Michele Placido, Stefano Satta Flores, Aurore Clément, Ninetto Davoli, William Berger
- Aktion im Dunkeln (Agent nr 1, R: Zbigniew Kuzminski, POL 1972) mit Adriana Andreeva, Karol Strasburger, B. Bargielowska
- Alarm auf der Valiant (The Valiant, auch: L’affondamento della valiant, R: Roy Ward Baker, GBR/ITA 1962) mit John Mills, Ettore Manni, Roberto Risso, Robert Shaw, Liam Redmond
- Alarm im Hafen (Port, R: Juri Tscherny, SUN 1975) mit Wladimir Sitschkar, Nikolai Sleska, Grigori Grigoriu, Swetlana Suchowej
- Alarm im Pazifik (The Fighting Seabees, R: Edward Ludwig, USA 1944) mit John Wayne, Susan Hayward, Dennis O’Keefe
- Alarmstart für Geschwader Braddock (The Thousand Plane Raid, R: Boris Sagal, USA 1969) mit Christopher George, Laraine Stephens, Gary Marshal, Gavin MacLeod, Bo Hopkins
- Allen Gewalten zum Trotz (Reach for the Sky, R: Lewis Gilbert, GBR 1956) mit Kenneth More, Muriel Pavlow, Lyndon Brook, Lee Patterson, Alexander Knox, Dorothy Alison, Michael Warre
- Als twee druppels water (Als twee druppels water, auch: Like Two Drops of Water, R: Fons Rademakers, NLD 1963) mit Lex Schoorel, Nan Los, Van Doude, Guus Verstraete, Ko Arnoldi
- Am Berg wächst eine grüne Fichte (U gori raste zelen bor, R: Antun Vrdoljak, YUG 1971) mit Boris Dvornik, Ivica Vidovic, Charles Millot, Mate Ergovic, Ilija Ivezić, Nikola-Kole Angelovski
- Am grünen Strand der Spree, 1. Teil: Das Tagebuch des Jürgen Wilms (R: Fritz Umgelter, BRD 1960) mit Hinrich Rehwinkel, Wilmut Borell, Wolfried Lier, Dieter Kirchlechner, Walter Starz
- Am grünen Strand der Spree, 2. Teil: Der General (R: Fritz Umgelter, BRD 1960), mit Wolfgang Büttner, Werner Hessenland, Hans Pössenbacher, Utz Richter, Til Kiwe
- Am Himmel von China (China Sky, R: Ray Enright, USA 1945) mit Randolph Scott, Ruth Warrick, Ellen Drew, Anthony Quinn
- American Tank Force (Manila, Open City, R: Eddie Romero, USA/PHL 1968) mit Charito Solis, James Shigeta, Alex Nicol, John Ashley, Ric Rodrigo, Mario Montenegro, Lauro Delgado, Vic Diaz
- An deiner Schwelle (U twojewo poroga, R: Wassili Ordynski, SUN 1964) mit Nadeshda Fedossowa, Boris Jurtschenko, Lilija Dsjuba, Roman Chomjatow, P. Ljubeschkin, Juri Gorobez
- Anonyma – Eine Frau in Berlin (R: Max Färberböck, DEU 2008) mit Nina Hoss, Jewgeni Sidichin, Irm Hermann, Rüdiger Vogler
- Antreten zum Verrecken (Uccidete Rommel, R: Alfonso Brescia, ITA 1969) mit Anton Diffring, Carl Parker, Pamela Tudor
- April (Kwiecien, R: Witold Lesiewicz, POL 1961) mit Henryk Bak, Maria Ciesielska, Leszek Herdegen, Jan Kobuszewski
- Ardennen 1944 (Attack, R: Robert Aldrich, USA 1956) mit Jack Palance, Eddie Albert, Lee Marvin, Peter van Eyck
- Armee im Schatten (L’armée des ombres, R: Jean-Pierre Melville, FRA/ITA 1969) mit Lino Ventura, Paul Meurisse, Jean-Pierre Cassel, Simone Signoret, Claude Mann, Christian Barbier
- Auch Helden können weinen (The Proud and Profane, R: George Seaton, USA 1956) mit William Holden, Deborah Kerr
- Aufstand im Morgengrauen (A Terrible Beauty, R: Tay Garnett, USA/GB 1960) mit Robert Mitchum, Richard Harris
- Aufstand in Trollness (Edge of Darkness, R: Lewis Milestone, USA 1943) mit Errol Flynn, Ann Sheridan, Walter Huston
- Aufstieg, auch: „Die Erhöhung“ (Woschozdenie, R: Larissa Schepitko, SUN 1977) mit Boris Plotnikow, Wladimir Gostjuchin
- Ausbruch der 28 (The McKenzie Break, R: Lamont Johnson, IRL/GBR 1970) mit Brian Keith, Helmut Griem, Horst Janson
- Australia (Australia, R: Baz Luhrmann, USA/AUS 2008) mit Hugh Jackman, Nicole Kidman, David Wenham, Jack Thompson
- Band of Brothers – Wir waren wie Brüder (Band of Brothers, USA 2001) Zehnteilige Fernsehserie mit Damian Lewis, Donnie Wahlberg, Ron Livingston, David Schwimmer, Neal McDonough
- Battle of the V-1 (R: Vernon Sewell, GB 1958) mit Michael Rennie, Patricia Medina und Milly Vitale
- Befreiung (Освобождение, R: Juri Oserow/Julius Kun, SUN/DDR/POL/ITA 1970) mit Nikolai Oljalin, Fritz Diez
- Below, auch: „Below – Da unten hört dich niemand schreien“ (Below, R: David Twohy, USA 2002) mit Matthew Davis, Bruce Greenwood, Olivia Williams, Holt McCallany, Zach Galifianakis
- Bestimmung Tokio, auch: „Abenteuer in den japanischen Gewässern“, auch: „Ein gefährlicher Auftrag“ (Destination Tokyo, R: Delmer Daves, USA 1943) mit Cary Grant, John Ridgely
- Betrogen bis zum jüngsten Tag, R: Kurt Jung-Alsen, DDR 1957
- Biloxi Blues (Biloxi Blues, R: Mike Nichols, USA 1988) mit Matthew Broderick, Christopher Walken, Matt Mulhern
- Bis zum Sieg und weiter (Do pobedata i po nea, R: Žika Mitrović, YUG 1966) mit Aleksandar Gavrić, Janez Vrhovec
- Bitter war der Sieg (Bitter Victory, R: Nicholas Ray, FRA/USA 1957) mit Richard Burton, Curd Jürgens, Christopher Lee
- Blaue Jungs (R: Wolfgang Schleif, BRD 1957) mit Walter Giller und Claus Biederstaedt
- Blitzkrieg: Escape from Stalag 69 (Blitzkrieg: Escape from Stalag 69, R: Keith J. Crocker, USA 2008) mit Tatyana Kot, Steve Montague, Wayne Chang, Minerva Borack, Brandon Slagle
- Blockade Teil 1–4 (Blokada: Luzhskiy rubezh, Pulkovskiy meredian, R: Michail Jerschow, SUN 1974) Teil 1: Frontlinie Luga, Teil 2: Der Meridian von Pulkowo, Teil 3: Leningrader Metronom, Teil 4: Operation „Iskra“, mit Yuri Solomin, Yevgeni Lebedev
- Blutiger Strand (Beach Red, R: Cornel Wilde, USA 1967) mit Cornel Wilde, Rip Torn, Burr DeBenning, Patrick Wolfe
- Bon Voyage (R: Jean-Paul Rappeneau, FRA 2003) mit Isabelle Adjani, Gérard Depardieu, Virginie Ledoyen
- Botschafter in Moskau (Mission to Moscow, R: Michael Curtiz, USA 1943) mit Walter Huston, Ann Harding, Gene Lockhart
- Brennt Paris? (Paris brûle-t-il?, R: René Clément, FRA/USA 1966) mit Jean-Paul Belmondo, Charles Boyer, Leslie Caron
- Brestskaja krepost (Брестская крепость, R: Alexander Kott, RUS 2010) mit Pawel Derewjanko, Andrej Merzlikin, Alexander Korschunow, Jewgenij Zyganow, Johann Bott
- Briefe aus Stalingrad, auch: „In der weißen Hölle hatten Tote keinen Namen“ (Lettres de Stalingrad, R: Gilles Katz, FRA 1969) mit Alberto Cavalcanti, James Cellier, Paul Crauchet
- Brombeerzeit (The Land Girls, R: David Leland, GBR/FRA 1998) mit Catherine McCormack, Rachel Weisz, Anna Friel
- Crash Dive (Crash Dive, R: Archie Mayo, USA 1943) mit Tyrone Power, Anne Baxter, Dana Andrews, James Gleason
- Catch-22 – Der böse Trick (Catch-22, R: Mike Nichols, USA 1970) mit Martin Balsam, Richard Benjamin, Art Garfunkel
- Catch-22 (Catch-22, Schöpfer: Luke Davies und David Michôd, USA 2019) 6-teilige Miniserie mit George Clooney, Christopher Abbott, Kyle Chandler, Rafi Gavron, Graham Patrick Martin, Lewis Pullman
- Colditz (Colditz, Schöpfer: Brian Degas und andere, GBR 1972–1974) 28-teilige Fernsehserie mit David McCallum, Richard Heffer, Bernard Hepton, Hans Meyer, Robert Wagner
- Colditz – Flucht in die Freiheit (Colditz, R: Stuart Orme, GBR 2005) mit Damian Lewis, Sophia Myles, Tom Hardy, Guy Henry
- Colonel von Ryans Express (Von Ryan’s Express, R: Mark Robson, USA 1965) mit Frank Sinatra, Trevor Howard
- Commandos (Commandos, R: Armando Crispino, ITA/BRD 1968) mit Lee Van Cleef, Jack Kelly, Giampiero Albertini, Götz George, Joachim Fuchsberger, Heinz Reincke, Otto Stern, Helmut Schmid
- Commandos Strike at Dawn (Commandos Strike at Dawn, R: John Farrow, USA 1942) mit Paul Muni, Anna Lee, Lillian Gish, Cedric Hardwicke, Robert Coote, Ray Collins, Alexander Knox
- Corellis Mandoline (Captain Corelli’s Mandolin, R: John Madden, USA/GBR/FRA 2001) mit Nicolas Cage, Penélope Cruz, John Hurt, Christian Bale, Irene Papas, David Morrissey
- Corregidor (Corregidor, R: William Nigh, USA 1943) mit Otto Kruger, Elissa Landi, Donald Woods, Frank Jenks, Rick Vallin
- Dark Blue World (Tmavomodrý svět, R: Jan Sverák, CZE 2001) mit Ondřej Vetchý, Kryštof Hádek, Tara Fitzgerald
- Das alte Gewehr, auch: „Abschied in der Nacht“ (Le vieux fusil, R: Robert Enrico, FRA/BRD 1975) mit Romy Schneider, Philippe Noiret, Joachim Hansen, Karl-Michael Vogler, Jean Bouise
- Das Boot (R: Wolfgang Petersen, BRD 1981) mit Jürgen Prochnow, Martin Semmelrogge, Herbert Grönemeyer, Uwe Ochsenknecht, Klaus Wennemann, Heinz Hoenig
- Das dreckige Dutzend (The Dirty Dozen, R: Robert Aldrich, USA 1967) mit Lee Marvin, Ernest Borgnine, Charles Bronson, Telly Savalas, Donald Sutherland, Jim Brown, John Cassavetes
- Das Geheimnis von Santa Vittoria (The Secret of Santa Vittoria, R: Stanley Kramer, USA 1969) mit Anthony Quinn, Hardy Krüger
- Das letzte U-Boot (R: Frank Beyer, DEU/AUT/USA/JPN 1993) mit Ulrich Mühe, Ulrich Tukur, Manfred Zapatka, Kaoru Kobayashi
- Das Mädchen mit dem roten Haar (Het meisje met het rode haar, R: Ben Verbong, NLD 1981) mit Renée Soutendijk, Loes Luca
- Das Massaker von Katyn (Katyń, R: Andrzej Wajda, POL 2007) mit Artur Żmijewski, Maja Ostaszewska, Andrzej Chyra
- Das Reich der Sonne (Empire of the Sun, R: Steven Spielberg, USA 1987) mit Christian Bale, John Malkovich, Ben Stiller
- Das Schloß in den Ardennen (Castle Keep, R: Sydney Pollack, USA 1969) mit Burt Lancaster, Patrick O’Neal
- Das Sonderkommando (Operation Daybreak, auch: Operation: Daybreak, auch: Price of Freedom, auch: The Price of Freedom R: Lewis Gilbert, USA/CSK/GBR 1975) mit Timothy Bottoms, Martin Shaw, Joss Ackland, Nicola Pagett, Anthony Andrews
- Das Tribunal (Hart’s War, R: Gregory Hoblit, USA 2002) mit Bruce Willis, Colin Farrell, Terrence Howard, Cole Hauser, Linus Roache
- Das Wespennest (Hornets’ Nest, R: Phil Karlson, Franco Cirino, USA/ITA 1970) mit Rock Hudson, Sylva Koscina
- De Bunker (De Bunker, auch: De Bunker: Het verhaal van Gerrit Kleinveld R: Gerard Soeteman, NLD 1992) mit Thom Hoffman, Huub van der Lubbe, Dolf de Vries, Geert Lageveen
- … denn der Wind kann nicht lesen (The Wind Cannot Read, R: Ralph Thomas, GBR 1958) mit Dirk Bogarde, Yoko Tani, Ronald Lewis, John Frazer, Anthony Bushell, Marne Maitland
- Der 7. Dezember (December 7th, R: John Ford, Gregg Toland, USA 1943) mit Walter Huston, Harry Davenport, Dana Andrews
- Der 20. Juli (R: Falk Harnack, BRD 1955) mit Wolfgang Preiss, Annemarie Düringer, Robert Freitag, Fritz Tillmann, Paul Esser
- Der Adler ist gelandet (The Eagle Has Landed, R: John Sturges, USA 1976) mit Michael Caine, Donald Sutherland, Robert Duvall
- Der Admiral (The Gallant Hours, R: Robert Montgomery, USA 1960) mit James Cagney, Dennis Weaver, Ward Costello, Vaughn Taylor, Richard Jaeckel, Les Tremayne, Karl Swenson
- Der Anschlag (De aanslag, R: Fons Rademakers, NLD 1986) mit Derek de Lint, Marc van Uchelen, Monique van de Ven
- Der Arzt von Stalingrad (R: Géza von Radványi, BRD 1958) mit O. E. Hasse, Eva Bartok, Hannes Messemer, Mario Adorf
- Der Assisi Untergrund, auch: „Die Verschwörung von Assisi“, auch: „Die Untergrundbewegung von Assisi“ (The Assisi Underground, R: George Seaton, USA/ITA 1985) mit Ben Cross, James Mason, Irene Papas, Maximilian Schell, Karlheinz Hackl
- Der Aufenthalt (R: Frank Beyer, DDR 1983) mit Sylvester Groth, Fred Düren, Klaus Piontek, Matthias Günther, Horst Hiemer
- Der Bunker (The Bunker, R: George Schaefer, FRA/USA 1981) mit Anthony Hopkins, Richard Jordan, Michael Lonsdale
- Der englische Patient (The English Patient, R: Anthony Minghella, USA/GBR 1996) mit Ralph Fiennes, Colin Firth
- Der Fall Gleiwitz (R: Gerhard Klein, DDR 1961) mit Hannjo Hasse, Herwart Grosse, Hilmar Thate, Georg Leopold, Wolfgang Kalweit
- Der Fall von Berlin (Padenije Berlina, R: Micheil Tschiaureli, UdSSR 1949/50, 2 Teile) mit Micheil Gelowani und Boris Fjodorowitsch Andrejew
- Der Fuchs von Paris (R: Paul May, BRD/FRA 1957) mit Martin Held, Marianne Koch, Hardy Krüger, Michel Auclair, Viktor Staal
- Der Geschmack der Hölle (A Taste of Hell, R: Basil Bradbury, USA/PHL 1973) mit John Garwood, Liza Lorena, Lloyd Kino
- Der große Atlantik (The Cruel Sea, R: Charles Frend, GBR 1952) mit Jack Hawkins, Donald Sinden, John Stratton, Denholm Elliott
- Der Hauptmann (R: Robert Schwentke, DEU 2017) mit Max Hubacher, Milan Peschel, Frederick Lau
- Der Held von Burma (Objective, Burma!, R: Raoul Walsh, USA 1945) mit Errol Flynn, William Prince, James Brown, Henry Hull
- Der Held von Mindanao (American Guerrilla in the Philippines, R: Fritz Lang, USA 1950) mit Tyrone Power, Micheline Presle
- Der Kommandeur (Twelve O’Clock High, R: Henry King, USA 1949) mit Gregory Peck, Hugh Marlowe, Gary Merrill
- Der lange Weg nach Cardiff (The Long Voyage Home, R: John Ford, USA 1940) mit John Wayne, Thomas Mitchell, Ian Hunter
- Der längste Tag (The Longest Day, R: Andrew Marton/Ken Annakin/Bernhard Wicki, USA 1962) mit Eddie Albert, Paul Anka, Curd Jürgens, Richard Burton, Gert Fröbe, Sean Connery
- Der Lebensborn, auch: „Lebensborn – Gestohlene Liebe“ (Pramen zivota, R: Milan Cieslar, CZE 2000) mit Monika Hilmerová
- Der letzte Akt (R: Georg Wilhelm Pabst, DEU/AUT 1955) mit Albin Skoda, Oskar Werner, Lotte Tobisch, Willy Krause
- Der Mann mit der stählernen Klaue, auch: „Pazifik-Kommando“ (The Steel Claw, R: George Montgomery, USA 1961) mit George Montgomery, Charito Luna, Mario Barri, Paul Sorensen
- Der Mann, den es nie gab (The Man Who Never Was, R: Ronald Neame, GBR 1956) mit Clifton Webb, Gloria Grahame
- Der schmale Grat (The Thin Red Line, R: Terrence Malick, USA 1997) mit Sean Penn, Adrien Brody, James Caviezel, Ben Chaplin
- Der Seefuchs, auch: „Der See-Fuchs“ (The Sea Chase, R: John Farrow, USA 1955) mit John Wayne, Lana Turner, David Farrar
- Der Soldat James Ryan (Saving Private Ryan, R: Steven Spielberg, USA 1998) mit Tom Hanks, Vin Diesel, Matt Damon
- Der Stern von Afrika, auch: „Hauptmann Marseille“ (R: Alfred Weidenmann, DEU/ESP 1957) mit Joachim Hansen, Marianne Koch, Hansjörg Felmy, Horst Frank, Peer Schmidt, Carl Lange
- Der Überfall (De Overval, R: Paul Rotha, NLD 1962) mit Rob de Vries, Kees Brusse, Yoka Berretty, Frans Kokshoorn
- Der Untergang (R: Oliver Hirschbiegel, DEU 2004) mit Bruno Ganz, Alexandra Maria Lara, Corinna Harfouch, Götz Otto
- Der Weg zurück, auch: „Zwischen den Fronten“ (Tutti a casa, R: Luigi Comencini, ITA/FRA 1960) mit Alberto Sordi, Eduardo De Filippo, Serge Reggiani, Martin Balsam, Alex Nicol, Carla Gravina
- Der wilde Haufen von Navarone, auch: „Force 10 – Die Spezialeinheit“ (Force 10 from Navarone, R: Guy Hamilton, GBR 1978) mit Robert Shaw, Harrison Ford, Franco Nero
- Der Zug (The Train, R: John Frankenheimer, USA/ITA/FRA 1964) mit Burt Lancaster, Paul Scofield, Jeanne Moreau
- Des Teufels General (R: Helmut Käutner, BRD 1955) mit Curd Jürgens, Marianne Koch, Viktor de Kowa, Karl John
- Deutschland, bleiche Mutter (R: Helma Sanders-Brahms, BRD 1980) mit Eva Mattes, Ernst Jacobi, Elisabeth Stepanek
- Die Abendgesellschaft (Serata, R: Malvina Ursianu, ROU 1971) mit George Calboreanu, Ilarion Ciobanu, Cornel Coman, Alexandru Dragan, Ion Fintesteanu, Silvia Ghelan, Mihaela Juvara
- Die Abenteuer des Werner Holt (R: Joachim Kunert, DDR 1965) mit Klaus-Peter Thiele, Manfred Karge, Arno Wyzniewski
- Die Abrechnung (Răsare soarele, R: Dinu Negreanu, ROU 1954) mit George Vraca, Corina Constantinescu, Andrei Codarcea, Nucu Păunescu, Marga Barbu, Constantin Codrescu, Iurie Darie
- Die Abteilung (Otrjad, R: Alexei Simonow, SUN 1984) mit Michail Morosow, Jakow Stepanow, Alexander Feklistow
- Die Aktion (Akzija, R: Wladimir Schamschurin, SUN 1987) mit Georgi Jumatow, Alexander Nowikow, Oleg Strishenow, Boris Galkin, Jekaterina Wassiljewa, Boris Nikiforov, Vitaliy Zikora
- Die Auserwählten – Helden des Widerstands (Chosen, R: Jasmin Dizdar, Großbritannien 2016) mit Luke Mably, Ana Ularu, Tomasz Aleksander, Jordan Renzo, Freddie Fuller, Sam Churchill, Luke Jerdy
- Die Befreiung Prags (Osvobození Prahy, R: Otakar Vávra, CSK 1970) mit Vladimír Smeral, Frantisek Vicena, Gunnar Möller
- Die besten Jahre unseres Lebens (The Best Years of Our Lives, R: William Wyler, USA 1946) mit Fredric March, Dana Andrews
- Die Bombe (Day One, R: Joseph Sargent, USA 1989) Fernsehfilm mit Brian Dennehy, David Strathairn, Michael Tucker, Hal Holbrook, Hume Cronyn, Richard Dysart, Barnard Hughes
- Die Brücke (R: Arthur Pohl, Deutschland 1949) mit Karl Hellmer, Fritz Wagner, Jeanette Schultze, Arno Paulsen, Steffie Spira
- Die Brücke (R: Bernhard Wicki, BRD 1959) mit Folker Bohnet, Fritz Wepper, Cordula Trantow, Volker Lechtenbrink
- Die Brücke (R: Wolfgang Panzer, DEU 2008) mit François Goeske, Franka Potente, Lars Steinhöfel, Robert Höller
- Die Brücke am Kwai (The Bridge On The River Kwai, R: David Lean, USA 1957) mit Alec Guinness, William Holden
- Die Brücke von Arnheim (A Bridge Too Far, R: Richard Attenborough, USA/GBR 1977) mit Dirk Bogarde, James Caan
- Die Brücke von Remagen (The Bridge At Remagen, R: John Guillermin, USA 1969) mit George Segal, Robert Vaughn
- Die Caine war ihr Schicksal (The Caine Mutiny, R: Edward Dmytryk, USA 1954) mit Humphrey Bogart, José Ferrer, T. Tully
- Die Ehre zu fliegen (The Tuskegee Airmen, R: Robert Markowitz, USA 1995) Fernsehfilm mit Laurence Fishburne, Allen Payne, Malcolm-Jamal Warner, Courtney B. Vance, Cuba Gooding junior
- Die erste Polka (R: Klaus Emmerich, BRD 1979) mit Maria Schell, Erland Josephson, Guido Wieland, Ernst Stankovski
- Die Flucht (R: Kai Wessel, DEU 2007) mit Maria Furtwängler, Jürgen Hentsch, Jean-Yves Berteloot, Max von Thun
- Die gefrorenen Blitze (R: János Veiczi, DDR 1967) mit Alfred Müller, Leon Niemczyk, Dietrich Körner, Emil Karewicz
- Die gelbe Hölle, auch: „Die gelbe Hölle vom Kwai“ (The Camp on Blood Island, R: Val Guest, GBR 1958) mit André Morell, Carl Möhner, Walter Fitzgerald, Phil Brown, Barbara Shelley
- Die Glorreichen (Les Morfalous, R: Henri Verneuil, FRA 1984) mit Jean-Paul Belmondo, Michel Constantin, Michel Creton
- Die große Hoffnung, auch: „Gefangen in der Tiefe“ (La grande speranza, R: Duilio Coletti, ITA 1954) mit Lois Maxwell, Renato Baldini, Carlo Bellini, Earl Cameron, Aldo Bufi Landi, Henri Vidon
- Die große Offensive (Il grande attacco, R: Umberto Lenzi, ITA/BRD/YUG 1978) mit Helmut Berger, Samantha Eggar, Giuliano Gemma, J. Huston, Stacy Keach, Orson Welles, Henry Fonda
- Die grünen Teufel vom Mekong, auch: „Soldier – Die durch die Hölle gehen“ (Attack Force Z, auch: Z-tzu te kung tui, R: Tim Burstall, AUS/TWN 1982) mit John Phillip Law, Mel Gibson
- Die Gustloff (R: Joseph Vilsmaier, DEU 2008) mit Kai Wiesinger, Heiner Lauterbach, Valerie Niehaus, Francis Fulton-Smith
- Die im Dreck krepieren, auch: „Gott mit uns“, auch: „Blutiger Staub“ (Dio è con noi, R: Giuliano Montaldo YUG/ITA 1969) mit Franco Nero, Richard Johnson, Larry Aubrey, Helmuth Schneider
- … die im Staub verbluten (Warkill, R: Ferde Grofé Jr., USA/PHL 1968) mit George Montgomery, Tom Drake, Conrad Parham
- Die ins Gras beißen (Hell Is for Heroes, R: Don Siegel, USA 1961) mit Steve McQueen, James Coburn, Bobby Darin
- Die jungen Löwen (The Young Lions, R: Edward Dmytryk, USA 1958) mit Marlon Brando, Dean Martin, Maximilian Schell
- Die Kanonen von Navarone (The Guns of Navarone, R: J. Lee Thompson, GBR/USA 1961) mit Gregory Peck, David Niven
- Tobruk (R: Arthur Hiller, USA 1967) mit Rock Hudson, George Peppard, Nigel Green, Guy Stockwell
- Die Lebenden und die Toten (Schiwye i mjortwye, R: Alexander Stolper, SUN 1963) mit Kirill J. Lawrow, Anatoli Papanow
- Die Lebenden und die Toten (Zivi i mrtvi, R: Kristijan Milic, HRV/BIH 2007) mit Filip Sovagovic, Velibor Topic, Slaven Knezovic
- Die letzte Fahrt der Bismarck (Sink the Bismarck!, R: Lewis Gilbert, GBR 1960) mit Kenneth More, Dana Wynter, Carl Möhner
- Die letzten Glühwürmchen (Hotaru no haka, R: Isao Takahata, JPN 1988) – Animationsfilm
- Die letzte Schlacht (Battle of the Bulge, R: Ken Annakin, USA 1965) mit Henry Fonda, Charles Bronson, Telly Savalas
- Die letzte Schlacht (Fernsehfilm) (R: Hans-Christoph Blumenberg, DEU 2005) mit Tim Bergmann, Fabian Busch, Anna Maria Mühe
- Die Nackten und die Toten (The Naked and the Dead, R: Raoul Walsh, USA 1958) mit Aldo Ray, Cliff Robertson
- Die Nadel (Eye of the Needle, R: Richard Marquand, GBR 1981) mit Donald Sutherland, Kate Nelligan, Christopher Cazenove
- Die Nacht der Generale (The Night Of The Generals, R: Anatole Litvak, GBR/FRA 1966) mit Peter O’Toole, Omar Sharif
- Die Nichte – Hitlers verbotene Liebe (Uncle Adolf, R: Nicholas Renton, GBR 2005) mit Ken Stott, Christine Tremarco
- Die Schlacht an der Neretva (Bitka na Neretvi, R: Veljko Bulajić, YUG/BRD/ITA 1969) mit Yul Brynner, Hardy Krüger
- Die Schlacht von Hawaii und in der Malaien-See (Hawai Mare oki kaisen. R: Kajirô Yamamoto, JPN 1942) mit Susumu Fujita, Setsuko Hara, Fumito Matsuo, Kunio Mita, Denjirô Ôkôchi
- Die schwarzen Teufel von El Alamein (Sea of Sand, R: Guy Green, GBR 1958) mit Richard Attenborough, John Gregson
- Die Teufelsbrigade (The Devil’s Brigade, R: Andrew V. McLaglen, USA 1968) mit William Holden, Cliff Robertson, Vince Edwards, Andrew Prine, Jeremy Slate, Claude Akins, Jack Watson
- Die Wüstenratten (The Desert Rats, R: Robert Wise, USA 1953) mit James Mason, Richard Burton, Robert Newton, Torin Thatcher
- Die Zwillinge (De Tweeling, R: Ben Sombogaart, NLD 2002) mit Nadja Uhl, Thekla Reuten, Roman Knižka, Markus von Lingen
- Division Brandenburg (R.: Harald Philipp, BRD 1960, mit Heinz Weiss und Hanns Ernst Jäger)
- Don Winslow of the Coast Guard (Don Winslow of the Coast Guard, R: Lewis D. Collins, Ray Taylor, USA 1943) 13-teilige Filmreihe mit Don Terry, Walter Sande, Elyse Knox, Philip Ahn, June Duprez, Edgar Dearing, Lionel Royce, Charles Wagenheim
- Dr. Johnsons Heimkehr (Homecoming, R: Mervyn LeRoy, USA 1948) mit Clark Gable, Lana Turner, Anne Baxter, John Hodiak
- Dr. Wassells Flucht aus Java, auch: „Flucht aus Java“ (The Story of Dr. Wassell, R: Cecil B. DeMille, USA 1944) mit Gary Cooper, Laraine Day, Signe Hasso, Dennis O’Keefe, Carol Thurston
- Drei kehrten heim (Three Came Home, R: Jean Negulesco, USA 1950) mit Claudette Colbert, Patric Knowles, Sessue Hayakawa
- Dresden (R: Roland Suso Richter, DEU 2005) Zweiteiler mit Felicitas Woll, Benjamin Sadler, John Light, Heiner Lauterbach
- Du warst unser Kamerad, auch: „Todeskommando“, auch: „Todeskommando Iwo Jima“, auch: „Iwo Jima, die große Schlacht“ (Sands of Iwo Jima, R: Allan Dwan, USA 1949) mit John Wayne, John Agar, Adele Mara, Forrest Tucker, Hal Baylor, Arthur Franz
- Duell – Enemy at the Gates (Enemy at the Gates, R: Jean-Jacques Annaud, USA/DEU/GBR/IRL 2001) mit Jude Law, Joseph Fiennes, Ed Harris, Rachel Weisz, Bob Hoskins
- Duell im Atlantik (The Enemy Below, R: Dick Powell, USA 1957) mit Robert Mitchum, Curd Jürgens, David Hedison
- Dünkirchen (Dunkirk, R: Leslie Norman, GBR 1958) mit John Mills, Richard Attenborough, Robert Urquhart, Meredith Edwards
- Dünkirchen, 2. Juni 1940 (Week-end à Zuydcoote, R: Paul Dufour, Henri Verneuil, FRA/ITA 1964) mit Jean-Paul Belmondo, Gerry Lopez, Jean-Pierre Marielle, François Périer, Pierre Mondy
- Dunkirk (R: Christopher Nolan, GBR, USA, FRA, NLD) mit Fionn Whitehead, Tom Glynn-Carney, Jack Lowden, Harry Styles, Kenneth Branagh, Cillian Murphy, Tom Hardy
- Ein dreckiger Haufen (Play Dirty, R: André De Toth, GBR 1969) mit Michael Caine, Nigel Davenport, Nigel Green, Harry Andrews
- Ein Fetzen Leben (The Bold and the Brave, R: Lewis R Foster, USA 1956) mit Wendell Corey, Mickey Rooney, Don Taylor
- Ein Haufen verwegener Hunde, auch: „Inglorious Bastards – Das Original“ (Quel maledetto treno blindato, R: Enzo G. Castellari, ITA 1978) mit Bo Svenson, Raimund Harmstorf, Fred Williamson
- Ein Menschenschicksal (Sudba cheloveka, R: Sergei Bondartschuk, SUN 1943) mit S. Bondartschuk, Pawel Wolkow
- Einer kam durch (The One That Got Away, R: Roy Ward Baker, GBR 1957) mit Hardy Krüger, Michael Goodliffe, Colin Gordon
- Einsatz im Nordatlantik, auch: „Unterwegs nach Murmansk“ (Action in the North Atlantic, R: Lloyd Bacon, USA 1943) mit Humphrey Bogart, Raymond Massey, Alan Hale, Julie Bishop
- Einsatzkommando Seewölfe (Highest Honor, auch: The Highest Honor: A True Story, auch: The Southern Cross, auch: Southern Cross, auch: Minami juisei, R: Peter Maxwell, Seiji Maruyama, AUS/JPN 1982) mit Michael Aitkens, Craig Ballard, Vincent Ball, James Belton, Steve Bisley, Tony Bonner, Warren Coleman
- Eiskalt in Alexandrien – Feuersturm über Afrika, auch: „Eiskalt in Alexandrien“, auch: „Feuersturm über der Cyreneika“ (Ice-Cold in Alex, R: J. Lee Thompson, GBR 1958) mit John Mills, Sylvia Syms, Anthony Quayle, Harry Andrews, Richard Leech
- El Alamein (El Alamein, auch: El Alamein – The Line of Fire, R: Enzo Monteleone, ITA 2002) mit Paolo Briguglia, Pierfrancesco Favino, Luciano Scarpa, Emilio Solfrizzi, Thomas Trabacchi
- Enigma – Das Geheimnis (Enigma, R: Michael Apted, USA/GBR/DEU 2001) mit Dougray Scott, Kate Winslet
- Entscheidung vor Morgengrauen (Decision Before Dawn, R: Anatole Litvak, USA 1951) mit Richard Basehart, Oskar Werner
- Erster Sieg (In Harm’s Way, R: Otto Preminger, USA 1965) mit John Wayne, Kirk Douglas, Patricia Neal, Tom Tryon
- Everyman’s War – Hölle in den Ardennen (Everyman’s War, R: Thad Smith, USA 2009) mit Cole Carson, Lauren Bair, Michael J. Prosser, Thad Smith, Sean Mcgrath, Eric Martin Reid
- Fabrik der Offiziere (R: Frank Wisbar, BRD 1960) mit Helmut Griem, Horst Frank, Carl Lange, Peter Carsten, Karl John
- Fabrik der Offiziere (R: Wolf Vollmar, BRD/CSK 1989) Vierteilige Miniserie mit Manfred Zapatka, Thomas Holtzmann, Brigitte Karner, Karl Walter Diess, Sigmar Solbach, Christian Rode
- Farewell to the King, auch: „Farewell to the King – Sie nannten ihn Leroy“, auch: „Der Dschungelkönig von Borneo“ (Farewell to the King, R: John Milius, USA 1989) mit Nick Nolte, Nigel Havers, Frank McRae, Aki Aleong, Gerry Lopez, Marilyn Tokuda
- Feinde von gestern (Yesterday’s Enemy, R: Val Guest, GB 1959) mit Stanley Baker, Guy Rolfe, Leo McKern, Gordon Jackson
- Female Agents – Geheimkommando Phoenix (Les femmes de l’ombre, R: Jean-Paul Salomé, FRA 2008) mit Sophie Marceau, Julie Depardieu, Marie Gillain, Déborah François, Moritz Bleibtreu
- Feuermeister Kalen (Ogniomistrz Kalen, R: Czeslaw Petelski, Ewa Petelski, POL 1961, mit Wieslaw Golas, Leon Niemczyk)
- Feuertaufe Invasion (Thunderbirds, R:John H. Auer, USA 1952) mit John Derek, John Drew Barrymore, Mona Freeman, Gene Evans
- Flags of Our Fathers (Flags of Our Fathers, R: Clint Eastwood, USA 2006) mit Ryan Phillippe, Adam Beach, Jesse Bradford
- Flammen über Fernost (The Purple Plain, R: Robert Parrish, GBR 1954) mit Gregory Peck, Win Min Than, Bernard Lee
- Flucht aus der Hölle (Seven Women from Hell, R: Robert D. Webb, USA 1961) mit Patricia Owens, Denise Darcel, Cesar Romero, John Kerr, Margia Dean, Yvonne Craig, Pilar Seurat
- Flucht nach Athena, auch: „Helden ohne Gnade“ (Escape to Athena, R: George P. Cosmatos, GBR 1979) mit Roger Moore, Telly Savalas, David Niven, Stefanie Powers, Claudia Cardinale
- Flucht oder Sieg (Victory, R: John Huston, USA 1981) mit Michael Caine, Sylvester Stallone, Max von Sydow, Pelé
- Froschmann Crabb (The Silent Enemy, R.: William Fairchild, GB 1958), mit Laurence Harvey, Dawn Addams, John Clements
- Froschmänner (The Frogmen, R: Lloyd Bacon, USA 1951) mit Richard Widmark, Dana Andrews, Robert Wagner, Gary Merrill
- Fünf Gräber bis Kairo (Five Graves to Cairo, R: Billy Wilder, USA 1943) mit Franchot Tone, Anne Baxter, Erich von Stroheim
- Furyo – Merry Christmas, Mr. Lawrence (Merry Christmas, Mr. Lawrence, R: Nagisa Ōshima, GBR/JPN/NZL 1983) mit David Bowie, Tom Conti, Ryūichi Sakamoto, Takeshi Kitano
- Garrison’s Gorillas (Garrison’s Gorillas, Schöpfer: Mort Green, USA 1967–1968) 26-teilige Fernsehserie mit Ron Harper, Cesare Danova, Christopher Cary, Rudy Solari, Brendon Boone
- Geheimaktion Crossbow (Operation Crossbow, R: Michael Anderson, GBR 1965) mit George Peppard, Sophia Loren
- Geheimkommando, auch: „Geheimkommando im Pazifik“ (Up Periscope, R: Gordon Douglas, USA 1959) mit James Garner
- Geheimkommando Bumerang (TV-DDR 1966, 3 Teile, mit Alfred Müller, Günter Schoß, Erik S. Klein, R: Helmut Krätzig)
- Gesprengte Ketten (The Great Escape, R: John Sturges, USA 1963) mit Steve McQueen, James Garner, Richard Attenborough
- Guadalkanal – die Hölle im Pazifik (Guadalcanal Diary. R: Lewis Seiler, USA 1943) mit Roy Roberts, Lloyd Nolan, William Bendix
- Haie und kleine Fische (R: Frank Wisbar, BRD 1957) mit Hansjörg Felmy, Sabine Bethmann, Wolfgang Preiss, Siegfried Lowitz
- Herz aus Stahl (Fury, R: David Ayer, USA 2014) mit Brad Pitt, Shia LaBeouf, Logan Lerman, Michael Peña, Jon Bernthal
- Himmelfahrtskommando (The Cockleshell Heroes, R: José Ferrer, GBR 1955) mit José Ferrer, Trevor Howard, Dora Bryan, Victor Maddern, Anthony Newley, David Lodge, Percy Herbert
- Hitler, ein Film aus Deutschland (R: Hans-Jürgen Syberberg, BRD/GBR/FRA 1977) mit André Heller, Peter Kern, Hellmut Lange, Harry Baer, Heinz Schubert, Rainer von Artenfels
- Hitler – Die letzten zehn Tage (Hitler – The Last Ten Days auch: Gli ultimi dieci giorni di Hitler, R: Ennio De Concini, GBR/ITA 1972) mit Alec Guinness, Adolfo Celi, Doris Kunstmann
- Hitlerjunge Salomon (R: Agnieszka Holland, DEU/FRA 1990) mit Marco Hofschneider, Julie Delpy, René Hofschneider
- Hunde, wollt ihr ewig leben (R: Frank Wisbar, BRD 1959) mit Joachim Hansen, Ernst Wilhelm Borchert, Wolfgang Preiss
- Ich war neunzehn (R: Konrad Wolf, DDR 1968) mit Jaecki Schwarz, Wassili Liwanow, Jenny Gröllmann,
- Ilsa, She Wolf of the SS (Ilsa, She Wolf of the SS, R: Don Edmonds, USA/BRD 1975) mit Dyanne Thorn, Gregory Knoph
- Im Morgengrauen brach die Hölle los (Raid on Rommel, R: Henry Hathaway, USA 1971) mit Richard Burton, John Colicos, Clinton Greyn, Wolfgang Preiss, Danielle De Metz, Karl-Otto Alberty
- Im Morgengrauen ist es noch still (A sori sdes tichije, R: Stanislaw Rostozki, SUN 1972) mit Andrei Martynow, Olga Ostroumowa, Irina Schewtschuk, Irina Dolganowa
- Im Netz der Abwehr (Underground, R: Arthur H. Nadel, GBR/USA 1970) mit Robert Goulet, Danièle Gaubert, Lawrence Dobkin
- In die japanische Sonne (Air Force, R: Howard Hawks, USA 1943) mit John Garfield, Sydney Greenstreet, Arthur Kennedy
- Inglourious Basterds (Inglourious Basterds, R: Quentin Tarantino, USA 2009) mit Brad Pitt, Mélanie Laurent, Til Schweiger
- Inside the Third Reich (Inside the Third Reich, R: Marvin J. Chomsky, USA 1982) mit Rutger Hauer, John Gielgud, Maria Schell, Ian Holm, Elke Sommer, Derek Jacobi, Trevor Howard
- Into the Storm (Into the Storm, R: Thaddeus O’Sullivan, GBR/USA 2009) Fernsehfilm mit Brendan Gleeson, Len Cariou
- Italiani brava gente (Oni shli na vostok, R: Giuseppe De Santis, ITA/SUN 1964) mit Arthur Kennedy, Zhanna Prokhorenko, Peter Falk, Tatyana Samojlova, Raffaele Pisu, Andrea Checchi
- Kampfgeschwader 633 (633 Squadron, R: Walter Grauman, GBR/USA 1964) mit Cliff Robertson, George Chakiris, Maria Perschy
- Keinen Groschen für die Ewigkeit (Force of Arms, auch: A Girl for Joe, R: Michael Curtiz, USA 1951) mit William Holden, Nancy Olson, Frank Lovejoy, Dick Wesson, Katherine Warren
- Kennwort „Schweres Wasser“ (The Heroes of Telemark, R: Anthony Mann, GBR 1965) mit Kirk Douglas, Richard Harris
- Kesselschlacht (Battleground, R: William A. Wellman, USA 1949) mit John Hodiak, Van Johnson, Ricardo Montalbán, Leon Ames
- Königstiger vor El Alamein (La battaglia di El Alamein, R: Giorgio Ferroni, ITA/FRA 1969) mit Frederick Stafford, George Hilton, Michael Rennie, Marco Guglielmi, Ettore Manni, Gérard Herter
- Komm und sieh, auch: „Geh und sieh“ (Idi i smotri, R: Elem Klimov, SUN 1985) mit Alexei Krawtschenko, Olga Mironowa
- Korvette K 225 (Corvette K-225, R: Richard Rosson, USA 1943) mit Randolph Scott, James Brown, Ella Raines, Andy Devine
- La bestia in calore (La bestia in calore, auch: Horrifying Experiments of S.S. Last Days, auch: S.S. Experiment Camp 2, auch: Beast in Heat, R: Luigi Batzella, ITA 1977) mit Macha Magall, Gino Turini, Edilio Kim, Xiro Papas, Salvatore Baccaro
- Letters from Iwo Jima (Letters from Iwo Jima, R: Clint Eastwood, USA 2006) mit Ken Watanabe, Kazunari Ninomiya
- Landung in Salerno (A Walk in the Sun, R: Lewis Milestone, USA 1945) mit Dana Andrews, Richard Conte, George Tyne, John Ireland, Lloyd Bridges, Sterling Holloway, Richard Benedict
- Luftschlacht um England (Battle of Britain, R: Guy Hamilton, GBR 1969) mit Harry Andrews, Michael Caine, Curd Jürgens
- Luftwaffenhelfer (R: Volker Vogeler, BRD 1980) mit Till Topf, René Schell, Christoph Eichhorn, Marco Kröger, Klaus-Peter Grap
- MacArthur – Held des Pazifik (MacArthur, R: Joseph Sargent, USA 1977) mit Gregory Peck, Ward Costello, Ed Flanders
- Man wird nicht als Soldat geboren (Wosmesdije, R: Alexander Stolper, SUN 1967) mit Kirill Jurjewitsch Lawrow, Anatoli Papanow, Ljudmila Krylowa
- Mai 1943 – Die Zerstörung der Talsperren (The Dam Busters, R: Michael Anderson, GBR 1954) mit Michael Redgrave, Richard Todd, Ursula Jeans, Charles Carson, Basil Sydney, Derek Farr
- Malta Story (Malta Story, R: Brian Desmond Hurst, GBR 1953) mit Alec Guinness, Jack Hawkins, Anthony Steel, Muriel Pavlow
- Marsch durch die Hölle (A Town Like Alice, R: Jack Lee, GBR 1956) mit Virginia McKenna, Peter Finch, Kenji Takaki, Tran Van Khe, Jean Anderson, Marie Lohr, Maureen Swanson, John Fabian
- Massacre Harbor (Massacre Harbor, R: John Peyser, USA 1968) mit Christopher George, Gary Raymond, Lawrence P. Casey, Justin Tarr, Stanley Adams, John Anderson, Claudine Longet
- Max Manus (Max Manus, auch: Max Manus: Man of War, R: Joachim Rønning, Espen Sandberg, NOR/DAN/DEU 2008) mit Aksel Hennie, Agnes Kittelsen, Nicolai Cleve Broch, Ken Duken
- Memphis Belle (Memphis Belle, R: Michael Caton-Jones, GBR 1990) mit Matthew Modine, Eric Stoltz, Tate Donovan, Billy Zane
- Mensch und Bestie (R: Edwin Zbonek, BRD/YUG 1963) mit Götz George, Günther Ungeheuer, Helmut Oeser, Kurt Sobotka
- Morituri (Morituri, R: Bernhard Wicki, USA 1965) mit Marlon Brando, Yul Brynner, Janet Margolin, Trevor Howard, Wally Cox
- Mrs. Miniver (Mrs. Miniver, R: William Wyler, USA 1942) mit Greer Garson, Walter Pidgeon, Teresa Wright, Dame May Whitty
- Mutige Frauen (So Proudly We Hail!, R: Mark Sandrich, USA 1943) mit Claudette Colbert, Paulette Goddard, Veronica Lake, George Reeves, Barbara Britton, Walter Abel, Sonny Tufts
- Nacht fiel über Gotenhafen (R: Frank Wisbar, BRD 1959) mit Sonja Ziemann, Gunnar Möller, Erik Schumann, Brigitte Horney
- Napola – Elite für den Führer (R: Dennis Gansel, DEU 2004) mit Max Riemelt, Tom Schilling, Devid Striesow, Joachim Bißmeier
- Nihon no ichiban nagai hi (Nihon no ichiban nagai hi, auch: Japan’s Longest Day, R: Kihachi Okamoto, JPN 1967) mit Seiji Miyaguchi, Rokko Toura, Toshirô Mifune, Sô Yamamura
- Okinawa, auch: „Die Hölle von Okinawa“ (Halls of Montezuma, R: Lewis Milestone, USA 1951) mit Richard Widmark, Jack Palance
- Operation Walküre – Das Stauffenberg-Attentat (Valkyrie, R: Bryan Singer, USA/DEU 2008) mit Tom Cruise, Kenneth Branagh
- Pacific Rendezvous (Pacific Rendezvous, R: George Sidney, USA 1942) mit Lee Bowman, Jean Rogers, Carl Esmond
- Panzer nach vorn (Armored Command, R: Byron Haskin, USA 1961) mit Howard Keel, Tina Louise, Burt Reynolds, Maty Ingels
- Panzerschiff Graf Spee (The Battle of the River Plate; R: Michael Powell, Emeric Pressburger, GBR 1956) mit Anthony Quayle, John Gregson, Peter Finch, Bernard Lee, Patrick Macnee
- Paradise Road, auch: „Paradise Road – Weg aus der Hölle“, auch: „Weg aus der Hölle“ (Paradise Road, R: Bruce Beresford, AUS/USA 1997) mit Glenn Close, Frances McDormand
- Partisanen im Sturm (Buran, auch: Duma o Kovpake: Karpaty, Karpaty..., R: Timofej Lewtschuk, SUN 1976) mit Konstantin Stepankow, Nikolai Grinko, Michail Golubowitsch, Nikolai Shutko
- Patton – Rebell in Uniform (Patton, R: Franklin J. Schaffner, USA 1970) mit George C. Scott, Karl Malden, Karl-Michael Vogler
- Pazifikgeschwader 214 (Baa Baa Black Sheep, Idee: Gregory Boyington, Nicolas Corea, P: Stephen J. Cannell, Donald P. Bellisario, USA 1976–1978) 37-teilige Fernsehserie mit Steven Richmond, Robert Ginty, John Larroquette, Robert Conrad
- Pearl Harbor (Pearl Harbor, R: Michael Bay, USA 2001) mit Ben Affleck, Josh Hartnett, Kate Beckinsale, Cuba Gooding Jr.
- Pipo (Pipo, R: Luis Nepomuceno, PHL 1970) mit Charito Solis, Pancho Magalona, Fred Galang, Robert Christopher Webb
- Red Sniper – Die Todesschützin (Bitwa sa Sewastopol, R: Sergei Mokrizki, RUS/UKR 2015), mit Julija Sergejewna Peressild, Jewgeni Zyganow
- Rom, offene Stadt (Roma, città aperta, R: Roberto Rossellini, ITA 1945) mit Aldo Fabrizi, Anna Magnani, Harry Feist
- Rommel, der Wüstenfuchs (The Desert Fox: The Story of Rommel, R: Henry Hathaway, USA 1951) mit James Mason, Cedric Hardwicke, Jessica Tandy, Luther Adler, Everett Sloane
- Sahara (Sahara, R: Zoltan Korda, USA 1943) mit Humphrey Bogart, Bruce Bennett, J. Carrol Naish, Lloyd Bridges
- Saints and Soldiers – Die wahren Helden der Ardennenschlacht (Saints and Soldiers, auch: The Saints of War, R: Ryan Little, USA 2003) mit Corbin Allred, Alexander Polinsky, Kirby Heyborne
- San Demetrio (San Demetrio, London, R: Charles Frend, GB 1943) mit Barry Letts, Gordon Jackson, Robert Beatty
- Schlacht um Anzio (Lo sbarco di Anzio, R: Duilio Coletti, ITA/USA 1968) mit Robert Mitchum, Peter Falk, Robert Ryan
- Schlacht an der Blutküste (Battle at Bloody Beach, R: Herbert Coleman, USA 1961) mit Audie Murphy, Gary Crosby, Ivan Dixon
- Schlacht um Midway (Midway, R: Jack Smight, USA 1976) mit Henry Fonda, Charlton Heston, James Coburn, Robert Mitchum
- Schlachtgewitter am Monte Cassino (Story of G.I. Joe, R: William A. Wellman, USA 1945) mit Burgess Meredith, Robert Mitchum
- Schnellboote vor Bataan (They Were Expandable, R: John Ford, USA 1945) mit Robert Montgomery, John Wayne, Donna Reed
- Sergeant Waters – Eine Soldatengeschichte (A Soldier’s Story, R: Norman Jewison, USA 1984) mit Howard E. Rollins Jr., Adolph Caesar, Art Evans, Robert Townsend, Denzel Washington
- Sie kämpfen für die Heimat (Oni srazhalis za rodinu, R: Sergei Bondartschuk, SUN 1975) mit Vasili Shukshin, Wjatscheslaw Tichonow, Sergei Bondartschuk, Georgi Burkov, Juri Nikulin
- Sie nannten ihn King, auch: „Diamantenjagd im Land der Krokodile“ (King Rat, R: Bryan Forbes, USA 1965) mit George Segal, Tom Courtenay, James Fox, Patrick O’Neal, John Mills
- So weit die Füße tragen (R: Fritz Umgelter, DEU 1959) mit Heinz Weiss, Wolfgang Büttner, Hans Epskamp, Hans E. Schons
- So weit die Füße tragen (R: Hardy Martins, DEU 2001) mit Hans Peter Hallwachs, Bernhard Bettermann, Michael Mendl
- Soldaten der Freiheit (Soldaty Swobody, auch: Woinizi na Swobodata, R: Juri Oserow, SUN/DDR/BGR/POL/HUN/CSK 1977) mit B. Pasterek, Boris Below, Horst Preusker, Jakow Tripolski, Ljubomir Kabaktschijew, Stefan Gezow
- Soldaty (Four Soldiers from Stalingrad, R: Aleksandr Ivanov, SUN 1956) mit Vsevolod Safonov, Innokenti Smoktunovsky, Tamara Loginova, Leonid Kmit, Nikolai Pogodin, Oleg Dashkevich
- Sommer 1943 – Das Ende der Unschuld (Wołyń, R: Wojciech Smarzowski, Polen 2016) mit Michalina Łabacz, Arkadiusz Jakubik, Wasyl Wasyłyk, Adrian Zaremba, Izabela Kuna
- Speer und Er (R: Heinrich Breloer, DEU 2005) mit Sebastian Koch, Tobias Moretti, Dagmar Manzel, Eva Hassmann, Elert Bode
- Spezialeinheit IQ (A Midnight Clear, R: Keith Gordon, USA 1992) mit Peter Berg, Kevin Dillon, Arye Gross, Ethan Hawke
- Spion zwischen 2 Fronten, auch: „Im Dienste der deutschen Armee“ (Triple Cross, R: Terence Young, FRA/GBR 1966) mit Christopher Plummer, Romy Schneider, Gert Fröbe, Yul Brynner
- Stählerne Schwingen, auch: „Guadalcanal – Entscheidung im Pazifik“, auch: „Jagdgeschwader Wildkatze“ (Flying Leathernecks R: Nicholas Ray USA 1951) mit John Wayne, Robert Ryan
- Stahlgewitter, auch: „Zwei schlagen zurück“ (Back to Bataan, R: Edward Dmytryk, USA 1945) mit John Wayne, Anthony Quinn, Beulah Bondi, Richard Loo, Fely Franquelli, Philip Ahn, Paul Fix
- Stalag 17 (Stalag 17, R: Billy Wilder, USA 1953) mit William Holden, Don Taylor, Otto Preminger, Harvey Lembeck
- Stalingrad (Сталинград, R: Yuri Ozerov, SUN/DDR/USA/CSK 1989) mit Powers Boothe, Liubomiras Lauciavicius, Fernando Allende, Sergey Nikonenko, Akhim Petri, Fjodor Bondartschuk
- Stalingrad (R: Joseph Vilsmaier, DEU 1993) mit Dominique Horwitz, Thomas Kretschmann, Sebastian Rudolph
- Stalingrad (Stalingrad, R: Fjodor Bondartschuk, RUS 2013) mit Pjotr Fjodorow, Alexei Barabasch, Andrei Smoljakow
- Stand by for Action (Stand by for Action, R: Robert Z. Leonard, USA 1942) mit Robert Taylor, Charles Laughton, Brian Donlevy, Walter Brennan, Marilyn Maxwell, Henry O’Neill, Chill Wills
- Stauffenberg (R: Jo Baier, DEU 2004) mit Sebastian Koch, Ulrich Tukur, Christopher Buchholz, Axel Milberg, Hardy Krüger jr.
- Steiner – Das Eiserne Kreuz (Cross of Iron, R: Sam Peckinpah, GBR/BRD/YUG 1977) mit James Coburn, Maximilian Schell
- Steiner – Das Eiserne Kreuz, 2. Teil (R: Andrew V. McLaglen, BRD 1979) mit Richard Burton, Rod Steiger, Klaus Löwitsch, Curd Jürgens
- Stille Helden (The Captive Heart, R: Basil Dearden, GBR 1946) mit Michael Redgrave, Jack Warner, Rachel Kemspon
- Stoßtrupp Gold (Kelly’s Heroes, R: Brian G. Hutton, YUG/USA 1970) mit Clint Eastwood, Telly Savalas, Harry Dean Stanton
- Sturm auf die eiserne Küste (Attack on the Iron Coast), (R: Paul Wendkos, USA/GBR 1968) mit Lloyd Bridges, Andrew Keir, Sue Lloyd, Mark Eden, Maurice Denham, Glyn Owen, Howard Pays
- Sturm auf Höhe 17, auch: „Sturm auf Höhe 4“, auch: „Sturmtrupp in die Hölle“ (Vrhovi Zelengore), (R: Zdravko Velimirovic, YUG 1977) mit Sergei Bondartschuk, Josephine Chaplin, Alain Noury
- Sturm auf Höhe 404 (The Young Warriors), (R: John Peyser, USA 1967) mit James Drury, Steve Carlson, Jonathan Daly
- Sturmläuten (Nabat, auch: Duma o Kovpake: Nabat, R: Timofej Lewtschuk, SUN 1973) mit Konstantin Stepankow, Vitali Piwenko, Michail Golubowitsch, Mikhail Kokshenov
- Sturmgeschwader Komet (Flat Top, R: Lesley Selander, USA 1952) mit Sterling Hayden, Richard Carlson, Keith Larsen
- Tage des Ruhms (Indigènes, R: Rachid Bourabeb, FRA 2006) mit Benoît Giros, Assaad Bouab, Jamel Debbouze, Samy Naceri
- Taxi nach Tobruk (Un taxi pour Tobrouk, R: Denys de La Patellière, FRA/ESP/BRD 1960) mit Hardy Krüger, Lino Ventura
- The Big Red One (The Big Red One, R: Samuel Fuller, USA 1979) mit Lee Marvin, Mark Hamill, Siegfried Rauch
- The Birdmen (The Birdmen, auch: Escape of the Birdmen, auch: Operation Braindrain – Codename: Chessboard, R: Philip Leacock, USA 1971) Fernsehfilm mit Doug McClure, Rene Auberjonois, Richard Basehart, Chuck Connors, Tom Skerritt
- The Colditz Story (The Colditz Story, R: Guy Hamilton, GBR 1955) mit John Mills, Christopher Rhodes, Lionel Jeffries
- The Great Raid – Tag der Befreiung (The Great Raid, R: John Dahl, USA 2005) mit Benjamin Bratt, James Franco, Max Martini, James Carpinello, Craig McLachlan, Sam Worthington, Dale Dye
- The Last Mission – Das Himmelfahrtskommando (The Last Drop, R: Colin Teague, GBR 2005) mit Billy Zane, Sean Pertwee
- The Pacific (The Pacific, R: Tom Hanks, Steven Spielberg und andere, USA 2010) Zehnteilige Miniserie mit Joseph Mazzello, Jon Seda, James Badge Dale
- The Rat Patrol (The Rat Patrol, Schöpfer: Tom Gries, USA 1966–1968) 58-teilige Fernsehserie mit Christopher George, Gary Raymond, Lawrence P. Casey, Eric Braeden, Justin Tarr
- The Sound of War, auch: „Wenn Helden sterben“ (When Trumpets Fade, R: John Irvin, USA 1998) mit Ron Eldard, Dan Futterman, Dwight Yoakam, Martin Donovan
- The Way Ahead (The Way Ahead, R: Carol Reed, GBR 1944) mit David Niven, Stanley Holloway, James Donald, John Laurie
- Tobruk (Tobruk, R: Arthur Hiller, USA 1967) mit Rock Hudson, George Peppard, Nigel Green, Guy Stockwell, Jack Watson
- Todeskommando Iwo Jima (Combat Killers, R: Ken Loring, PHL 1969) mit Paul Edwards Jr., Marlene Daudén, Claude Wilson, Leopoldo Salcedo
- Todeskommando Russland 2 (2002) (Звезда, deutsch: Stern, R: Nikolai Lebedew, RUS 2002) mit Igor Petrowitsch Petrenko
- To End All Wars – Die wahre Hölle, auch: „Gefangen in der Hölle“, auch: „Für ein Ende aller Kriege“ (To End All Wars), (R: David L. Cunningham, USA/GBR/THA 2001) mit Ciarán McMenamin, Kiefer Sutherland, Robert Carlyle, Mark Strong, James Cosmo
- Tora! Tora! Tora! (Tora! Tora! Tora!, R: Richard Fleischer, Kinji Fukasaku, Toshio Masuda, USA/JPN 1970) mit Martin Balsam, Sō Yamamura, Joseph Cotten, Takahiro Tamura, E. G. Marshall
- Torpedo los! (Torpedo run, R: Joseph Pevney, USA 1958) mit Glenn Ford, Ernest Borgnine, Diane Brewster, Richard Carlyle
- Torpedomänner greifen an (Siluri umani, R: Antonio Leonviola/Carlo Lizzani, I 1954) mit Raf Vallone und Bud Spencer
- U 23 – Tödliche Tiefen (Run Silent, Run Deep, R: Robert Wise, USA 1958) mit Clark Gable, Burt Lancaster, Jack Warden
- U 47 – Kapitänleutnant Prien (R: Harald Reinl, BRD 1958) mit Dieter Eppler, Dieter Borsche, Harald Juhnke, Olga Tschechowa
- U 571 (U-571, R: Jonathan Mostow, FRA/USA 2000) mit Matthew McConaughey, Bill Paxton, Jon Bon Jovi
- U-Boote westwärts! (R: Günther Rittau, DEU 1941) mit Herbert Wilk, Heinz Engelmann, Joachim Brennecke, Karl John
- … und morgen fahrt ihr zur Hölle (Dalle Ardenne all’inferno, R: Alberto De Martino, ITA/FRA/BRD 1967) mit Frederick Stafford, Daniela Bianchi, Curd Jürgens, John Ireland, Michel Constantin
- Unternehmen Donnerschlag (Gung Ho!: The Story of Carlson’s Makin Island Raiders, R: Ray Enright, USA 1943) mit Randolph Scott, Alan Curtis, Noah Beery jr., J. Carrol Naish, David Bruce
- USS Seaviper (USS Seaviper, R: Ralph A. Villani, USA 2010) mit Tim Large, Jeremy King, Robb Maus, Steve Roth, Jordan Wall
- Verbotene Spiele (Jeux interdits, R: René Clément, FRA 1952) mit Georges Poujouly, Brigitte Fossey, Amédée, Laurence Badie
- Verdammt in alle Ewigkeit (From Here to Eternity, R: Fred Zinnemann, USA 1953) mit Burt Lancaster, Montgomery Clift, Deborah Kerr, Donna Reed, Frank Sinatra, Ernest Borgnine
- Verrat auf Befehl (The Counterfeit Traitor, R: George Seaton, USA 1962) mit William Holden, Lilli Palmer, Hugh Griffith, Carl Raddatz
- Verrat in der Bucht (Ambush Bay, R: Ron Winston, USA 1966) mit Hugh O’Brian, Mickey Rooney, James Mitchum, Peter Masterson, Harry Lauter, Gregg Amsterdam, Jim Anauo
- Von Panzern überrollt (Darby’s Rangers, R: William A. Wellman, USA 1958) mit James Garner, Etchika Choureau, Jack Warden
- Wake Island (Wake Island, R: John Farrow, USA 1942) mit Brian Donlevy, Robert Preston, William Bendix, Albert Dekker
- Werwölfe (R: Werner Klett, Deutschland 1973) mit Wolfgang Ziffer, Klaus Jepsen, Hermann Ebeling, Günter Meisner
- Windtalkers (Windtalkers, R: John Woo, USA 2002) mit Nicolas Cage, Adam Beach, Peter Stormare, Noah Emmerich
- Wir alle sind verdammt (The War Lover, R: Philip Leacock, GBR 1962) mit Steve McQueen, Robert Wagner, Shirley Anne Field
- World War II: When Lions Roared (World War II: When Lions Roared, R: Joseph Sargent, USA 1994) Fernsehfilm mit Michael Caine, Bob Hoskins, John Lithgow, Ed Begley Jr., Jan Triska
- Yamato – The Last Battle (Otoko-tachi no yamato, auch: Yamato, R: Junya Satō, JPN 2005) mit Ken’ichi Matsuyama, Tatsuya Nakadai, Shido Nakamura, Takashi Sorimachi, Yū Aoi
- Yanks – Gestern waren wir noch Fremde (Yanks, R: John Schlesinger, GBR 1979) mit Richard Gere, Vanessa Redgrave
- Zehn Italiener für einen Deutschen (Dieci italiani per un tedesco, R: Filippo Walter Ratti, ITA 1962) mit Gino Cervi, Andrea Checchi, Carlo D’Angelo, Sergio Fantoni, Cristina Gaioni, Ivo Garrani
- Zu spät für Helden – Antreten zum Verrecken (Too Late the Hero, R: Robert Aldrich, USA 1970) mit Michael Caine, Ronald Fraser, Cliff Robertson, Ian Bannen, Harry Andrews
- Zug des Lebens (Train de vie, R: Radu Mihăileanu, FRA/BEL 1998) mit Lionel Abelanski, Rufus, Michel Muller, Johan Leysen
- Zum Überleben verdammt (The Ravagers, R: Eddie Romero, USA/PHL 1965) mit Robert Arevalo, Jose Dagumboy, Vic Diaz, Bronwyn FitzSimons, Michael Parsons, Ann Saxon, John Saxon
- Zur Hölle und zurück (To Hell and Back, R: Jesse Hibbs, USA 1955) mit Audie Murphy, Marshall Thompson, Charles Drake
- Zurück vom River Kwai (Return from the River Kwai, R: Andrew V. McLaglen, GBR 1989) mit Timothy Bottoms, Nick Tate, George Takei, Edward Fox, Paul Holm, Chris Penn, Tatsuya Nakadai
- Zwischen Himmel und Hölle (D-Day the Sixth of June, R: Henry Koster, USA 1956) mit Robert Taylor, Richard Todd

Dokumentarfilme:
- The War (zu dt.: Der Krieg, 14-teilige Dokumentation, USA 2006) von Ken Burns
- Angriff auf Amerika – Hitlers 11. September (R: Christoph Weber, DEU 2008) Sprecher Christoph Weber
- Beyond the Line of Duty (R: Lewis Seiler, USA 1942) oscarprämierter Kurzfilm mit Ronald Reagan als Sprecher
- Das letzte Aufgebot – Hitlers Todespiloten, auch: Das letzte Aufgebot, auch: Letzte Aufgebot – Deutsche Kamikaze-Piloten im Zweiten Weltkrieg (R: Christoph Weber, DEU 2005)
- Der Zweite Weltkrieg in Farbe, auch: „Spiegel TV – Der Krieg in Farbe“ (R: Michael Kloft, DEU 1999)
- Die Welt im Krieg (The World at War, 26-teilige Dokumentation, UK 1973)
- Escape from Colditz: The Escape Academy (Escape from Colditz: The Escape Academy, R: Chris Durlacher, GBR 1996) mit Kenneth Lockwood, Peter Schneider
- Hitler – Eine Karriere (R: Joachim Fest, Christian Herrendoerfer, BRD 1977)
- John Ford Goes to War (John Ford Goes to War, R: Tom Thurman, USA 2002) Peter Bogdanovich, Michael Curtiz
- Kokoda Front Line! (R: Ken G. Hall, AUS 1942)
- Mein Krieg (Buch und Regie: Harriet Eder und Thomas Kufus, BRD 1990) mit Erich von Manstein
- Paulus – Der Feldmarschall und das Trauma Stalingrad (R: Henry Köhler, DEU 1997) Dokumentarfilm 75 Min.
- Schlacht um Midway (The Battle of Midway, R: John Ford, USA 1942) Kurzfilm, Sprecher Donald Crisp, Jane Darwell, Irving Pichel und Henry Fonda
- Stalingrad (R: Christian Klemke, Jan N. Lorenzen, DEU 2002) Zweiteiliger Dokumentarfilm, Teil 1: Der Rattenkrieg, Teil 2: Der Kessel, je 45 Min.
- Stalingrad (R: Sebastian Dehnhardt, unter der Leitung von Guido Knopp, DEU 2006) Dokumentarfilm 90 Min.
- The Fighting Lady, USA 1944
- Todfeinde – Vom Sterben und Überleben in Stalingrad (Regie und Drehbuch: Rolf Schübel, Grigori Tschuchrai, DEU/SUN 1993) Zweiteiliger Dokumentarfilm 90 und 60 Min.
- Wake Island: Alamo of the Pacific (Wake Island: Alamo of the Pacific, R: Craig Haffner, USA 2003) mit Will Lyman als Erzähler, 105 Min.

Komödie, Satire, Parodie:
- 1941 – Wo bitte geht’s nach Hollywood (1941, R: Steven Spielberg, USA 1979) mit Dan Aykroyd, Ned Beatty, John Belushi
- Der Etappenheld (The Secret War of Harry Frigg, R: Jack Smight, USA 1968) mit Paul Newman, Sylva Koscina, Andrew Duggan
- Die Männer ihrer Majestät (All the Queen’s Men, R: Stefan Ruzowitzky, DEU/USA/AUT 2001) mit Matt LeBlanc, Udo Kier
- General Pfeifendeckel, auch: „Unternehmen Pappkamerad“ (On the Double, R: Melville Shavelson, USA 1961) mit Danny Kaye, Dana Wynter, Margaret Rutherford, Wilfrid Hyde-White
- Dad’s Army (Dad’s Army, Idee: Jimmy Perry & David Croft, GBR 1968–1977) mit Arthur Lowe, John Le Mesurier, John Laurie
- Der große Diktator (The Great Dictator, R: Charlie Chaplin, USA 1940) mit Charles Chaplin, Paulette Goddard, Jack Oakie
- Drei Bruchpiloten in Paris, auch: „Die große Sause“ (La grande vadrouille, R: Gérard Oury, FRA/GBR 1966) mit Bourvil, Louis de Funès, Terry-Thomas, Claudio Brook, Mike Marshall
- Nur für Offiziere (The Americanization of Emily, R: Arthur Hiller, USA 1964) mit James Garner, Julie Andrews, James Coburn
- Sein oder Nichtsein, auch: „Sein oder Nichtsein – Heil Hamlet!“ (To Be Or Not To Be, R: Ernst Lubitsch, USA 1942) mit Carole Lombard, Jack Benny, Robert Stack, Lionel Atwill, Sig Ruman
- Sein oder Nichtsein (To Be Or Not To Be, R: Alan Johnson, USA 1983) mit Mel Brooks, Anne Bancroft, Tim Matheson
- Unternehmen Petticoat (Operation Petticoat, R: Blake Edwards, USA 1959) mit Cary Grant, Tony Curtis, Dina Merrill
- Was hast du denn im Krieg gemacht, Pappi? (What Did You Do in the War, Daddy?, R: Blake Edwards, USA 1966) mit James Coburn, Sergio Fantoni, Giovanna Ralli, Aldo Ray, Harry Morgan
- Wie ich den Zweiten Weltkrieg entfachte (3 Teile) (Jak rozpetalem druga wojne swiatowa, R: Tadeusz Chmielewski, POL 1970) mit Marian Kociniak, Janina Boronska, Wirgiliusz Gryn
- Wie ich den Krieg gewann (How I Won the War, R: Richard Lester, GBR 1967) mit Michael Crawford, John Lennon, Roy Kinnear

## Sowjetisch-japanischer Krieg 1945
- Barfuß durch die Hölle (Ningen no jôken: Dai 1 hen, R: Masaki Kobayashi, JPN 1959) mit Tatsuya Nakadai, Michiyo Aratama
- Barfuß durch die Hölle – Die Straße zur Ewigkeit (Ningen no jôken: Dai 2 hen, R: Masaki Kobayashi, JPN 1959) mit Tatsuya Nakadai, Michiyo Aratama
- Barfuß durch die Hölle – ...und dann kam das Ende (Ningen no jôken: Kanketsu hen, R: Masaki Kobayashi, JPN 1961) mit Tatsuya Nakadai, Michiyo Aratama
- Barfuß durch die Hölle (Ningen no jôken, R: Takeshi Abe, JPN 1962) mit Takeshi Katô, Yukiko Fuji – 7-teilige TV-Version der o. g. Filmfassung

## Fortsetzungskrieg(1941–1944)
- Framom främsta linjen (Framom främsta linjen, auch: Beyond Front Line, R: Åke Lindman, FIN 2004) mit Tobias Zilliacus, Ilkka Heiskanen, Christoffer Westerlund, Kim Gustafsson, Oskar Silén
- Kukuschka – Der Kuckuck (Kukuschka, R: Aleksandr Rogoschkin, RUS 2002) mit Anni-Kristiina Juuso, Ville Haapasalo
- Lupaus (Lupaus, auch: Promise, R: Ilkka Vanne, FIN 2005) mit Laura Birn, Karoliina Vanne, Pertti Sveholm, Miitta Sorvali
- Ambush 1941 – Spähtrupp in die Hölle (Rukajärven tie, auch: Ambush, R: Olli Saarela, FIN 1999) mit Peter Franzén, Irina Björklund, Kari Heiskanen, Taisto Reimaluoto, Kari Väänänen
- Sissit (Sissit, auch: Commando Assault, R: Mikko Niskanen, FIN 1963) mit Matti Oravisto, Kauko Laurikainen, Paul Budsko
- Tali-Ihantala 1944 (R: Åke Lindman, FIN 2007) mit Rauno Ahonen, Mikkomarkus Ahtiainen, Frank Biermann, Mikko Bredenberg
- Tauno Tukevan sota (R: Heidi Köngäs, FIN 2010) mit Jaaki Saariluoma, Eero Ritala TV-Miniserie 3 Episoden.
- Tuntematon Sotilas (Tuntematon Sotilas, auch: The Unknown Soldier, R: Rauni Mollberg, FIN 1985) mit Risto Tuorila, Paavo Liski, Pirkka-Pekka Petelius, Mika Mäkeläm, Tero Niva – 1. Remake
- Tuntematon Sotilas (Tuntematon Sotilas, R: Mikko Kuparinen, FIN 2009) Fernsehfilm mit Henry Hanikka, Jouko Keskinen
- Der unbekannte Soldat (Tuntematon sotilas, R: Edvin Laine, FIN 1955) mit Kosti Klemelä, Heikki Savolainen, Åke Lindman
- Unknown soldier – Kampf ums Vaterland (auch Der unbekannte Soldat und Tuntematon sotilas R: Aku Louhimies, FIN 2017) mit Eero Aho, Johannes Holopainen – 2. Remake
- Angelas krig (Angela`s War; R: Elja-Elina Bergholm, FIN 1984) mit Ida-Lotta Backman, Jörn Donner, Mathieu Carrière, Erland Josephson

## Lapplandkrieg(1944–1945)
- Kätilö (Finland 1944, auch Wildauge – The Midwife auch The Midwife, R: Antti Jokinen, FIN 2015) mit Krista Kosonen, Lauri Tilkanen, Pirkka-Pekka Petelius

## Griechischer Bürgerkrieg(1944–1949)
- Eleni (Eleni, R: Peter Yates, USA 1985) mit Kate Nelligan, John Malkovich, Linda Hunt, Oliver Cotton
- Guerrilla Girl (Guerrilla Girl, R: John Christian, USA 1953) mit Helmut Dantine, Marianna, Irene Champlin

Dokumentarfilme:
- Stiefmutter Heimat – Der Bürgerkrieg in Griechenland 1943–1949 (R: Bernhard Pfletschinger, DEU 1997) Fernsehdokumentation 60 Min.

## Kalter Krieg(1945–1991)
- Angriffsziel Moskau (Fail-Safe, R: Sidney Lumet, USA 1962) mit Henry Fonda, Walter Matthau, Larry Hagman, Dan O’Herlihy
- Botschafter der Angst (The Manchurian Candidate, R: John Frankenheimer, USA 1964) mit Frank Sinatra, Laurence Harvey, Janet Leigh, Angela Lansbury, Henry Silva, James Gregory
- Crimson Tide – In tiefster Gefahr (Crimson Tide, R: Tony Scott, USA 1995) mit Denzel Washington, Gene Hackman, George Dzundza, Viggo Mortensen, James Gandolfini, Ryan Phillippe
- Das letzte Ufer (On the Beach, R: Stanley Kramer, USA 1959) mit Gregory Peck, Ava Gardner, Fred Astaire, Anthony Perkins
- Dr. Seltsam oder: Wie ich lernte, die Bombe zu lieben (Dr. Strangelove or: How I Learned to Stop Worrying and Love the Bomb, R: Stanley Kubrick, USA 1964) mit Peter Sellers, George C. Scott, Sterling Hayden, Slim Pickens, Keenan Wynn
- Düsenjäger (Jet Pilot, R: Josef von Sternberg, USA 1957) mit John Wayne, Janet Leigh, Jay C. Flippen, Paul Fix, Richard Rober
- Eisstation Zebra (Ice Station Zebra, R: John Sturges, USA 1968) mit Rock Hudson, Ernest Borgnine, Patrick McGoohan, Jim Brown
- WarGames – Kriegsspiele (Wargames, R: John Badham, USA 1983) mit Matthew Broderick, Dabney Coleman, John Wood
- Hostile Waters – Ein U-Boot-Thriller, auch: „Im Fahrwasser des Todes“, auch: „Hostile Waters – Fahrwasser des Todes“ (Hostile Waters, R: David Drury, USA/GBR/DEU 1997) mit Rutger Hauer, Martin Sheen, Max von Sydow, Colm Feore, Rob Campbell
- Im Alleingang (Odinotschnoje plawanije, R: Michail Tumanischwili, UdSSR 1985) mit Michail Noschkin, Alexander Fatjuschin, Nartei Begalin
- Jagd auf „Roter Oktober“ (The Hunt For Red October, R: John McTiernan, USA 1990) mit Sean Connery, Alec Baldwin, Scott Glenn, Sam Neill, James Earl Jones, Tim Curry
- K-19 – Showdown in der Tiefe (K-19: The Widowmaker, R: Kathryn Bigelow, USA/GBR/DEU/KAN 2002) mit Harrison Ford, Liam Neeson, Peter Sarsgaard, John Shrapnel, Donald Sumpter
- Phantom Below (Tides of War, Videotitel: USS Poseidon: Phantom Below, R: Brian Trenchard-Smith, USA 2005) mit Adrian Paul, Catherine Dent, Kent Mccord, Mike Doyle
- Top Gun – Sie fürchten weder Tod noch Teufel (Top Gun, R: Tony Scott, USA 1985) mit Tom Cruise, Kelly McGillis, Val Kilmer
- Vorfall im Planquadrat 36-80 (Slutschai w kwadrate 36-80, R: Michail Tumanischwili, UdSSR 1982), mit Boris Schtscherbakow, Michal Volontir, Anatoli Kusnezow
- USS Charleston – Die letzte Hoffnung der Menschheit, auch: „Die Charleston – Die letzte Rettung“ (On the Beach, R: Russell Mulcahy, USA/AUS 2000) Zweiteiler mit Armand Assante, Rachel Ward, Jacqueline McKenzie, Bryan Brown, Grant Bowler

## Balkankonflikte(1945–2004)
- Balkan Line (2019) (Балканский рубеж, R: Andrei Wolgin, RUS/SRB 2019) mit Anton Pampuschny, Milena Radulović, Rawschana Kurkowa, Miloš Biković
- Die Lebenden und die Toten (Zivi i mrtvi, R: Kristijan Milic, HRV/BIH 2007) mit Filip Sovagovic, Velibor Topic, Slaven Knezovic
- Guerreros (Guerreros, R: Daniel Calparsoro, ESP 2002) mit Eloy Azorín, Eduardo Noriega, Rubén Ochandiano, Carla Pérez
- Mörderischer Frieden, auch: „Snipers Valley – Mörderischer Frieden“ (R: Rudolf Schweiger, DEU 2007) mit Adrian Topol, Anatole Taubman, Damir Džumhur, Susanne Bormann, Peter Bongartz

## Indonesischer Unabhängigkeitskrieg(1945–1949)
- Enam Djam di Jogja (R: Usmar Ismail, Indonesien 1951) mit Rd Ismail und Del Juzar

## Palästinakrieg(1947–1949)
- Der Schatten des Giganten (Cast a Giant Shadow, R: Melville Shavelson, USA 1966) mit Kirk Douglas, Senta Berger
- O Jerusalem (O Jerusalem, R: Élie Chouraqui, FRA/GBR/ITA/GRC/ISR/USA 2006) mit JJ Feild, Saïd Taghmaoui, Patrick Bruel
- Höhe 24 antwortet nicht (Giv’a 24 Eina Ona, R: Thorold Dickinson, ISR 1955) mit Edward Mulhare, Michael Wager, Margalit Oved, Arik Lavie, Michael Shillo, Haya Harareet, Stanley Preston

## Nahostkonflikt(1948 – heute)
- Kippur auch: Am Tag von Kippur, R: Amos Gitai ISR 2000, mit Liron Levo, Tomer Russo
- Beaufort (Bufor, R: Joseph Cedar, ISR 2007) mit Alon Abutbul, Daniel Brook, Eli Altonio, Oshri Cohen, Gal Friedman
- Exodus (Exodus, R: Otto Preminger, USA 1960) mit Paul Newman, Eva Marie Saint, Ralph Richardson, Peter Lawford
- Geheimkommando – Die Katze zeigt ihre Krallen (Hamisha Yamim B`Sinai, auch Five Days in Sinai und The Battle of Sinai), R: Maurizio Lucidi, ISR/ITA 1968
- Höllenkommando, auch Eagles attack at Dawn, From Hell to Victory und Ha-Pritza Hagdola R: Menahem Golan, ISR 1970 mit Rick Jason
- München (Munich, R: Steven Spielberg, USA/CAN/FRA 2005) mit Eric Bana, Daniel Craig, Geoffrey Rush, Hanns Zischler, Mathieu Kassovitz, Ayelet Zurer, Ciarán Hinds, Moritz Bleibtreu
- Paradise Now (Paradise Now, R: Hany Abu-Assad, PSE/FRA/DEU/NLD/ISR 2005) mit Lubna Azabal, Hamza Abu-Aiaash
- Rock the Casbah (Rock Ba-Casba, R:Yariv Horowitz, ISR 2012), mit Yon Tumarkin, Roy Nik, Iftach Rave, Henry David, Lavi Zitner, Shmulik Chelben, Khaula Al Haji-Daibsi, Adel Abou Raya
- Schatten über Tiran – Kommando Sinai, auch: „Sechs Tage Krieg“ (Kommando Sinai, R: Raphael Nussbaum, ISR/USA/BRD 1968), mit Robert Fuller, John Hudson, Esther Ullmann, Rolf Eden

## Koreakrieg(1950–1953)
- 4 O’Clock, 1950 (1950nyeon 4shi, auch: 1950nyeon 4 si, R: Lee Man-hee (Man-hui Lee), KOR 1972) mit Jang Dong-hwi
- The 38th Parallel (San Ba Xian R: Meng Ji, CHN 2016) mit Guoqiang Zhang, Ting Wang – TV-Serie
- 300 Ri of the Enemy Line (Jeokjin sambaekli, auch: 300 Li into the Enemy Line, R: Kim Bong-hwan (Kim-Bong-whan), KOR 1965)
- 509 Tank Forces (Jangryeol 509 Daejeonchadae, R: Kim Dong-hak, KOR 1967)
- 8240 KLO (P’al-yi-sa-gong KLO, R: Chong Jin-woo (Jin-woo Jeong), KOR 1966)
- A Chaser (Chugyeokja, auch: Chugyeogja, auch: The Chaser, R: Lee Man-hee (Man-hui Lee), KOR 1964)
- A Determined Operation (Gyeolsa Daejakjeon, auch: A glorious Operation, R: Go Yeong-nam (Young Nam-ko), KOR 1969)
- A River So Bitter (Hanmaneun Gang, auch: A Regretful River, R: (W)U Sang-hak, KOR 1961)
- A Soldier Speaks In Death (Byeongsaneum jukeoseo malhanda, R: Kim Ki-young, KOR 1966)
- A Thousand Men and an Baby (auch: Narrow Escape, R: Marcus Cole, USA 1997) Fernsehfilm mit Richard Thomas
- A Train Through the Flames of War (Feng huo lie che, R: Zhu Wenshun, CHN 1960)
- A War Correspondent’s (Pocket)Notebook (Jonggunsucheob, auch: A Battle Journal, R: Choi Ha-won, KOR 1981)
- A Yank in Korea (A Yank in Korea, R: Lew Landers, USA 1951) mit Lon McCallister, William „Bill“ Phillips, Larry Stewart
- Abenko Airborne Corps (Abenko gongsugundan, auch: Abenko Green Berets, R: Im Kwon-taek, KOR 1982)
- Again to the Front (Wieder an die Front, R:? PRK 1952)
- Aglayan Gelin (The crying Bride, R: Orhan Elmas, TUR 1957) mit Nevin Aypar, Orhan Elmas, Aysel Tanju, Kemal Dirim
- Ayla: The Daughter of War R: Can Ulkay, TUR 2017 mit Cetin Tekindor, Ismail Hacioglu
- Alle Herrlichkeit auf Erden (Love is a Many-Splendored Thing, R: Henry King, USA 1955) mit William Holden, Jennifer Jones, Torin Thatcher, Isobel Elsom, Richard Loo
- An Annapolis Story (An Annapolis Story, auch: The Blue and The Gold, R: Don Siegel, USA 1955) mit John Derek, Kevin McCarthy
- An vorderster Front (A Hill in Korea, R: Julian Amyes, GBR 1956) mit George Baker, Harry Andrews, Stephen Boyd, Stanley Baker
- Anklage: Hochverrat (The Rack, R: Arnold Laven, USA 1956) mit Paul Newman, Lee Marvin, Edmond O’Brien, Walter Pidgeon
- Areumdawoon sheejul (Areumdawoon sheejul, auch: Spring in My Hometown, R: Lee Kwang-mo, KOR 1998)
- Arirang (Arirang, R: Lee Gang chon (Kang-cheon Lee), KOR 1954)
- Arzt im Zwielicht (Battle Circus, R: Richard Brooks, USA 1952) mit Humphrey Bogart, June Allyson, Robert Keith, Keenan Wynn
- As You Were (As You Were, R: Benjamin Bumgarner, USA 2008) Kurzfilm mit Joe Heil, Su Hyun Kim, Bill Larson, Kevin Lu
- At 13 Years Old (13se sonyeon, R: Shin Sang-ok, KOR 1974) mit Shin Sung-il, Kim Jeong-hun, Na Ha-yeong
- Attacking the Invaders (Da ji qin lue zhe, R: Chun Hua, CHN 1965)
- Auftrag erfüllt (R: Kim Gir-ho, PRK 1970)
- Auftrag Nr. 027 (englisch Order No. 027, Originaltitel: Myung ryoung-027 ho) R: Ki Mo Jung, Eung Suk Kim, PRK 1986, mit Sung Chol Cha, Yong Chol Choe
- Aus dem Tagebuch einer Kriegskorrespondentin (Chonggungijawi sugi, auch: Notes of a War Correspondent, R: Chae Boo gil (Choe Bu kil), PRK 1982)
- Bataillon der Verdammten – Die Schlacht um Jangsari (The Battle of Jangsari, R: Kwak Kyung-taek, KOR 2019) mit Kim Myung-min, Megan Fox, Choi Min-ho
- Batalyon Pilipino sa Korea (R: Carlos Vander Tolosa, PHL 1954) mit Jose Padilla jr., Aida Serna, Resty Sandel
- Battle at No-name River (Ji zhan wu ming chuan, R: Chuan Hua, Shaoyan Wang, CHN 1974/1975)
- Battleground (Daejeonjang, R: Park Ho-tae, KOR 1971)
- Birthday Boy (R: Sejong Park (Park Se-jong), KOR/AUS 2004) (Trickfilm)
- Bis zum Morgen (Orangchon, auch: Orang Village, R: Jun Rjjong gju (Riyong Gyu-yun), PRK 1957)
- Bitter Daedong River (Hanmaneun Daedonggang, R: Choe In-hyeon, KOR 1966)
- Blue Heart, auch: „Blue Heart – Die letzte Helden“ (Beulru hateu, R: Kang Min-ho (Min-ho Chang od. Min-ho Kang), KOR/USA 1987 od. 1989)
- Bridge (Nagyo Bridge, auch: Nagyo, R: Lee Hee-jung (Lee Hui-jung), KOR 1969)
- Botschafter der Angst (The Manchurian Candidate, R: John Frankenheimer, USA 1962) mit Frank Sinatra, Janet Leigh, Angela Lansbury, Henry Silva, Laurence Harvey, John McGiver
- Brotherhood – Wenn Brüder aufeinander schießen müssen (Taegukgi hwinalrimyeo, auch: Brotherhood, R: Kang Je-gyu, KOR 2004) mit Jang Dong-gun, Won Bin, Lee Eun-ju, Kong Hyeong-jin
- Die Brücken von Toko-Ri (The Bridges at Toko-Ri, R: Mark Robson, USA 1954) mit William Holden, Grace Kelly, Mickey Rooney, Fredric March, Robert Strauss, Earl Holliman
- Canon Cheong-jin gongjak (Canon Cheong-jin gongjak, auch: The Canon Operation, R: Tae-ho Seol, KOR 1977)
- Cheolgil Ueseo (Cheolgil Ueseo, auch: On the Railway, R: Kim Song Gyo, PRK 1960)
- Collision Course: Truman vs. MacArthur (R: Anthony Page, USA 1976) Fernsehfilm mit Henry Fonda, E. G. Marshall, Ward Costello, Richard Loo
- Combat Squad (Combat Squad, R: Cy Roth, USA 1953) mit John Ireland, Lon McCallister, Hal March, Norman Leavitt, Don Haggerty
- Comrades (auch Legend of the Patriots), R: ? – Fernsehserie – KOR 1975–1978 mit Na(Ra) Si Chan
- Countdown zum letzten Gebet, auch: „Himmelfahrtskommando 38-Kamikaze Panzer“ (Jeung On, auch: Jeungeon, auch: The Testimony, R: Im Kwon-taek, KOR 1973)
- Crossfire (Pohwasokui shibjaga, auch: A Cross in Gunfire, R: Lee Yong-min, KOR 1956)
- Das Taebaek-Gebirge (Taebaek Mountain, auch: Tae-baek-san-maek, R: Im Kwon-taek, KOR 1994)
- Day is done (Episode aus der Fernsehserie „Screen Directors Playhouse“), R: Frank Borzage, USA 1955 mit Bobby Driscoll, Rory Calhoun
- Deep at Heart (Xin ling shen(g) chu, auch: Deep in Heart, auch: Deep Inside the Heart, R: Chang Yan, CHN 1982)
- Den Letzten beißen die Hunde, auch: „Todeskommando in Fernost“ (Battle Flame, R: R. G. Springsteen USA 1959) mit Robert Blake, Scott Brady, Elaine Edwards, Wayne Heffley
- Der Engel mit den blutigen Flügeln (Battle Hymn, R: Douglas Sirk, USA 1957) mit Rock Hudson, Dan Duryea, Richard Loo
- Der letzte Angriff (Fixed Bayonets!, R: Samuel Fuller, USA 1951) mit Richard Basehart, Gene Evans, Michael O’Shea
- Devotion R: J. D. Dillard, USA 2022 mit Glen Powell, Jonathan Majors
- Die Hölle von Korea (The Steel Helmet, R: Samuel Fuller, USA 1951) mit Richard Loo
- Die Insel Wolmi (Walmido, R: Dscho Kjong-sun, PRK 1982)
- Die letzte Patrouille (Cease Fire!, R: Owen Crump, USA 1953) mit Soldaten der 7. Infanteriedivision
- Die Spionin von Tokio (Tokyo File 212, R: Dorrell McGowan, Stuart E. McGowan, USA 1951)
- Does the Nakdong River flow? (Nakdongkaneun heureuneunga, auch: Commando on the Nakdong River, auch Die große Sommeroffensive R: Im Kwon-taek, KOR 1976)
- Dokbul janggun (General Dokbul, R: Choi Ki-pung (Choi Gi-pung), KOR 1988)
- Dokunulmaz bu Aslana (Dokunulmaz bu Aslana, R: Vedat Örfi Bengü, TUR 1952) mit Nese Yulaç, Aliye Tülü, Bakiye Fayasof
- Donggulsokui aeyok (Caves of Desire, R: Kim Yeong-hyo, KOR 1964)
- Dosolsan Ch’oe-hu-ui Nal (Last Day at Mt. Dosol, auch: The Last Days of Mt. Dosol, R: Sol Tae-ho (Sul Tai-ho), KOR 1977)
- Eagle in the Sky (Chang kong xiong ying, auch: Brave Eagles in the Vast Sky, R: Wang Feng, CHN 1976)
- Echo of Love and Death Part 1 (Salang(g)wa jugeumui meali 1bu, R: Jeong Jin-woo (Jung Jin-woo od.Jeong Jin-wu), KOR 1991)
- Echo of Love and Death Part 2 (Salang(g)wa jugeumui meali 2bu, R: Jeong jin-woo, KOR 1991)
- Erzählung über eine Sanitätsschwester (Han Ganhowon E Dehan Jiragi, R: O Ben-tscho, PRK 1971)
- Esir (R: Rahmi Kafadar, TUR 1983)
- Express Train (Te kuai lie che, auch: The Special Express, R: Zhao Xinshui, CHN 1965)
- Extraordinary Hero Huang Jiguang (Te Ji Xiong Huang Ji Guang, R: Runze Zhou, CHN 2022, mit Victor Liu, Wu Qiang, Liu Sibo)
- Farewell at Busan (Ibyeolui Busan jeonggeojang, R: Eom Sim-ho, KOR 1961)
- Feuerschutz für Stoßtrupp Berta (Retreat, Hell, auch: We came out Fighting, auch: You can’t Stop the Marines, R: Joseph H. Lewis, USA 1952) mit Russ Tamblyn, Richard Carlson
- Final Frontline (Choehujeonseon baekpalsimni, auch: The Final Frontline, auch: Choihujeonseon baekpalshibri, R: Im Won-jik (Lim Won-jik), KOR 1966)
- Five Marines (5inui haebyeong, R: Kim Ki-duk, KOR 1961)
- Flames in the Valley (Sanbul, auch: Mountain Fire, R: Kim Su-Yong (Soo-yong Kim), KOR 1967)
- For Peace (Wei le he ping, R: Zuo Lin (od. Huang Zuolin), CHN 1956)
- Forest Fire (Sanbul, auch: Fire in the Mountain(s), R: Kim Soo-yong (Kim Su-yong od. Soo-yong Kim), KOR 1977)
- Forest Fire (Sanbul, R: Kim Ki-chung(Kim Gi-chung), KOR 1989)
- From 5 p.m. to 5 a.m (5 sibuto 5 sikkaji, R: Kim Yu-sam, PRK 1990 mit Hyun Chang-Gyeol, James Joseph Dresnok, Jung Eui-Gyeom)
- Gil-so-tteum (Gilsottom, auch: Gilsoddeum auch: Gilsodom, R: Im Kwon-taek, KOR 1986)
- Gojijeon (The Front Line, auch: The Front Line – Der Krieg ist nie zu Ende, R: Jang Hun, KOR 2011) mit Shin Ha-Kyun, Soo Go
- Gyeoktoe: Urineun ireoghe sawatda (Beat Back, auch: Fight Back, auch: The Defeat, R: Lee Kang-cheon, KOR 1956)
- Heiße Erde (Ppalchisan Cheonyeo, R: Yun Ryong-gyu, PRK 1952/1954)
- Hell’s Horizon (Hell’s Horizon, R: Tom Gries, USA 1955) mit John Ireland, Marla English, Bill Williams, Larry Pennell
- Heroic Tank Crew (Ying xiong tan ke shou, R: Li Ang, CHN 1962)
- Hinter feindlichen Linien (War Hunt, R: Denis Sanders, USA 1961) mit Robert Redford, Tom Skerritt, John Saxon, Sydney Pollack
- Sergeant Ryker, auch: „Hängt den Verräter!“, auch: „Der Fall Paul Ryker“ (Sergeant Ryker, auch: The Case Against Paul Ryker, R: Buzz Kulik, USA 1963) mit Lee Marvin, Bradford Dillman, Vera Miles, Lloyd Nolan, Peter Graves, Murray Hamilton, Norman Fell
- I won’t cry (Ulji aneuri, auch: Ulji anh-euli, R: Im Kwon-taek, KOR 1974)
- I die alone R: Michael Fredianelli, USA 2013 mit Carl Joseph Schreiber, Marc Litman
- Im Sturm der Zeit (I want you, R: Mark Robson, USA 1951) mit Dana Andrews, Dorothy McGuire, Farley Granger, Robert Keith
- Im Todeskessel von Kusong (Operation Dames, auch: Girls in Action, R: Louis Clyde Stoumen, USA 1958)
- Imjin River (Imjingang, R: Lee Han-(w)uk (Yi Han-uk), KOR 1967)
- Incheon sanglyuk jakjeon (Inchon landing operation, R: Cho Gung-ha (Keung-ha Jo), KOR 1965)
- Inchon (Inchon, R: Terence Young, USA/KOR 1981) mit Laurence Olivier, David Janssen, Jacqueline Bisset, Toshirō Mifune
- Iron Angel (Iron Angel, R: Ken Kennedy, USA 1964) mit Jim Davis, Don „Red“ Barry, L. Q. Jones, Margo Woode, Tristram Coffin
- Jagdstaffel z.b.V. (Sabre Jet, R: Louis King, USA 1953) mit Robert Stack, Coleen Gray, Richard Arlen, Julie Bishop, Leon Ames
- Jageun yeonmot (A little Pond, auch The Bridge at Nogunri, auch Soldaten der Apokalypse, R: Lee Sang-woo (Yi Sang-woo), KOR 2007) mit Sin Myeong-cheol, Jeon Hye-jin
- Jang Ma (Rainy Days, R: Yu Hyun-mo, KOR 1979)
- Jeokkwaui Dongchim (Jeok-gwa-eui Dong-chim, In Love and (the) War, auch Sleeping with the Enemy) R: Park Keon-hong (Geon-yong Park, KOR 2011)
- Jeolmangeun eobtda (Jeolmang-eun Eopda, auch: No Despair, auch: Without Despair R: Jeon Jo-Myeong, KOR 1968) mit Nam Kung-won, Kim Ji-mee, Ju Seon-tae
- Jeonghalbyeong (Scouts aka Razvedchik, R: Dong-min Jeon (Quan Dongmin), PRK 1953 mit Woon-Bong Jeon, Seung-min Nam)
- Jeon Woo (Comrades, auch Legend of the Patriots R: Kim Sang-hwi, Lee Sang-woo II, Song Hyeon-wook, KOR 2010 – TV-Serie- 20 Episoden)- Remake Serie 1975–1978
- Jin Gang Chuan (The sacrifice, R: Hu Guan, Frant Gwo) CHN 2020 mit Yi Zhang, Jing Wu, Jiuxia Li
- Jonu-ga Nam-gin Han-madi (Jun-Woo’s last Words, R: Lee Won-se, KOR 1979)
- Junge Partisanen (Sonjon Baldschisan, R: Jun Du-chen, Huan Guan PRK 1952)
- Kampf um Höhe 270 (Kodschi Dschontu, R: Tschen San-in, PRK 1952)
- Kampfflieger (The Hunters, R: Dick Powell, USA 1958) mit Robert Mitchum, Robert Wagner, Richard Egan, May Britt
- Kampfgefährten (Dschon U, R: Min Dsong-sik, PRK 1959)
- Kampfgeschwader Totenkopf (Jet Attack, R: Edward L. Cahn, USA 1957) mit John Agar, Audrey Totter, James Dobson
- Kampfstaffel Feuerdrachen (Dragonfly Squadron, R: Lesley Selander, USA 1954) mit John Hodiak, Chuck Connors
- Karuna (Kaluna, R: Lee Il-mok, KOR 1996)
- Kore gazileri (The Veterans of Korean War, R: Seyfi Havaeri, TUR 1951) mit Zeki Alpan, Patriarch Athenagoras
- Kore’de Türk kahramanlari (The Turkish Heroes in Korea, R: Seyfi Havaeri, TUR 1951) mit Muhterem Nur, Gülderen Ece, Fikri Rutkay
- Kore’de Türk süngüsü (Kore’de Türk süngüsü, R: Vedat Örfi Bengü, TUR 1951) mit Cemil Demirel, Ayse Güzel, Osman Varol
- Kore’den geliyorum (I am coming from Korea, R: Nurullah Tilgen, TUR 1951) mit Selahattin Yazgan, Mübeccel Anil, Mehmet Nelgit
- Korea (One Minute to Zero, R: Tay Garnett, USA 1952) mit Robert Mitchum, Ann Blyth, Richard Egan, Charles McGraw, Robert Gist
- Korea (1952) (Korea, R: Lamberto V. Avellana, USA/CAN/PHL 1952) mit Jaime de la Rosa, Tony Santos Sr., Alfonso Carvajal
- Korea (1954) (Korea, R: Sang-ok Shin, USA 1954)
- Korea Patrol (Korea Patrol, R: Max Nosseck, USA 1951)
- Korea: The Unfinished War (Korea: The Unfinished War, R: Brian McKenna, CAN 2003) (Fernsehserie)
- Kua Guo Ya Lu Jiang (*Stride across the yalu river R: Dong Yachun CHN 2020–2021 TV-Miniserie 40 Folgen) mit Kai Deng, Darren Grosvenor
- Last Battle in Pyeongyang (Pyeongyang pokgyeokdae, auch: The last Flight to Pyongyang, R: Shin Sang-ok, KOR 1972)
- Last Witness – Der letzte Zeuge, auch: „Der letzte Gefangene“ (Heugsuseon, auch: The last Witness, auch: The Black Narcissus, R: Bae Chang-ho, KOR 2001)
- MacArthur – Held des Pazifik (MacArthur, R: Joseph Sargent, USA 1977) mit Gregory Peck, Ivan Bonar, Ward Costello, Ed Flanders
- Man-mu-bang (Two Flags, R: Aum Jong Sun (Eom Jong-seon), KOR 1994)
- Mao Tse-tung and his Son (Mao Zedong he tade erzi, auch: Mao Zedong and his Son, R: Zhang Jinbiao, CHN 1991)
- Marinedivision Feuerdrache (Marine Battleground, auch: The Marines who never returned, auch: Toraoji-annum-haebyong, R: Lee Man-hee (Man-hui Lee), USA/KOR 1963)
- Marines of No Return (Teuggongdae wa dol-a-oji-anhneun haebyeong, auch: Special Marine Corps of no Return, auch: The Marines who didn’t return and The Special Force, R: Seol Tae-ho (Sul Tai-ho), KOR 1970)
- Marschbefehl zur Hölle (War Is Hell, R: Burt Topper, USA 1962) mit Audie Murphy, Baynes Barron, Michael Bell, Bobby Byles
- Martyrs (Sungyoja, R: Yu Hyun-mok, KOR 1965)
- Mission over Korea (Mission over Korea, R: Fred F. Sears, USA 1953) mit John Hodiak, John Derek
- Mit Blut geschrieben (Pork Chop Hill, R: Lewis Milestone, USA 1959) mit Gregory Peck, Rip Torn, Harry Guardino, Woody Strode
- Moranbong: Chronique Corèene (Moranbong: Chronique Corèene, R: Jean-Claude Bonnardot, FRA/PRK 1959)
- Mächtige Schwingen (R: Im Tschon-ho, PRK 1975)
- Männer – Hart wie Eisen (The Hook, R: George Seaton, USA 1963) mit Kirk Douglas, Nehemiah Persoff
- Mr. Walkie Talkie (R: Fred Guiol, USA 1952) mit William Tracy
- My War (Wo De Zhan Zheng, R: Oxide Chun Pang, CHN 2016) mit Paul Philip Clark, Barret Coates, Honglin Fu
- Nam gwa Buk (North and South, R: Kim Ki-duk, KOR 1965)
- Nambugun (North Korea Partisan in South Korea, auch: Partisans of South Korea, R: Jeong Ji-yeong, KOR 1990)
- Nine defecting Soldiers (Guinui Gwisunbyeong, R: Seong Nak-hun, KOR 1967)
- No Man’s Land (No Man’s Land, R: Pat Boyette/Russ Harvey, USA 1964)
- No Gods to serve (Episode aus der Fernsehserie „The Doctor“ R: Don Siegel, USA 1952)
- Old Man in the Combat Zone (Jeonjaenggwa Noin, auch: The War and the old Man, R: Im Kwon-taek, KOR 1962)
- Operation Chromite (In-cheon sang-ryuk jak-jeon R: John H. Lee, KOR 2016) mit Liam Neeson, Jung-Jae Lee, Beom-Su Lee
- Operation Sunshine (Episode aus der Fernsehserie „Short Short Dramas“, R:?, USA 1953) mit Ernest Borgnine
- Operation Youngho (Yeonghojakjeon, auch: Operation Yeongho, auch: Yeongho jeokjeon, R: Seol Bong (oder Tae-ho Seol?), KOR 1967)
- Panzer-Spähtrupp Totenkopf (Tank Battalion, auch: Korean Attack, R: Sherman A. Rose, USA 1958) mit Frank Gorshin
- Piagol (R: Kang-cheon Lee, KOR 1955)
- Piarin guwolsan (Battlefield at Mt Guwol, auch: A fierce Battlefield of Mt. Kuwolsan, R: Mu-ryong Choi, KOR 1965)
- Pohwasogeuro (Pohwasogeuro, auch: 71-Into the Fire, R: John H. Lee (Jae-han Lee), KOR 2010) mit Cha Seung-won, Kwone Sang-woo
- Prisoner of War (R: Andrew Marton, USA 1954) mit Ronald Reagan, Steve Forrest, Dewey Martin, Oskar Homolka
- Raid on the White Tiger Regiment (Qi xi bai hu tuan, R: Su Li/Yan Wang, CHN 1972 (Peking-Oper))
- Railway Guards (Tie dao wei shi, R: Ying Fang, CHN 1960)
- Red Muffler (Balgan Mahura auch: Red Scarf, R: Shin Sang-ok, KOR 1964)
- Red Waves on the Green Sea (Bi hai hong bo, R: Liu Bin(g), CHN 1975)
- Righteous War (R:?, PRK 1950)
- Rodeu Neombeowon (Road No. 1, R: Kim Jin-min, Lee Jang-soo KOR 2010 – TV-Serie – 20 Episoden)
- Schlachtfeld der Ehre (Field of Honor, auch: Jeonjaenggwa myeongae, R: Hans Scheepmaker/Dae hie Kim, NLD/KOR 1986)
- Schlachtzone Pazifik (Battle Zone, R: Lesley Selander, USA 1952) mit John Hodiak, Linda Christian, Stephen McNally, Martin Milner
- Schoolmistress on the Battlefield (Jeonjaenggwa yeogyosa, auch: War and the woman teacher, R: Im Kwon-taek, KOR 1966)
- Search Unit (Susaekdae, auch: A Search Unit, R: Jeong Chang-hwa, KOR 1964)
- Seven Female POW (7 Women POW’s, auch: 7inui yeopolo, R: Lee Man-hee (Man-hui Lee), KOR 1965)
- Shangganling (Battle on Shangganling Mountain, R: Shan Lin, Meng Sha, CHN 1956)
- Simal Yildizi (The North Star, R: Atif Yilmaz, TUR 1954)
- Sky Commando (R: Fred F. Sears, USA 1953) mit Dan Duryea
- Snipers (Ju ji shou, R: Mo Zhang, Yimou Zhang, CHN 2022) mit Yongsheng Chen, Yu Zhang
- Sniper’s Ridge (R: John A. Bushelman, USA 1961)
- Soldiers of Innocence (auch: Delta Dogs, R: Han Woo-jung, USA 1987) mit Dennis Christen, Eun Kyong Soe, Yong-Nam Ahn
- Soldiers of YMS 504 (YMS 504-ui Subyeong, auch: Navy of YMS504, auch: YMS504 of the Navy, R: Lee Man-hee (Man-hui Lee), KOR 1963)
- Soldiers Without Fault (Joeoeob-neun byeongsa, auch: Sinless Soldiers, R: Jeong Han-wu (Jeong Han-u), KOR 1989)
- Songbul Temple (Songbulsa, auch: Seongbulsa, auch: Seongbul Temple, R: Yun Bong-chun, KOR 1952)
- Sorrow for the Stars (Seulpeumeun jeobyeoldeulegedo, auch: Sorrow to even those Stars…., R: Seol Tae-ho (Sul Tai-ho), KOR 1978)
- SOS! Flieger nach vorn! (Battle Taxi, R: Herbert L. Strock, USA 1955) mit Sterling Hayden, Arthur Franz, Marshall Thompson
- South and North (Nam gwa buk, R: Kim Ki, KOR 1984)
- Special Mission Squad (Teukjeondae, auch: Airborne Troops, R: Pyeon Geo-yeong (Pyeon Keo-young), KOR 1965)
- Sperrfeuer auf Quadrat 7 (Target Zero, R: Harmon Jones, USA 1955) mit Richard Conte, Charles Bronson, Chuck Connors
- Sprung auf, marsch, marsch (Take the high Ground, R: Richard Brooks, USA 1953) mit Richard Widmark, Karl Malden, Russ Tamblyn, Steve Forrest
- Stahlhagel (The Young and the Brave, R: Francis D. Lyon, USA 1963) mit Rory Calhoun, William Bendix, John Agar
- Strange Intruder (Strange Intruder, R: Irving Rapper, USA 1956) mit Ida Lupino, Edmund Purdom, Mimi Gibson, Eric Anderson
- Tag ohne Ende (Men in War, R: Anthony Mann, USA 1957) mit Robert Ryan, Aldo Ray, Robert Keith, Phillip Pine, Vic Morrow
- Teufelskerle des Ozeans (Torpedo Alley, R: Lew Landers, USA 1953) mit Mark Stevens, Dorothy Malone, Charles Winninger
- Teufelskerle in Fernost (Marines Let’s go, R: Raoul Walsh, USA 1961) mit Tom Tryon, David Hedison, Linda Hutchings
- Teufelskommando – Marinekorps „Pantherkatze“ schlägt zu, auch: Teufelskommando (Hold Back the Night, R: Allan Dwan, USA 1956) mit John Payne, Chuck Connors, Peter Graves
- Teuggong oe inbudae (Special Force, auch: A special foreign Legion, auch: Teuggong woinbudae, R: Go Yeong-nam (Young-Nam ko), KOR 1972)
- The 76th Prison Camp (Je 76 Poro Suyongso, R: Lee Han-(w)uk, KOR 1966)
- The Angry Eagle (Seongnan Doksuri, auch: Seongnan Doksoli, R: Kim Gi(A) (Kim Ki), KOR 1965)
- The Angry Rabbits on Mt. Jiri (Jirisanui seongnan toggideul, R: Jeong-su Lim (Lim Joung-soo), KOR 1988)
- The Attack Order (Chulgyuk myung ryung, auch: Chang-su manse, auch: Assail Order, auch: Assailment Order, R: Hong Song-ki (Hong Seong-gi(ki)), KOR 1954)
- The Bamboo Prison (The Bamboo Prison, R: Lewis Seiler, USA 1954) mit Brian Keith, Richard Loo, E. G. Marshall
- The Battle at Lake Changjin („Zhang jin hu“, R: Kaige Chen, Dante Lam, Tsui Hark), CHN 2021 mit Jing Wu, Jackson Yee, Kevin Lee
- The Battle Line of Freedom (Jayu jeonseon, auch: Frontline of Freedom, R: Kim Hong (Hong Kim), KOR 1955)
- The bloody Fight in the golden Field (Hwanggeum beolpanui hyeoltu, auch: A bloody Fight at the golden Field, R: Kim Yong-deok, KOR 1964)
- The Brave Soldier Lives (Yongsaneun sala itda auch Courage is alive, R: Kim Ki-duk (Kim Kee-duk), KOR 1965)
- The Coldest Gun (Ju ji shou aka Snipers, R: Zhang Yimou, Mo Zhang, CHN 2022 mit Yongsheng Chen, Yu Zhang, Jonathan Kos-Read)
- The Dead and the Alive (Jugeun Jawa San Ja, auch: Dead Men and Living Men, auch: Dead Man and Alive Man, R: Lee (G)Kang-cheon, KOR 1966)
- The DMZ (Bimujang jidae auch: Demilitarized Zone, R: Park Sang-ho, KOR 1965)
- The Fighting Lions (Ssauneun Sajadeul, R: Kim Muk, KOR 1962)
- The Forgotten (The Forgotten, R: Vincente Stasolla, USA 2003)
- The Forgotten War (R: Carlos C. Cruz, PHL 2009)
- The Glory Brigade (The Glory Brigade, R: Robert D. Webb, USA 1953) mit Victor Mature, Lee Marvin
- The Great Escape of 5 Thousands Ri (5 cheonli daedomang, R: Kang Dae-seon, Yu Gi-chang, KOR 1974)
- The Knot (Yun shui yao, R: Yin Li, CHN / TWN/HKG 2006)
- The Korean War (Kang mei yuan chao, R: Li Qiankuan/Xiao Guiyun, CHN/USA/CAN 2001) (Fernsehserie)
- The Last Words from a Comrade in Arms (Jeonwooga namgin hanmadi, R: Lee Won-se, KOR 1979)
- The long way home oder Western Front (Seo-boo jeon-seon oder Seoboojeonsun, R: Cheon Seong-il, KOR 2015)
- The Marine Commando (Haebyeong Teukgongdae, auch: Marines Special Attack Squad, R: Kang Min-ho, KOR 1965)
- The Marine Revelation (Haebyeongmugsilog, R: Lee Byeong-ju (Lee Byung-joo), KOR 1995)
- The Nest (R: Kevin Hershberger, USA 1999 – Kurzfilm)
- The North Korean Regime (Buk-e Gohanda, auch: Warning against the North Korean Regime auch North Korean Regime! Be advised R: Kim Muk, KOR 1965)
- The Nun and the Sergeant (The Nun and the Sergeant, R: Franklin Adreon, USA 1962)
- The Orphan (The Orphan, R: Bryan Nest, USA 2008) (Kurzfilm)2023
- The other Side of the mountain, R: In Hak Jang, PRK 2012 mit Hyang Suk Kim, Ryung Min Kim
- The Pupils of Karl Marx (Karl Marxui jejadeul, R: Kang Beom-gu, KOR 1968)
- The Raid (Qi Xi, R: Xu Youxin, CHN 1960 (od. 1969))
- The Reluctant Heroes (auch: The Egghead on Hill 656, auch: The Reluctant Heroes of Hill 656, R: Robert Day, USA 1971) Fernsehfilm mit Cameron Mitchell, Warren Oates, Trini Lopez
- The Rescue, auch: „Sonderkommando Südkorea“ (The Rescue, R: Ferdinand Fairfax, USA 1988) mit Edward Albert, Ellen Barber, Timothy Carhart, James Cromwell, Anne E. Curry, Kevin Dillon
- The Sacrifice (Jin Gang Chuan, R: Hu Guan, Frant Gwo, Yang Lu, CHN 2020) mit Yi Zhang, Jing Wu
- The Secret of Wonsan (Wonsan gongjak, auch: Wonsan Secret Operation, R: Sul Tai-ho (Seol Tae-ho), KOR 1976)
- The Song of my Hometown (Gohyangui nolae, auch: Song of the Hometown, R: Yun-Bong chun, KOR 1954)
- The Star of Battlefield (Zhan di zhi xing, auch: Battlefield Stars, R: Long Wei, CHN 1983)
- The Strike (R: Franklin J. Schaffner, USA 1954) Fernsehserie Studio One
- The Third Mission (Je 3 gongjak, auch: The 3rd Operation, R: Sul Tai-ho (Seol Tae-ho), KOR 1978/1979)
- The Volunteers: To the War (The Great Victory aka Wei Da De Zhan Zheng Kang Mei Yuan aka The Mighty Volunteer Army Soldiers Attacked R: Kaige Chen, CHN 2023)
- The Way to Seoul (Seoullo ganeun gil, R: Lee Byeong-il, KOR 1962)
- The Wild Flowers in the Battlefield (Deulgughwaneun pietneunde, R: Lee Man-hee (Man-hui lee) 1974)
- Today and Tomorrow (Oneuldo naeildo, R: Lee Yeong, KOR 1959)
- Und der Herr sei uns gnädig, auch: „…und der Herr sei uns gnädig“ (All the young Men, R: Hall Bartlett, USA 1959) mit Alan Ladd, Sidney Poitier, James Darren, Glenn Corbett
- United Front (Yeonhab jeonseon, auch: Union Front, R: Lee Hyeok-Su, KOR 1967)
- Unter Verschwörern (Ummisadul sogese, R: Kim Gir-ho, PRK 1979)
- Unternehmen Panthersprung (Flight Nurse, R: Allan Dwan, USA 1953) mit Joan Leslie, Forrest Tucker, Arthur Franz
- Unternehmen Wildgänse – Ein Profijob für Kampfmaschinen (Kongsu teuggong daejagjeon, R: Young nam ko, KOR 1978) mit Dae-yeob Lee, Bong-jin Jin
- Unsung Heroes (Ireum Eomneum yeong ungdeul, auch: Nameless Heroes, R: Ryu Ho-son, Ko Hak-lim, PRK 1978–1981 Fernsehserie)
- Vendetta (Episode aus der Fernsehserie I Spy (dt. Tennis, Schläger und Kanonen), R: Alf Kjellin, USA 1966) mit Robert Culp, Bill Cosby
- Verwegene Landung (Men of the Fighting Lady, auch: Panther Squadron, R: Andrew Marton, USA 1954) mit Van Johnson, Walter Pidgeon
- War and Love (Jeonjaenggwa Sarang, R: Kim Muk, KOR 1962)
- Warm Winter Was Gone (R: Bae Chang-ho, KOR 1984)
- Water Gate Bridge (Chang jin hu zhi shui men qiao aka The Battle at Lake Changjin: Water Gate Bridge aka The Battle at Lake Changjin II R: Tsui Hark, Chen Kaige, CHN 2022) mit Jing Wu, Jackson Yee, Michael Koltes
- Welcome to Dongmakgol (R: Park Kwang-hyun, KOR 2005)
- Wenn Männer zerbrechen (Time Limit, R: Karl Malden, USA 1957) mit Richard Basehart, Richard Widmark, Martin Balsam
- Wing to Wing Through the Sky (Chang kong bi yi, R: Wang Bing, CHN 1958)
- Wolkenstürmer, auch: Starfighter Tiger (The McConell Story, auch: Tiger in the Sky, R: Gordon Douglas, USA 1955) mit Alan Ladd, June Allyson, James Whitmore, Frank Faylen, Robert Ellis
- Ying xiong er nu (Heroic Sons and Daughters, auch: Heroic Breed, R: Wu Zhaoti (Zhaodi Wu od. Wu Chao-Ti), CHN 1964/1965)
- You yi (Friendship, R: Jun Li, CHN 1959) mit Jinming Li
- Yurda Dönüs (R: Nedim Otyam, TUR 1952) mit Nevin Aypar

Dokumentarfilme:
- Convictions R: David Caesar, AUS 1994 – Dokumentation über australische Kriegsteilnehmer
- Crevecoeur (Heartbreak Ridge, R: Jacques Dupont, FRA 1955) Dokumentarfilm 90 Min.
- Korea (Korea, R: John Ford, USA 1959) Doku-Kurzfilm mit George O’Brien als Erzähler
- This Is Korea! (This Is Korea!, R: John Ford, USA 1951) Dokumentarfilm 50 Min. mit John Ireland als Erzähler

Komödie, Satire, Parodie:
- As You Were (As You Were, auch: Present Arms R: Bernard Girard, USA 1951) mit William Tracy, Joe Sawyer, Russell Hicks
- M*A*S*H Spielfilm (M*A*S*H, R: Robert Altman, USA 1970) mit Donald Sutherland, Elliott Gould, Tom Skerritt, Sally Kellerman
- M*A*S*H Fernsehserie (M*A*S*H, Idee: Larry Gelbart, USA 1972–1983) mit Alan Alda, Wayne Rogers, McLean Stevenson

## Mau-Mau-Aufstand(1952–1960)
- Aufstand in Kenia, auch: „Kenia – Verbrannte Erde“ (The Kitchen Toto, R: Harry Hook, GBR 1987) mit Edwin Mahinda, Bob Peck
- Flammen über Afrika (Something of Value, R: Richard Brooks, USA 1957) mit Rock Hudson, Dana Wynter, Sidney Poitier
- Der König der Safari (Safari, R: Terence Young, GBR 1956) mit Victor Mature, Janet Leigh, John Justin, Roland Culver, Cy Grant
- Mau-Mau (Mau-Mau, R: Elwood Price, USA 1955) Dokudrama
- Simba (Simba, R: Brian Desmond Hurst, GBR 1955) mit Dirk Bogarde, Donald Sinden, Virginia McKenna, Basil Sydney
- Schüsse in Batasi (Guns at Batasi, R: John Guillermin, GBR 1964) mit Richard Attenborough, Jack Hawkins, Mia Farrow, Flora Robson – zeigt einen ungenannten Aufstand in einem namenlosen afrikanischen Land, es geht aber um den Mau-Mau-Aufstand

## Kubanische Revolution(1953–1959)
- Gefahr in Havanna (Pier 5, Havana, USA 1959, R.: Edward L. Cahn), mit Cameron Mitchell und Allison Hayes.
- Preludio 11, DDR/Kuba 1964, R: Kurt Maetzig, mit Günther Simon, Armin Mueller-Stahl, Gerry Wolff und Fred Delmare.
- Che! (Che!, R: Richard Fleischer, USA 1968) mit Omar Sharif, Jack Palance, Woody Strode, Cesare Danova, Robert Loggia
- Che – Revolución (Che – Part One: The Argentine, R: Steven Soderbergh, USA, FRA, ESP 2008) mit Benicio del Toro, Demián Bichir, Rodrigo Santoro, Santiago Cabrera, Édgar Ramírez
- Che – Guerrilla (Che – Part Two: Guerrilla, R: Steven Soderbergh, USA, FRA, ESP 2008) mit Benicio del Toro, Franka Potente
- Explosion in Cuba (Cuba, R: Richard Lester, USA 1979) mit Sean Connery, Brooke Adams, Jack Weston, Hector Elizondo
- Fidel (Fidel, R: David Attwood, USA 2002) Fernsehfilm mit Victor Huggo Martin, Gael García Bernal, Patricia Velásquez
- Havanna (Havana, R: Sydney Pollack, USA 1990) mit Robert Redford, Lena Olin, Alan Arkin, Tomás Milián, Tony Plana

## Algerienkrieg(1954–1964)
- Chronik der Jahre der Glut (Chronique des années de braise, R: Mohammed Lakhdar-Hamina, DZA 1975) mit Yorgo Voyagis
- Le complot (Die Verschwörung, R: René Gainville, F/I/E 1973), mit Jean Rochefort, Michel Bouquet und Michel Duchaussoy
- Deserter (R: Martin Huberty, GBR 2002) mit Paul Fox, Tom Hardy, Kate Maberly, Aitor Merino
- Die Ehre eines Kapitäns (L’Honneur d’un Capitaine, R: Pierre Schoendoerffer, FRA 1982) mit Jacques Perrin, Nicole Garcia
- Der Fall Kapitän Behrens – Fremdenlegionäre an Bord, R.: Wolfgang Staudte, mit Wolfgang Preiss, Marquard Bohm
- Flucht aus der Hölle, R.: Hans-Joachim Korbschmitt, DDR 1960, mit Armin Mueller-Stahl und Dietlind Müller-Stahl.
- Frances Tuesday (Ennemi intime, R: Jon Sen, GBR 2004) mit Tamzin Outhwaite, Douglas Henshall, Lennie James
- Die Hölle von Algier (L’Insoumis, R: Alain Cavalier, F 1965) mit Alain Delon, Lea Massari, Georges Géret
- Intimate Enemies – Der Feind in den eigenen Reihen (L’ennemi intime, R: Florent Emilio Siri, FRA 2007) mit Benoît Magimel, Albert Dupontel, Aurélien Recoing
- Der kleine Soldat (Le petit soldat, R: Jean-Luc Godard, FRA 1960/1963) mit Michel Subor, Anna Karina, László Szabó
- Kommando R.A.S. (R.A.S., R: Yves Boisset, ITA/FRA/TUN 1973) mit Jacques Spiesser, Jacques Villeret, Jacques Weber
- Madeleine und der Legionär (R.: Wolfgang Staudte, BRD 1957) mit Hildegard Knef, Bernhard Wicki, Hannes Messemer, Helmut Schmid, Joachim Hansen
- Marschier oder krepier (Marcia o crepa, R: Frank Wisbar, BEL/ESP/ITA/BRD 1962) mit Stewart Granger, Dietmar Schönherr und Peter Carsten
- Schlacht um Algier (La Battiglia di Algeri, R: Gillo Pontecorvo, ITA/DZA 1966) mit Brahim Hadjadj, Jean Martin
- Sie fürchten weder Tod noch Teufel (Lost Command, R: Mark Robson, USA 1966) mit Anthony Quinn, Alain Delon
- Der Verrat (La trahison, R: Philippe Faucon FRA/BEL 2005) mit Vincent Martinez, Ahmed Berrhama, Cyril Troley, Walid Bouzham

## Indisch-Chinesischer Grenzkrieg(1962)
- Haqeeqat (R: Chetan Anand, IND 1964) mit Balraj Sahni, Dharmendra, Priya Rajvansh, Sanjay Khan
- Tubelight (R: Kabir Khan, IND 2017) mit Salman Khan, Sohail Khan, Om Puri

## Indochinakriege

### Französischer Indochinakrieg(1946–1957)
- Alarm auf Stützpunkt Cat Bi (Bien lua, R: Pham Ky-Nam, VNM 1965) mit Anh-Thai, Ha Van-Trong, Doan-Dung, Vu Thanh-Tu
- Das schwarze Bataillon, auch Das Bataillon des Teufels (Cerny prapor, R: Vladimir Cech, Tschechoslowakei 1958) mit Günther Simon
- Die 317. Sektion (La 317ème section, R: Pierre Schoendoerffer, FRA/ESP 1965) mit Jacques Perrin, Bruno Cremer, Pierre Fabre
- Die Hölle von Dien Bien Phu (Jump Into Hell, R: David Butler, USA 1955) mit Jacques Sernas, Kurt Kasznar, Peter van Eyck
- Diên Biên Phú – Symphonie des Untergangs, auch: „Die Schlacht von Dien Bien Phu“ (Diên Biên Phu, R: Pierre Schoendoerffer, FRA 1992) mit Donald Pleasence, Patrick Catalifo, Ludmila Mikaël
- Dschungelzeit (R: Jörg Foth, DDR/VNM 1988) mit Hans-Uwe Bauer
- Erinnerungen an Dien Bien Phu (Ky uc Dien Bien, R: Do Minh Tuan, VNM 2004) mit Kieu Anh, Pham Quang Anh, Isaak Le
- Fort-du-fou (R: Léo Joannon, F 1963), mit Jaques Harden, Alain Saury und Jean Rochefort
- Geschwader Fledermaus (R.: Erich Engel, DDR 1958) mit Günther Simon, Kurd Pieritz und Nguyen Thi Hoa
- Patrouille de choc (Ursprünglicher Titel: Patrouille sans espoir, R: Claude Bernard-Aubert, F 1956), mit Jean Pontoizeau, Alain Bouvette und Jean-Claude Michel
- Sie fürchten weder Tod noch Teufel (Lost Command, R: Mark Robson, USA 1966) mit Anthony Quinn, Alain Delon, George Segal, Claudia Cardinale, Michèle Morgan, Maurice Ronet

Dokumentarfilme:
- Diên Biên Phu: Le rapport secret (Diên Biên Phu: Le rapport secret, FRA 2004) (Fernsehfilm/Dokumentation)

### Vietnamkrieg(1955–1975)
- 84 Charlie Mopic (84C MoPic, R: Patrick Sheane Duncan, USA 1989) mit Jonathan Emerson, Nicholas Cascone, Jason Tomlins
- 1968 Tunnel Rats, auch: „Tunnel Rats“, auch: „Tunnel Rats – Abstieg in die Hölle“ (1968 Tunnel Rats, R: Uwe Boll, CAN/DEU 2008) mit Michael Paré, Wilson Bethel, Adrian Collins, Jane Le
- A Bright Shining Lie – Die Hölle Vietnams (A Bright Shining Lie, R: Terry George, USA 1998) mit Bill Paxton, Donal Logue, Kurtwood Smith, Eric Bogosian, Karina Logue, Amy Madigan, Vivian Wu
- Air America (Air America, R: Roger Spottiswoode, USA 1990) mit Mel Gibson, Robert Downey Jr.
- American Mission (American Mission, R: Philip Ko, HKG 1988) mit Derrel Cartwright, Sam King, Joe Davis, Pat Allen
- Apocalypse Now (Apocalypse Now, R: Francis Ford Coppola, USA 1979) mit Marlon Brando, Martin Sheen, Robert Duvall, Laurence Fishburne, Harrison Ford, Dennis Hopper, Frederic Forrest
- BAT-21 – Mitten im Feuer (Bat*21, R: Peter Markle, USA 1988) mit Gene Hackman, Danny Glover, Jerry Reed, Clayton Rohner
- Birdy (Birdy, R: Alan Parker, USA 1984) mit Matthew Modine, Nicolas Cage, John Harkins, Sandy Baron, Karen Young
- City Commando (The Annihilators, R: Charles E. Sellier Jr., USA 1985) mit Jim Antonio, Sid Conrad, Gerrit Graham, Paul Koslo
- Cobra Force (Strike Commando, R: Bruno Mattei, ITA 1987) mit Reb Brown, Luciano Pigozzi, Jim Gaines, Christopher Connelly
- Combat Shock (Combat Shock, R: Buddy Giovinazzo, USA 1986) mit Rick Giovinazzo, Veronica Stork, Mitch Maglio, Asaph Livni
- Coming Home – Sie kehren heim (Coming Home, R: Hal Ashby, USA 1977) mit Jane Fonda, Jon Voight, Bruce Dern, Robert Ginty
- Dead Presidents, (Dead Presidents, R: Albert Hughes, USA 1995) mit Chris Tucker, Larenz Tate, Keith David
- Deadly Nam (R: Markus Hagen, DEU 2006) mit Alexander Ahlden, Philip Brandt, Andre Fuhrmann, Florian Gillwald, Lars Krolik
- Der 17. Breitengrad – Tag und Nacht (Vi tuyen 17 – ngay va dem, R: Hai Ninh, VNM 1973) mit Duong Ba Loc, Dao Mong Long
- Der steinerne Garten (Gardens Of Stone, R: Francis Ford Coppola, USA 1987) mit James Caan, Anjelica Huston, James Earl Jones
- Der Sturm bricht los (Noi Gio, R: Lè Hyen, Huy Thanh, VNM 1966) mit The Anh, Thuy Vàn, Dotcho Kossev, Van Hòy, Ma Hai Nhi
- Die Boys von Kompanie C (The Boys From Company C, R: Sidney J. Furie, HKG/USA 1977) mit Stan Shaw, Andrew Stevens
- Die durch die Hölle gehen (The Deer Hunter, R: Michael Cimino, USA 1978) mit Robert De Niro, Christopher Walken, Meryl Streep
- Die grünen Teufel (The Green Berets, R: John Wayne, Ray Kellogg, USA 1968) mit John Wayne, David Janssen, Jim Hutton
- Die Kriegerin (A Soldier’s Sweetheart, R: Thomas Michael Donnelly, USA 1998) mit Kiefer Sutherland, Georgina Cates, Skeet Ulrich, Daniel London, Louis Vanaria, Christopher Birt
- Die letzte Schlacht (Go tell the Spartans, R: Ted Post, USA 1978) mit Burt Lancaster, Craig Wasson, Marc Singer, David Clennon
- Die Verdammten des Krieges (Casualties of War, R: Brian De Palma, USA 1989) mit Michael J. Fox, Sean Penn, Erik King
- Dont’t cry, it’s only Thunder (Dont’t cry, it’s only Thunder, R: Peter Werner, USA 1982) mit Dennis Christopher, Susan Saint James
- Dreckige Hunde (Who’ll Stop the Rain, R: Karel Reisz, USA 1978) mit Nick Nolte, Tuesday Weld, Michael Moriarty, Anthony Zerbe
- Einmal Hölle und zurück (Purple Hearts, R: Sidney J. Furie, USA 1984) mit Ken Wahl, Cheryl Ladd, Stephen Lee
- Final Reprisal (Final Reprisal, auch: Platoon Without Return, R: Teddy Page, PHL 1988) mit El Chameleon, Gary Daniels
- Firebase – Blutige Offensive, auch: „Blutige Offensive“ (The Siege of Firebase Gloria, auch: The Firebase, R: Brian Trenchard-Smith, AUS/PHL 1989) mit Wings Hauser, R. Lee Ermey, Robert Arevalo
- Fürs Vaterland zu sterben (Friendly Fire, R: David Greene USA 1979) mit Carol Burnett, Ned Beatty, Timothy Hutton
- Flug durch die Hölle (Flight Of The Intruder, R: John Milius, USA 1991) mit Danny Glover, Willem Dafoe, Rosanna Arquette
- Forrest Gump (Forrest Gump, R: Robert Zemeckis, USA 1994) mit Tom Hanks, Robin Wright Penn, Gary Sinise
- Full Metal Jacket (Full Metal Jacket, R: Stanley Kubrick, USA 1987) mit Matthew Modine, Vincent D’Onofrio, Adam Baldwin
- Geboren am 4. Juli (Born On The Fourth Of July, R: Oliver Stone, USA 1989) mit Tom Cruise, Raymond J. Barry, Caroline Kava
- Geschehen, neu gesehen. – „Wahre Geschichte“. Vietnam. Ein Bürgerkrieg, ARTE Reportage, Regie: Bernard George, Frankreich 2021[7]
- Ghost Soldiers (R-Point, R: Su-chang Kong, KOR 2004) mit Woo-seong Kam, Byung-ho Son, Tae-kyung Oh, Jin-ho Song
- Going Back (Going Back, auch: Under Heavy Fire, R: Sidney J. Furie, USA 2001) mit Casper Van Dien, Jaimz Woolvett, Joseph Griffin, Kenny Johnson, Scott Taylor, Carré Otis, Martin Kove
- Good Morning, Vietnam (Good Morning, Vietnam, R: Barry Levinson, USA 1987) mit Robin Williams, Forest Whitaker
- Hail, Hero! (Hail, Hero!, R: David Miller, USA 1969) mit Michael Douglas, Arthur Kennedy, Teresa Wright, John Larch
- Hamburger Hill (Hamburger Hill, R: John Irvin, USA 1987) mit Dylan McDermott, Steven Weber, Courtney B. Vance, Don James
- Hell on Battleground (Hell on the Battleground, R: David A. Prior, USA 1989) mit William Smith, Fritz Matthews, Ted Prior
- Jäger der Apokalypse (L’ultimo cacciatore, auch: Hunter of the Apocalypse, The Last Hunter, Il cacciatore, R: Antonio Margheriti, ITA 1980) mit David Warbeck, Tisa Farrow, Tony King
- NAM – Dienst in Vietnam (Tour of Duty, USA 1987–1990) Fernsehserie mit Stephen Caffrey, Terence Knox, Kevin Conroy
- P.O.W. – Prisoner of War, auch: „Gefangene des Krieges“ (In Love and War, R: Paul Aaron, USA 1987) mit Jane Alexander, James Woods, Concetta Tomei, Haing S. Ngor, Richard McKenzie
- Phantom Soldiers – Armee im Schatten (Phantom Soldiers, R: Teddy Page, ITA/PHL 1987) mit Max Thayer, Corwin Sperry, Jack Yates, Jim Gaines, Richard King, David Light, Mike Monty
- Platoon (Platoon, R: Oliver Stone, USA 1986) mit Charlie Sheen, Keith David, Forest Whitaker, Kevin Dillon, Johnny Depp
- Platoon Leader (Platoon Leader, R: Aaron Norris, USA 1988) mit Michael Dudikoff, Michael DeLorenzo, Rick Fitts
- Rescue Dawn (Rescue Dawn, R: Werner Herzog, USA 2006) mit Christian Bale, Steve Zahn, Jeremy Davies, Marshall Bell
- Sonderkommando Wild Cat, auch: „Kommando Invasion“ (Intrusion Cambodia, R: Jun Gallardo, PHL/USA 1981) mit Vic Vargas, Richard Harrison, Robert Lee, Dick Israel, Jim Gaines, Dax Rivera
- The Crazy World of Julius Vrooder (The Crazy World of Julius Vrooder, R: Arthur Hiller, USA 1974) mit Timothy Bottoms, Barbara Hershey, George Marshall, Lawrence Pressman, Albert Salmi
- Tigerland (Tigerland, R: Joel Schumacher, USA/DEU 2000) mit Colin Farrell, Matthew Davis, Clifton Collins junior, Tom Guiry
- Under Arrest – Gefangen in der Hölle (The Last P.O.W.? The Bobby Garwood Story, R: Georg Stanford Brown, USA 1992) mit Ralph Macchio, Martin Sheen, Noah Blake, Steve Park, Le Tuan
- War Bus (Warbus, R: Ted Kaplan, ITA/PHL 1985) mit Daniel Stephen, Romano Kristoff
- Wir waren Helden (We Were Soldiers, R: Randall Wallace, USA 2002) mit Mel Gibson, Greg Kinnear, Madeleine Stowe
- Zwischen Himmel und Hölle (Heaven & Earth, R: Oliver Stone, USA 1993) mit Hiep Thi Le, Tommy Lee Jones, Haing S. Ngor

Dokumentarfilme:
- 2. Kompanie, 1. Zug, Vietnam 1966, auch: Abteilung Anderson, auch: The Anderson Platoon (La section Anderson, R: Pierre Schoendoerffer, FRA 1967)
- Apokalypse Vietnam (Apokalypse Vietnam, DEU 2000) Fünfteilige Dokumentarserie. Teil 1 – Narben des Krieges (von Wolfgang Wegner), Teil 2 – Schlachtfeld im Kalten Krieg (von Sebastian Dehnhardt), Teil 3 – Der amerikanische Kreuzzug (von Sebastian Dehnhardt), Teil 4 – Der Krieg der Vietcong (von Jürgen Eike), Teil 5 – Der lange Weg zum Frieden (von Jürgen Eike)
- Dear America – Briefe aus Vietnam (Dear America: Letters Home from Vietnam, R: Bill Couturié, USA 1987) mit den Stimmen von Ellen Burstyn, Willem Dafoe, Robert De Niro, Matt Dillon, Harvey Keitel, Martin Sheen, Robin Williams
- Flucht aus Laos (Little Dieter Needs to Fly, R: Werner Herzog, FRA/GBR/DEU 1997) mit Werner Herzog als Erzähler, Dieter Dengler, Eugene Deatrick
- In the Year of the Pig (In the Year of the Pig, R: Emile de Antonio, USA 1968) Dokumentation mit David Halberstam, Arthur M. Schlesinger, Daniel Berrigan, Thruston B. Morton, Paul Mus
- Interviews with My Lai Veterans (R: Joseph Strick, USA 1971) Oscarprämierte Kurzdokumentation
- The Vietnam War: A Descent Into Hell (The Vietnam War: A Descent Into Hell, USA 1999) Sprecher Martin Sheen. Mit Daniel Ellsberg, Edward Lansdale, Robert McNamara, Walt Rostow
- Winter Soldier (Winter Soldier, USA 1972) Interview mit 30 Vietnamveteranen die in dieser Doku zu Wort kommen.
- Lighter than Orange – The Legacy of Dioxin in Vietnam (Lighter than Orange – The Legacy of Dioxin in Vietnam), Regie Matthias Leupold, Deutschland 2015, DE, EN, FR, VN, ES, Künstlerischer Dokumentarfilm, Interviews mit 12 vietnamesischen Veteranen, die von Agent Orange betroffen sind.
- Vietnam, TV-Dokuserie von u. a. Ken Burns mit vielen neuen Zeitzeugeninterviews (2017 in USA und auf Deutsch gekürzt ausgestrahlt) – Original: The Vietnam War, Länge 18 Stdn.

### Dritter Indisch-Pakistanischer Krieg1971
- Deewaar – Hölle ohne Wiederkehr (Deewaar: Let’s Bring Our Heroes Home)(Gaurang Doshi’s Deewaar) R: Milan Luthria, Ind 2004 mit Amitabh Bachchan, Sanjay Dutt
- Border R: Jyoti Prakash Dutta, Ind 1997 mit Sunny Deol
- 1971: Beyond Borders R: Major Ravi (= A. K. Raveendran), Ind 2017 mit Mohanlal(= Mohanlal Viswanathan)
- 1971 R: Amrit Sagar, Ind 2007 mit Manoj Bajpai, Ravi Kishan, Deepak Dobriyal
- Hindustan Ki Kasam auch (An Oath on India) R: Chetan Anand, Ind 1973 mit Raaj Kumar, Priya Rajvansh, Vijay Anand
- The Ghazi Attack auch Ghazi auch Impact Crash R: Sankalp Reddy, Ind 2017 mit Rana Daggubati, Kay Kay Menon
- Aakraman R: J. Om Prakash, Ind 1975 mit Ashok Kumar, Sanjeev Kumar, Rakesh Roshan, Rekha

## Portugiesischer Kolonialkrieg(1961–1974)
- Os Demonios de Alcacer-Quibir (Die Dämonen von Ksar-el-Kebir, R: José Fonseca e Costa, PORT 1975).
- La Vitta e Bella (Das Leben ist schön, R: Grigori Naumowitsch Tschuchrai, POR/ITA/UdSSR 1979)
- Sorte que tal Morte (Glück, dass jener Tod R: Joao Matos Silva, POR 1981)
- Acto dos Feitos da Guiné (Akt der Geschehnisse von Guinea-Bissau, R: Fernando Matos Silva, POR 1980)
- Ein portugiesischer Abschied (Um Adeus Português, R: João Botelho, POR 1985)
- Era Uma Vez Um Alferes (Es war einmal ein Leutnant, R: Luís Filipe Rocha, POR 1987)
- Matar Saudades (Tötung von Sehnsüchten, R: Fernando Lopes, POR 1987)
- A Idade Maior (wörtlich: Volljährigkeit, dt. Titel: Am Ende einer Kindheit, R: Teresa Villaverde, POR 1990)
- Non oder Der vergängliche Ruhm der Herrschaft („Non“, ou A Vã Glória de Mandar, R: Manoel de Oliveira, POR/FRA/ESP 1990)
- Ao Sul (Nach Süden, R: Fernando Matos Silva, POR 1993)
- A Tempestade da Terra (Das Unwetter der Erde, R: Fernando d’Almeida e Silva, POR 1998)
- Nelken für die Freiheit (Capitães de Abril, wörtlich: Hauptmänner des April, R: Maria de Medeiros, POR 2000, ausgestrahlt auf Arte 21. April 2003)
- O Gotejar da Luz (Das Tröpfeln des Lichtes, R: Fernando Vendrell, POR/MOZ 2002)
- Preto e Branco (Schwarz und Weiß, R: José Carlos de Oliveira, POR 2003)
- Assalto ao Santa Maria (Überfall auf die Santa Maria, R: Francisco Manso, POR 2009)

Dokumentarfilme:
- Gestos & Fragmentos – Ensaio sobre os Militares e o Poder (Gesten und Fragmente – Essay über die Militärs und die Macht, R: Alberto Seixas Santos, POR 1982)
- A Guerra (Der Krieg, TV-Mehrteiler und DVD-Editionen, R: Joaquim Furtado, POR 2007/2010)
- Quem Vai à Guerra (Wer in den Krieg zieht, R: Marta Pessoa, POR 2011)

## Rhodesienkrieg(1965–1979)
- Whispering Death – „Der flüsternde Tod“ (BRD/GB 1976, R: Jürgen Goslar) mit James Faulkner, Christopher Lee, Horst Frank, Erik Schumann
- Spiel der Geier (Game for Vultures, R: James Fargo, GB 1979) mit Richard Harris, Joan Collins, Richard Roundtree

## Kambodschanischer Bürgerkrieg(1967–1975)
- The Killing Fields – Schreiendes Land (The Killing Fields, R: Roland Joffé, GBR 1984) mit Sam Waterston, Haing S. Ngor, John Malkovich

## Libanesischer Bürgerkrieg(1975–1990)
- Al-I’sar (Al-I’sar, R: Samir Habchi, LBN 1992) mit Ara Manoukian, Philippe Akiki, Nadine Habchi
- Delta Force (The Delta Force, R: Menahem Golan, USA/ISR 1986) mit Chuck Norris, Lee Marvin, Martin Balsam, Joey Bishop
- Navy Seals – Die härteste Elitetruppe der Welt (Navy SEALs, R: Lewis Teague, USA 1990) mit Charlie Sheen, Michael Biehn
- War Zone – Todeszone (Deadline, R: Nathaniel Gutman, ISR 1987) mit Christopher Walken, Marita Marschall, Hywel Bennett
- Die Kinder von Beirut (West Beyrouth (À l’abri les enfants), R: Ziad Doueiri, FRA/NOR/LBN/BEL 1998) mit Rami Doueiri
- Zozo (Zozo, R: Josef Fares SWE/GBR/DNK 2005) mit Imad Creidi, Antoinette Turk, Viktor Axelsson, Lucas Löwenäng

## Befreiungskrieg Osttimors gegen Indonesien(1975–2002)
- A Guerra da Beatriz (R: Bety Reis TSL 2013) mit Augusto Soares, José da Costa
- Balibo (R: Robert Connolly, AUS 2009) mit Anthony LaPaglia, Oscar Isaac

## Nicaraguanischer Bürgerkrieg(1977–1989)
- Der Aufstand (BRD/Costa Rica 1980, mit Agustin Pereira, Carlos Catania, R: Peter Lilienthal)
- Alsino und der Condor (Alsino y el cóndor, NIC 1982, mit Dean Stockwell, Alan Esquivel, R: Miguel Littín)
- Under Fire (USA 1983, mit Nick Nolte, Joanna Cassidy, Gene Hackman, Ed Harris, R: Roger Spottiswoode)
- Carla’s Song (Carla’s Song, GB 1996, mit Robert Carlyle, Oyanka Cabezas, R: Ken Loach)
- Latino (Latino, USA 1985, mit Robert Beltran, Annette Charles, R: Haskell Wexler)

Dokumentarfilme:
- Target Nicaragua. Inside a Covert War (USA 1983, R: Saul Landau)
- Wie ein freier Vogel – Como un pajaro libre (BRD 1987, R: Hark Bohm)

## Sowjetisch-Afghanischer Krieg(1979–1989)
- Afghan Breakdown (Afganskij islom, R: Wladimir Bortko, SUN/ITA 1991) mit Michele Placido, Tatjana Dogilewa, Michail Schigalow, Filipp Yankovsky, Aleksey Serebryakov, Nikolai Ustinov
- Afghanistan Connection (I giorni dell’inferno, R: Tonino Ricci, ITA 1985) mit Bruno Minniti, Kiwako Harada, Lawrence Richmond, Renato Rossini, Werner Pochath, Alberto Dell’Acqua
- Bestie Krieg (The Beast auch: The Beast of War, R: Kevin Reynolds, USA 1988) mit Steven Bauer, George Dzundza, Jason Patric, Stephen Baldwin, Kabir Bedi, Erick Avari, Victor Ken
- Der Krieg des Charlie Wilson (Charlie Wilson’s War, R: Mike Nichols, USA 2007) mit Tom Hanks, Amy Adams, Julia Roberts
- Die Neunte Kompanie (9 rota, R: Fjodor Bondartschuk, RUS/FIN/UKR 2005) mit Fjodor Bondarchuk, Michail Jewlanow, Aleksei Chadow, Iwan Kokorin, Konstantin Kryukov, Artur Smolyaninov
- Gruz 300 (R: Georgi Kuznezow, SUN 1989) mit Romualds Ancans, Aleksandr Danilchenko, Aleksandr Cheskidow, Yevgeni Buntov
- Rambo III (R: Peter MacDonald USA 1988) mit Sylvester Stallone, Richard Crenna, Marc de Jonge, Kurtwood Smith

## Erster Libanonkrieg(1982)
- Lebanon (Lebanon, auch: Levanon R: Samuel Maoz, ISR/FRA/DEU/LBN 2009) mit Yoav Donat, Itay Tiran, Oshri Cohen
- Waltz with Bashir, auch: „Walzer mit Bashir“ (Vals Im Bashir, R: Ari Folman, ISR/FRA/DEU 2008) dokumentarischer Trickfilm, Sprecher: Ron Ben-Yishai, Ronny Dayag, Ari Folman

## Falklandkrieg(1982)
- 1982, Estuvimos ahí (Guerra de Malvinas – Falkland War, auch: 1982, We were there, R: César Turturro, Fernando Acuñ, ARG)[8]
- An Ungentlemanly Act (An Ungentlemanly Act, R: Stuart Urban, GBR 1992) Fernsehfilm mit Ian Richardson, Rosemary Leach
- Der Dank des Vaterlandes (Tumbledown, R: Richard Eyre, GBR 1988) Fernsehfilm mit Colin Firth, Paul Rhys, David Calder
- Die Kinder des Krieges (Los Chicos De La Guerra, R: Bebe Kamin, ARG 1984) mit Carlos Abbate, Luis Agustoni
- Resurrected (Resurrected, R: Paul Greengrass, GBR 1989) mit Tom Bell, Rita Tushingham, David Thewlis, Rudi Davies
- This Is England, auch: „This is England – Ende einer Kindheit“ (This Is England, R: Shane Meadows, GBR 2006) mit Thomas Turgoose, Stephen Graham, Jo Hartley, Andrew Shim
- The Falklands Play (The Falklands Play, R: Michael Samuels, GBR 2002) mit Patricia Hodge, James Fox, Michael Cochrane
- Vom Feuer erleuchtet (Iluminados por el fuego R: Tristán Bauer ARG/ESP 2005) mit Gastón Pauls, Pablo Riva, César Albarracín

Dokumentarfilme:
- Die andere Seite der Medaille – Die Falklands, auch: „Der Falkland-Krieg“ (Falklands – The Untold Story, R: Peter Kosminsky, GBR 1987) Dokumentation 100 Min.
- War in the Falklands (War in the Falklands, R: Mike Beckham, GBR 2002) Dokumentation mit Mark Halliley als Sprecher

## Irakkriege

### Erster Golfkrieg(Iran-Irak-Krieg 1980–1988)
- Al Hodood Al Multahebah (Al Hodood Al Multahebah, auch: The Flamed Borders, R: Saheb Haddad, IRQ 1987)
- Kilomètre zéro (Kilomètre zéro, R: Hiner Saleem, FRA/IRQ/FIN 2005) mit Nazmi Kırık, Eyam Ekrem, Belcim Bilgin
- Persepolis (Persepolis, R: Vincent Paronnaud, Marjane Satrapi, FRA/USA 2007) mit den Stimmen von Chiara Mastroianni/Jasmin Tabatabai, Catherine Deneuve/Eva Kryll
- Sea Clamor (Sea Clamor, R: Sabeeh Abdil Kareem, IRQ 1987)

Dokumentarfilme:
- Story of a War (Story of Iran-Iraq (1980–1988) war part1–5, P: Ramel Inc./Simitar Entertainment Inc. 1989)[9]

### Zweiter Golfkrieg(1990–1991)
- Bravo Two Zero – Hinter feindlichen Linien (Bravo Two Zero, R: Tom Clegg, ZAF/GBR 1999) mit Sean Bean, Steve Nicolson
- Jarhead – Willkommen im Dreck (Jarhead, R: Sam Mendes, USA 2005) mit Jake Gyllenhaal, Jamie Foxx, Peter Sarsgaard
- L’aube du monde (auch: Dawn of the World, R: Abbas Fahdel, IRQ/FRA/DEU 2008) mit Karim Saleh, Hafsia Herzi
- Live aus Bagdad (Live From Baghdad, R: Mick Jackson, USA 2002) Fernsehfilm mit Michael Keaton, Helena Bonham Carter
- Mut zur Wahrheit (Courage Under Fire, R: Edward Zwick, USA 1996) mit Denzel Washington, Meg Ryan
- Operation Wüstensturm (The Heroes of Desert Storm, R: Don Ohlmeyer, USA 1991) mit Richard Assad, Lance August
- Retour à Babylone (Retour à Babylone; auch: Back to Babylon, R: Abbas Fahdel, FRA 2002) mit Abbas Fahdel, Sami Kaftan
- S.E.A.L.S. – Die härteste Elitetruppe der U.S. Marine (The Finest Hour, R: Shimon Dotan, USA 1992) mit Rob Lowe, Gale Hansen
- Schildkröten können fliegen (Lakposhtha hâm parvaz mikonand, R: Bahman Ghobadi, IRQ/IRN/FRA 2004) mit Soran Ebrahim, Avaz Latif, Saddam Hossein Feysal, Hiresh FMut zur Wahrheiteysal Rahman
- Thanks of a Grateful Nation (Thanks of a Grateful Nation, R: Rod Holcomb, USA 1998) Fernsehfilm mit Ted Danson, Jennifer Jason Leigh, Brian Dennehy, Marg Helgenberger, Steven Weber
- Three Kings – Es ist schön König zu sein (Three Kings, R: David O. Russell, USA 1999) mit George Clooney, Mark Wahlberg, Ice Cube, Spike Jonze, Cliff Curtis, Nora Dunn, Jamie Kennedy
- Todeskommando Irak (The One That Got Away, R: Paul Greengrass, GBR 1996) Fernsehfilm mit Jody Abrahams

Dokumentarfilme:
- Nous les Irakiens (Nous les Irakiens, auch: We Iraqis, R: Abbas Fahdel, FRA 2004) mit Abbas Fahdel, Mowafak Abed-Salih, George W. Bush, El-Hiti, Saddam Hussein
- To Sell a War (To Sell a War, USA 1992)

Komödie, Satire, Parodie:
- Bob Roberts (Bob Roberts, R: Tim Robbins, USA/GBR 1992) mit Tim Robbins, Giancarlo Esposito, Gore Vidal

### Dritter Golfkrieg(2003)
- American Soldiers – Ein Tag im Irak (American Soldiers, R: Sidney J. Furie, CAN 2005) mit Curtis Morgan, Zan Calabretta
- Battle for Haditha (Battle for Haditha, R: Nick Broomfield, GBR 2007) mit Matthew Knoll, Eric Mehalacopoulos
- Generation Kill (Generation Kill, USA 2008) Fernsehserie
- Green Zone (Green Zone, R: Paul Greengrass, USA 2010) mit Matt Damon, Brendan Gleeson, Greg Kinnear, Amy Ryan
- Home of the Brave (Home of the Brave, R: Irwin Winkler, USA 2006) mit Samuel L. Jackson, Jessica Biel, 50 Cent
- Im Tal von Elah (In the Valley of Elah, R: Paul Haggis, USA 2007) mit Tommy Lee Jones, Charlize Theron, Josh Brolin
- Over There – Kommando Irak (Over There, Idee: Steven Bochco, Chris Gerolmo, USA 2005) Fernsehserie mit Josh Henderson, Luke Macfarlane, Erik Palladino, Sticky Fingaz
- Redacted (Redacted, R: Brian De Palma, USA 2007) mit Francois Caillaud, Patrick Carroll (Massaker von Mahmudiyya)
- Stop-Loss (Stop-Loss, R: Kimberly Peirce, USA 2008) mit Ryan Phillippe, Joseph Gordon-Levitt, Rob Brown, Channing Tatum
- Tal der Wölfe – Irak (Kurtlar vadisi – Irak, R: Serdar Akar, TUR 2006) mit Necati Şaşmaz, Billy Zane, Ghassan Massoud
- Tödliches Kommando – The Hurt Locker (The Hurt Locker, R: Kathryn Bigelow, USA 2008) mit Jeremy Renner, Guy Pearce
- The Situation (The Situation, R. Philip Haas, USA 2006) mit Connie Nielsen, Damian Lewis, Mido Hamada
- American Sniper (American Sniper, Clint Eastwood, USA 2014) mit Bradley Cooper, Sienna Miller, Kyle Gallner basierend auf der Autobiographie von Chris Kyle

Dokumentarfilme:
- The Ground Truth: After the Killing Ends (The Ground Truth: After the Killing Ends, R: Patricia Foulkrod, USA 2006)

## Kroatienkrieg(1991–1995)
- Harrison’s Flowers (Les fleurs d’Harrison, R: Élie Chouraqui, FRA 2000) mit Andie MacDowell, Elias Koteas, Brendan Gleeson

Dokumentarfilme:
- Warheads (Warheads, R: Romuald Karmakar, DEU/FRA 1993) Dokumentarfilm, in dem ein deutscher Ex-Fremdenlegionär und ein englischer Söldner über ihre „Arbeit“ berichten. (Original mit deutschen Untertiteln)

## Sierra-leonischer Bürgerkrieg(1991–2002)
- Blood Diamond (Blood Diamond, R: Edward Zwick, USA 2006) mit Leonardo DiCaprio, Djimon Hounsou, Jennifer Connelly, Arnold Vosloo

## Bosnienkrieg(1992–1995)
- Demony wojny według Goi (Demony wojny według Goi, auch: Demons of War, R: Władysław Pasikowski, POL 1998) mit Bogusław Linda, Tadeusz Huk, Zbigniew Zamachowski
- Das Leben ist ein Wunder (Život je čudo, R: Emir Kusturica, YUG/FRA 1997) mit Slavko Štimac, Nataša Solak, Vesna Trivalić
- Der Blick des Odysseus (To Vlemma tou Odyssea, R: Theo Angelopoulos, GRC/DEU/FRA/ITA/BIH 1995) mit Harvey Keitel, Erland Josephson, Maia Morgenstern, Thanasis Vengos
- Der perfekte Kreis (Savrseni krug, R: Ademir Kenovic, BIH/FRA 1997) mit Mustafa Nadarevic, Almedin Leleta, Almir Podgorica
- Dörfer in Flammen (Lepa sela lepo gore, R: Srđan Dragojević, YUG 1996) mit Dragan Bjelogrlić, Nikola Kojo, Dragan Maksimović
- Esmas Geheimnis – Grbavica (Grbavica, R: Jasmila Žbanić, AUT/BIH/DEU/HRV 2006) mit Mirjana Karanović, Luna Mijović
- Im Fadenkreuz – Allein gegen alle (Behind Enemy Lines, R: John Moore, USA 2001) mit Owen Wilson, Gene Hackman, David Keith
- Hunting Party – Wenn der Jäger zum Gejagten wird (The Hunting Party, R: Richard Shepard, USA/BIH/HRV 2007) mit Terrence Howard, Richard Gere, James Brolin, Diane Kruger
- No Man’s Land (Ničija zemlja, R: Danis Tanovic, BIH/SVN/GBR/ITA/BEL/FRA 2001) mit Branko Đurić, Rene Bitorajac
- Savior, auch: „Savior – Soldat der Hölle“ (Savior, R: Predrag Antonijević, USA 1998) mit Dennis Quaid, Nastassja Kinski
- Schüsse durchs Herz (Shot Through the Heart, R: David Attwood, CAN/USA 1998) mit Linus Roache, Vincent Perez, Lia Williams
- Sturm (Storm, R: Hans-Christian Schmid, DEU/DNK/NLD 2009) mit Kerry Fox, Anamaria Marinca, Stephen Dillane, Rolf Lassgård
- Underground (Underground, R: Emir Kusturica, FRA/YUG/DEU 1996) mit Miki Manojlović, Lazar Ristovski, Ernst Stötzner
- Vor dem Regen (Before the Rain, R: Milcho Manchevski, MKD 1994) mit Katrin Cartlidge, Rade Šerbedžija, Grégoire Colin
- Vrijeme za… (Vrijeme za…, auch: Tempo di amare R: Oja Kodar, HRV/ITA 1993) mit Miljenka Androic, Andrea Bakovic, Ivan Brkic
- Warriors – Einsatz in Bosnien (Warriors, R: Peter Kosminsky, GBR 1999) Fernsehfilm mit Damian Lewis, Matthew Macfadyen
- Welcome to Sarajevo (Welcome to Sarajevo, R: Michael Winterbottom, GBR/USA 1997) mit Stephen Dillane, Woody Harrelson, Marisa Tomei, Kerry Fox, Goran Visnjic

Dokumentarfilme:
- Bosna! (Bosna!, R: Alain Ferrari und Bernard-Henri Lévy, FRA/BIH 1994) Während des Krieges (1993/1994) filmte ein Kamerateam in besetzten bosnischen Städten und an den Frontlinien um das Grauen des Krieges zu dokumentieren.

Komödie, Satire, Parodie:
- Gori vatra – Feuer!, auch: „Fuse“ (Gori vatra, R: Pjer Žalica, BIH/AUT/TUR/FRA 2003) mit Enis Bešlagić, Bogdan Diklić, Saša Petrović

## Erster Tschetschenienkrieg(1994–1996)
- Chechenia Warrior (russ. Медвежья охота (übersetzt: Bärenjagd), R: Waleri Nikolajew, RUS 2007) mit Wiktor Liwanow, Dana Borissowa, Andrei Kasakow, Dan Miller, Clint Jackson
- Chechenia Warrior 2 (Voina, R: Alexei Balabanow, RUS 2002) mit Alexei Chadow, Ian Kelly, Ingeborga Dapkūnaitė, Sergei Bodrow
- Das Irrenhaus (Dom durakow, R: Andrei Kontschalowski, RUS/FRA 2002) mit Julija Wysozkaja, Jewgeni Mironow
- Gefangen im Kaukasus (Kawkaski plennik, R: Sergei Wladimirowitsch Bodrow, RUS/KAZ 1996) mit Oleg Menschikow, Sergei Sergejewitsch Bodrow
- War Fighter (Grosowyje worota, R: Andrei Maljukow, RUS 2006) Miniserie mit Michail Poretschenkow, Wjatscheslaw Rasbegaew

## Kargil-Krieg(Dritter Kaschmirkrieg 1999)
- Mut zur Entscheidung – Lakshya (Lakshya, R: Farhan Akhtar, IND 2004) mit Amitabh Bachchan, Hrithik Roshan, Preity Zinta, Om Puri

## Darfur-Konflikt(2003 – heute)
- Darfur (Darfur, R: Uwe Boll, DEU/CAN/ZAF 2009) mit Kristanna Loken, David O’Hara, Noah Danby, Billy Zane

Dokumentarfilme:
- Darfur Now (Darfur Now, R: Ted Braun, USA 2007) mit Ahmed Mahmoud Abakar, Don Cheadle, Hillary Clinton, George Clooney, John McCain, Arnold Schwarzenegger, u. v. a.
- Die Todesreiter von Darfur (The Devil Came On Horseback, USA 2007) Film von Ricki Stern und Anne Sundberg mit Brian Steidle
- Google Darfur (Google Darfur, R: Robert Simental, USA 2007) Doku 97 Min.

## Kaukasuskrieg 2008
- 5 Days of War (5 Days of War, auch: Five Days of War, auch: 5 Days of August, R: Renny Harlin, USA/GEO 2011) mit Rupert Friend, Val Kilmer, Andy García, Antje Traue
- Achter August (Август. Восьмого, R: Dschanik Faisijew, RUS 2012) mit Swetlana Iwanowa, Maxim Matwejew, Jegor Berojew
- Olympus Inferno (Олимпус Инферно, R: Igor Woloschin, RUS 2009) mit Polina Filonenko, Henry David

## Krieg gegen den Terrorismus

### Terroranschläge am 11. September 2001
- An Bord der Tiger Cruise (Tiger Cruise, R: Duwayne Dunham, USA 2004) Fernsehfilm mit Hayden Panettiere, Bill Pullman
- DC 9/11: Time of Crisis (DC 9/11: Time Of Crisis, R: Brian Trenchard-Smith, CAN/USA 2003) Fernsehfilm mit Timothy Bottoms, John Cunningham, David Fonteno, Gregory Itzin
- Flight 93 (Le vol 93, R: Peter Markle, CAN/USA 2006) Fernsehfilm mit Jeffrey Nordling, Brennan Elliott, Kendall Cross
- Flug 93 (United 93, R: Paul Greengrass, FRA/GBR/USA 2006) mit J.J. Johnson, Gary Commock, Polly Adams, David Rasche
- The Hamburg Cell (The Hamburg Cell, R: Antonia Bird, GBR 2004) Fernsehfilm mit Karim Saleh, Maral Kamel, Agni Scott
- The Path to 9/11 (The Path to 9/11, R: David L. Cunningham, USA 2006) Fernsehfilm mit Harvey Keitel, Michael Benyaer
- World Trade Center (World Trade Center, R: Oliver Stone, USA 2006) mit Nicolas Cage, Michael Peña, Jay Hernández

Dokumentarfilme:
- The 9/11 Hijackers: Inside the Hamburg Cell (Drehbuch: Colleen Kamen, USA 2005) Fernsehfilm – Dokumentation
- 11. September – Die letzten Stunden im World Trade Center (9/11, R: James Hanlon, Rob Klug, Gédéon Naudet, Jules Naudet, USA/FRA 2002) Fernsehfilm mit Tony Benatatos

### Operation Enduring Freedom– Afghanistan (2001–2023)
- Drachenläufer (The Kite Runner, R: Marc Forster, USA 2007) mit Khalid Abdalla, Atossa Leoni, Shaun Toub
- Von Löwen und Lämmern (Lions for Lambs, R: Robert Redford, USA 2007) mit Robert Redford, Meryl Streep, Tom Cruise, Michael Peña
- Nacht vor Augen (R: Brigitte Bertele, DEU 2008) mit Hanno Koffler, Petra Schmidt-Schaller
- Willkommen zu Hause (R: Andreas Senn, DEU 2008) mit Ken Duken, Ulrike Folkerts, Mira Bartuschek, Oliver Stritzel
- Lone Survivor (R: Peter Berg, USA 2013) mit Mark Wahlberg, Taylor Kitsch, Emile Hirsch, Ben Foster, Eric Bana
- Zwischen Welten (R: Feo Aladag, DEU 2014) mit Ronald Zehrfeld, Mohsin Ahmady, Saida Barmaki, Burghart Klaussner
- Good Kill (R: Andrew Niccol, USA 2014) mit Ethan Hawke, January Jones, Bruce Greenwood, Zoë Kravitz, Jake Abel
- Krigen (A War, R: Tobias Lindholm, DK 2015) mit Pilou Asbæk, Søren Malling, Dar Salim, Tuva Novotny, Charlotte Munck

Dokumentarfilme:
- Operation Afghanistan – Die Bundeswehr im Einsatz (R: Ulrich Meyer, DEU 2007) (Sechsteilige Dokumentation)
- Camp Armadillo (R: Janus Metz Pedersen. DK 2010) (Dokumentarfilm)
- Restrepo (R: Tim Hetherington. Sebastian Junger, USA 2010) (Dokumentarfilm)

### Operation Enduring Freedom– Philippinen (2002 – heute)
- Die Jagd auf Eagle One (The Hunt for Eagle One, R: Brian Clyde, USA 2006) mit Mark Dacascos, Theresa Randle, Rutger Hauer
- Die Jagd auf Eagle One: Crash Point (The Hunt for Eagle One: Crash Point, R: Henry Crum, USA 2006) mit Mark Dacascos, Theresa Randle, Jeff Fahey, Joe Suba, Zach McGowan
- Operation Balikatan (Operation Balikatan, D: Cirio H. Santiago, PHL/USA 2003) mit Rey Malonzo, Eddie Garcia, Patricia Javier

### Aufstand imMaghreb(2002 – heute)
- Machtlos (Rendition, R: Gavin Hood, USA/ZAF 2007) mit Reese Witherspoon, Jake Gyllenhaal, Jigal Naor, Meryl Streep, Alan Arkin

### Verdeckte Operationenin Afghanistan, Irak usw.
- The Unit – Eine Frage der Ehre (The Unit, P: Sharon Lee Watson, USA 2006–2009) Fernsehserie mit Dennis Haysbert, Scott Foley

### Joint Chiefs of StaffOperationen
- E-Ring – Military Minds (E-Ring, P: David Barrett, USA 2005–2006) Fernsehserie mit Benjamin Bratt, Dennis Hopper, Aunjanue Ellis

## Russisch-Ukrainischer Krieg (2014 – heute)
- Sniper. The White Raven (Снайпер. Білий ворон, R: Marian Bushan, Ukraine 2022) mit Aldoshyn Pavlo, Maryna Koshkina, Andrey Mostrenko
- Last Resistance – Im russischen Kreuzfeuer (Кiборги: Герої не вмирають, R: Achtem Seitablajew, Ukraine 2017) mit Makar Tyhomyrov, Andriy Isayenko, Viktor Zhdanov

## Sonstige Kriege und Konflikte
- Black Hawk Down (Black Hawk Down, R: Ridley Scott, USA 2001) mit Josh Hartnett, Ewan McGregor (Somalischer Bürgerkrieg)
- Der stählerne Adler (Iron Eagle, R: Sidney J. Furie, USA 1985) mit Louis Gossett Jr., Jason Gedrick, Tim Thomerson (unbekannt)
- Heartbreak Ridge (R: Clint Eastwood, USA 1986) mit Clint Eastwood, Marsha Mason, Everett McGill, Moses Gunn (US-Invasion in Grenada, 1983)
- Hotel Ruanda (Hotel Rwanda, R: Terry George, USA/GBR/ITA/ZAF 2004) mit Nick Nolte (Völkermord in Ruanda, 1994)
- La Légion saute sur Kolwezi (R: Raoul Coutard, F 1980, mit Bruno Cremer, Shaba-Invasion 1978)
- Nefes – Der Atemzug (Nefes: Vatan Sağolsun, R: Levent Semerci, TUR 2009) mit İlker Kızmaz, Birce Akalay, Özgür Eren Koç, Barış Bağcı (Bewaffneter Kampf der PKK in der Türkei)
- Rules – Sekunden der Entscheidung (Rules of Engagement, R: William Friedkin, USA/CAN/GBR/DEU 2000) mit Samuel L. Jackson, Tommy Lee Jones, Ben Kingsley, Anne Archer (Jemen)
- Tränen der Sonne (Tears Of The Sun, R: Antoine Fuqua, USA 2003) mit Bruce Willis, Monica Bellucci, Cole Hauser (Nigeria)
- Voces inocentes – Unschuldige Stimmen (Voces inocentes, R: Luis Mandoki, MEX/USA/PRI 2004) mit Carlos Padilla, Leonor Varela, Gustavo Muñoz, José María Yazpik (El Salvador)
- Tourist (Турист, R: Andrey Batov, RUS 2021) mit Aleksey Shevchenkov, Vladimir Petrov, Flaviya-Gertruda Mbayabe (Zentralafrikanische Republik)

## Weitere Filme mit Kriegen als Hintergrund

### Holocaust
- Aimée & Jaguar (R: Max Färberböck, DEU 1999) mit Maria Schrader, Juliane Köhler, Heike Makatsch
- Anne Frank (Anne Frank: The Whole Story, R: Robert Dornhelm, USA/CZE 2001) mit Hannah Taylor-Gordon, Ben Kingsley, Tatjana Blacher, Jessica Manley
- Auf Wiedersehen, Kinder
- Auch Henker sterben (Hangmen Also Die!, R: Fritz Lang, USA 1943) mit Brian Donlevy, Walter Brennan, Anna Lee
- Black Book (Black Book, R: Paul Verhoeven, DEU/GBR/NL 2006) mit Carice van Houten, Sebastian Koch, Christian Berkel
- Blutiger Schnee (Wedle wyroków twoich..., R: Jerzy Hoffman, DEU/POL 1984) mit Sharon Brauner, Anna Dymna, Günter Lamprecht
- Das Leben ist schön (La Vita è bella, R: Roberto Benigni, ITA 1997) mit Roberto Benigni, Nicoletta Braschi, Horst Buchholz
- Das siebte Kreuz (The Seventh Cross, R: Fred Zinnemann, USA 1944) mit Spencer Tracy, Hume Cronyn, Jessica Tandy
- Das Tagebuch der Anne Frank (1959) (The Diary of Anne Frank, R: George Stevens, USA 1959) mit Millie Perkins, Joseph Schildkraut
- Das Tagebuch der Anne Frank (1987) (The Diary of Anne Frank, R: Gareth Davies, GBR 1987) mit Katharine Schlesinger, Emrys James
- Defiance – Für meine Brüder, die niemals aufgaben, auch: Unbeugsam – Defiance (Defiance, R: Edward Zwick, USA 2008) mit Daniel Craig, Liev Schreiber, Jamie Bell, George MacKay
- Der Junge im gestreiften Pyjama (R: Mark Herman, GBR/USA 2008) mit Asa Butterfield, David Thewlis, Jack Scanlon
- Der Marathon-Mann (Marathon Man, R: John Schlesinger, USA 1976) mit Dustin Hoffman, Laurence Olivier, Roy Scheider
- Der neunte Tag (R: Volker Schlöndorff, DEU/LUX/CZE 2004) mit Ulrich Matthes, August Diehl, Hilmar Thate, Bibiana Beglau
- Der Pfandleiher (The Pawnbroker, R: Sidney Lumet, USA 1964) mit Rod Steiger, Geraldine Fitzgerald, Brock Peters, Linda Geiser
- Der Pianist (The Pianist, R: Roman Polański, FRA/GBR/DEU/POL 2002) mit Adrien Brody, Thomas Kretschmann, Frank Finlay
- Der Stellvertreter (Amen., R: Constantin Costa-Gavras, DEU/FRA 2002) mit Ulrich Tukur, Mathieu Kassovitz, Ulrich Mühe
- Die Fälscher (R: Stefan Ruzowitzky, AUT 2007) mit Karl Markovics, August Diehl, Devid Striesow, Lenn Kudrjawizki
- Die Mörder sind unter uns (R: Wolfgang Staudte, DEU 1946) mit Hildegard Knef, Ernst Wilhelm Borchert, Arno Paulsen
- Die Wannseekonferenz (1984) (R: Heinz Schirk, DEU 1984) mit Dietrich Mattausch, Harald Dietl, Peter Fitz, Gerd Böckmann, Jochen Busse, Reinhard Glemnitz, Franz Rudnik, Robert Atzorn, Friedrich G. Beckhaus
- Die Wannseekonferenz (2001) (Conspiracy, R: Frank Pierson, USA/GBR 2001) mit Kenneth Branagh, Stanley Tucci, Colin Firth, Owen Teale
- Ein Leben für ein Leben – Adam Resurrected (R: Paul Schrader, DEU/USA/ISR 2008) mit Jeff Goldblum, Willem Dafoe
- Ein Tag – Bericht aus einem deutschen Konzentrationslager 1939 (R: Egon Monk, DEU 1965) mit Josef Fröhlich, Hartmut Reck, Gert Haucke, Ernst Jacobi, Hans Stadtmüller, Eberhard Fechner
- Hasenjagd – Vor lauter Feigheit gibt es kein Erbarmen (R: Andreas Gruber, AUT 1994) mit Oliver Broumis, Merab Ninidze
- Hitlerjunge Salomon (R: Agnieszka Holland, DEU/FRA 1990) mit Marco Hofschneider, Julie Delpy, René Hofschneider
- Holocaust – Die Geschichte der Familie Weiß (Holocaust, R: Marvin J. Chomsky, DEU/USA 1978) vierteilige Fernsehserie mit Fritz Weaver, Rosemary Harris, James Woods, Meryl Streep
- Jakob der Lügner (R: Frank Beyer, DDR/CSK 1974) mit Vlastimil Brodský, Erwin Geschonneck, Henry Hübchen, Reimar J. Baur
- Jakob der Lügner (Jakob the Liar, R: Peter Kassovitz, USA/FRA/HUN 1999) mit Robin Williams, Bob Balaban, Alan Arkin
- MonsieuBatignole (Monsieur Batignole, R: Gérard Jugnot, FRA 2002) mit Gérard Jugnot, Jules Sitruk, Jean-Paul Rouve
- Monsieur Klein (M. Klein, R: Joseph Losey, FRA/ITA 1976) mit Alain Delon, Jeanne Moreau, Francine Bergé, Suzanne Flon
- Rosenstraße (R: Margarethe von Trotta, DEU/NLD 2003) mit Katja Riemann, Doris Schade, Jutta Lampe, Maria Schrader
- Schindlers Liste (Schindler’s List, R: Steven Spielberg, USA 1993) mit Liam Neeson, Ben Kingsley, Ralph Fiennes, Caroline Goodall
- Flucht aus Sobibor (Escape from Sobibor, R: Jack Gold, GBR/YUG 1987) mit Alan Arkin, Joanna Pacuła, Rutger Hauer, Hartmut Becker
- The Boys from Brazil, auch: „The Boys from Brazil – Geheimakte Viertes Reich“ (The Boys from Brazil, R: Franklin J. Schaffner, USA 1978) mit Gregory Peck, Laurence Olivier, James Mason
- Zug des Lebens (Train de vie, R: Radu Mihăileanu, FRA/BEL 1998) mit Lionel Abelanski, Rufus, Michel Muller, Johan Leysen

### Krieg und Medien
- 5 Days of War (5 Days of War, auch: Five Days of War, auch: 5 Days of August, R: Renny Harlin, USA/GEO 2011) mit Rupert Friend, Val Kilmer, Andy García, Antje Traue
- Live aus Bagdad (Live from Bagdad, R: Mick Jackson, USA 2002) mit Michael Keaton, Helena Bonham Carter, David Suchet
- Salvador (Salvador, R: Oliver Stone, USA 1986) mit James Woods, James Belushi, Michael Murphy, John Savage, Tony Plana
- Under Fire, auch: Unter Feuer (Under Fire, R: Roger Spottiswoode, USA 1983) mit Nick Nolte, Ed Harris, Joanna Cassidy, Gene Hackman, Jean-Louis Trintignant, Richard Masur
- Von Löwen und Lämmern (Lions for Lambs, R: Robert Redford, USA 2007) mit Robert Redford, Meryl Streep, Tom Cruise
- Wag the Dog – Wenn der Schwanz mit dem Hund wedelt (Wag the Dog, R: Barry Levinson, USA 1997) mit Dustin Hoffman, Robert De Niro, Anne Heche, Denis Leary, Kirsten Dunst, Woody Harrelson
- Welcome to Sarajevo (Welcome to Sarajevo, R: Michael Winterbottom, GBR/USA 1997) mit Stephen Dillane, Woody Harrelson, Marisa Tomei, Emira Nusevic, Kerry Fox, Goran Visnjic

## Komödie, Satire, Parodie
- ’Allo ’Allo! (Allo ’Allo!, Schöpfer: David Croft, Jeremy Lloyd, GBR 1982) Fernsehserie mit Gorden Kaye, Carmen Silvera
- Army Go Home! (Buffalo Soldiers, R: Gregor Jordan, DEU/GBR 2001) mit Joaquin Phoenix, Ed Harris, Scott Glenn
- Drei auf der Flucht (La poudre d’escampette, R: Philippe de Broca, FRA/ITA 1971) mit Marlène Jobert, Michel Piccoli, Michael York
- Frühling für Hitler (The Producers, R: Mel Brooks, USA 1968) mit Zero Mostel, Gene Wilder, Kenneth Mars, Estelle Winwood
- Hot Shots! – Die Mutter aller Filme (Hot Shots!, R: Jim Abrahams, USA 1991) mit Charlie Sheen, Cary Elwes, Valeria Golino, Lloyd Bridges
- Hot Shots! Der zweite Versuch (Hot Shots! Part Deux, R: Jim Abrahams, USA 1993) mit Charlie Sheen, Lloyd Bridges, Valeria Golino
- Jojo Rabbit (R: Taika Waititi, USA 2019) mit Roman Griffin Davis, Thomasin McKenzie, Scarlett Johansson, Sam Rockwell, Taika Waititi
- Mein Führer – Die wirklich wahrste Wahrheit über Adolf Hitler (R: Dani Levy, DEU 2007) mit Helge Schneider, Ulrich Mühe
- Sein oder Nichtsein (1942) (To Be or Not to Be, R: Ernst Lubitsch, USA 1942) mit Carole Lombard, Jack Benny, Robert Stack, Felix Bressart
- Sein oder Nichtsein (1983) (To Be or Not to Be, R: Alan Johnson, USA 1983) mit Mel Brooks, Anne Bancroft, Tim Matheson, Charles Durning